# Verdun
Pour les articles homonymes, voir Verdun (homonymie).
Cet article possède un paronyme, voir Verden.
Verdun (/vɛʁ.dœ̃/) est une commune française située dans le département de la Meuse, en région Grand Est. Elle se trouve dans la région historique et culturelle de Lorraine.
L'existence de l'agglomération verdunoise remonte à l'Antiquité où les Celtes fondent un oppidum surplombant un méandre de la Meuse. Devenue chef-lieu de la Civitas Verodunensium, la ville est l'une des quatre cités de la province romaine de Belgique première.
En 843, le traité de Verdun qui partage l'Empire carolingien en trois royaumes - considéré comme fondateur de l'Allemagne et de la France -  y est signé. Principauté épiscopale du Saint-Empire romain germanique depuis le Xe siècle, Verdun est soumise par la France en 1552, au cours du « Voyage d'Austrasie ». Elle forme avec les autres villes libres d'Empire, Metz et Toul, la province des Trois-Évêchés, qui se voit définitivement rattachée au royaume de France en 1648 par le traité de Münster.
Forteresse de l'Est de la France, la ville est le théâtre de plusieurs batailles, telles que celle de 1792 lors des guerres de la Révolution française, et celle de 1870 lors de la guerre franco-prussienne. Mais c'est surtout la bataille de Verdun de 1916, au cours de la Première Guerre mondiale, qui rend à jamais célèbre la ville dans le monde entier.
Peu touchée par la révolution industrielle du XIXe siècle, Verdun se tourne aujourd'hui vers le tourisme de mémoire. La ville possède de nombreux vestiges militaires dus à son histoire de place forte, ainsi que plusieurs lieux de mémoire de la Grande Guerre. La ville compte également un riche patrimoine religieux en tant que siège de l'évêché de Verdun depuis le IVe siècle.
Pôle urbain principal du centre meusien, la commune est l'une des deux sous-préfectures du département, et le chef-lieu de l'arrondissement de Verdun, du Pays de Verdun et de la communauté d'agglomération du Grand Verdun. Elle est également la ville la plus peuplée du département, même si elle ne cesse de voir diminuer son nombre d'habitants depuis les années 1970.

## Géographie

### Localisation
Verdun se situe dans le Grand Est de la France, vers le centre du département de la Meuse — dont elle est l'une des sous-préfectures — et légèrement au nord-ouest de la région Grand Est. La commune s'étend dans la vallée de la Meuse, sur les deux rives du fleuve au niveau d'un méandre. Elle se trouve au nord-ouest des côtes de Meuse.
À vol d'oiseau, la commune est située entre Paris (225 km) et Strasbourg (184 km). En Lorraine, elle est distante de 58 km de Metz (Moselle), de 78 km de Nancy (Meurthe-et-Moselle) et de 134 km d'Épinal (Vosges). Elle se trouve à 47 km au nord de Bar-le-Duc, la préfecture du département, et de Commercy, l'autre sous-préfecture.
La frontière belge se situe à 40 km, celle du Luxembourg à 50 km, celle d'Allemagne à 80 km, celle des Pays-Bas à 225 km et celle de Suisse à 220 km.

### Communes limitrophes
Les communes limitrophes sont Belleville-sur-Meuse, Belleray, Belrupt-en-Verdunois, Eix, Fleury-devant-Douaumont, Fromeréville-les-Vallons, Haudainville, Landrecourt-Lempire, Moulainville, Nixéville-Blercourt, Sivry-la-Perche et Thierville-sur-Meuse.

Représentations cartographiques de la commune
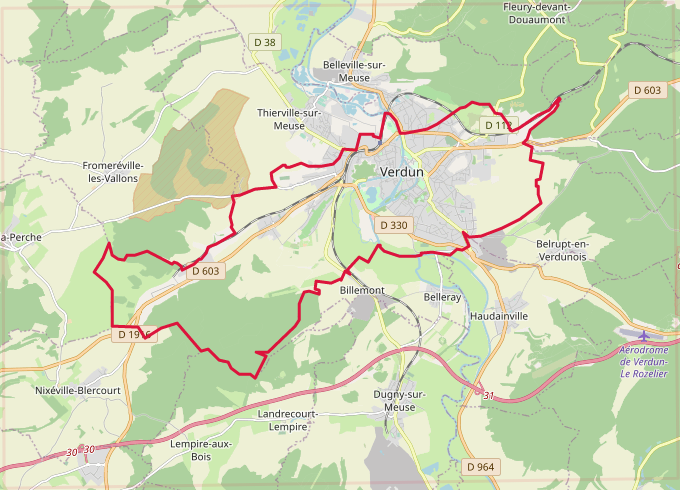
Carte OpenStreetMap.
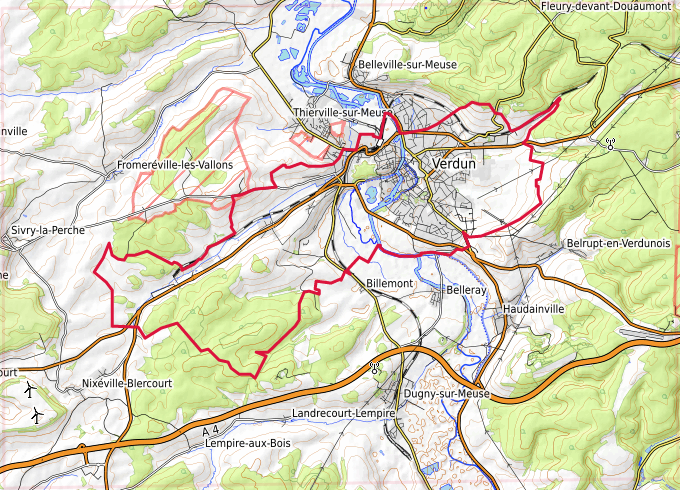
Carte topographique.

### Géologie et relief

Carte géologique de la Lorraine.

La superficie de la commune est de 3 103 ha, son altitude varie de 194 m à 330 m.
Le département de la Meuse se situe dans la partie orientale du bassin parisien ; il est constitué d'un socle rocheux de l'ère mésozoïque (périodes du Jurassique et du Crétacé). Verdun se situe plus précisément sur des roches de l'époque du Jurassique supérieur (étages du Kimméridgien et du Tithonien). Les calcaires des côtes de Meuse datent de l'Oxfordien. La couche dépasse les 200 m dans la région de Verdun : 100 à 110 m pour l'Oxfordien moyen et 105 à 120 m pour l'Oxfordien supérieur. Les calcaires de l'Oxfordien moyen ont été intensément exploités, comme à la carrière de Dugny-sur-Meuse, pour deux utilisations principales : la fabrication de chaux grasse sidérurgique et la construction avec une pierre connue sous le nom de pierre d'Euville,.
Le fond de la vallée de la Meuse est composé d'une couche d'alluvions récentes d'une épaisseur de 10  à   12 m au niveau de Verdun. La couche est recouverte par une épaisseur de limons d'inondation de 0,6  à   1,50 m. En bordure de la vallée, on trouve des alluvions anciennes composées de sables siliceux, de quartz et de granite venus des Vosges par la Moselle. Cette dernière était alors un affluent de la Meuse avant d'être capturée par un affluent de la Meurthe. Cela explique également la largeur disproportionnée de la vallée par rapport au fleuve actuel.

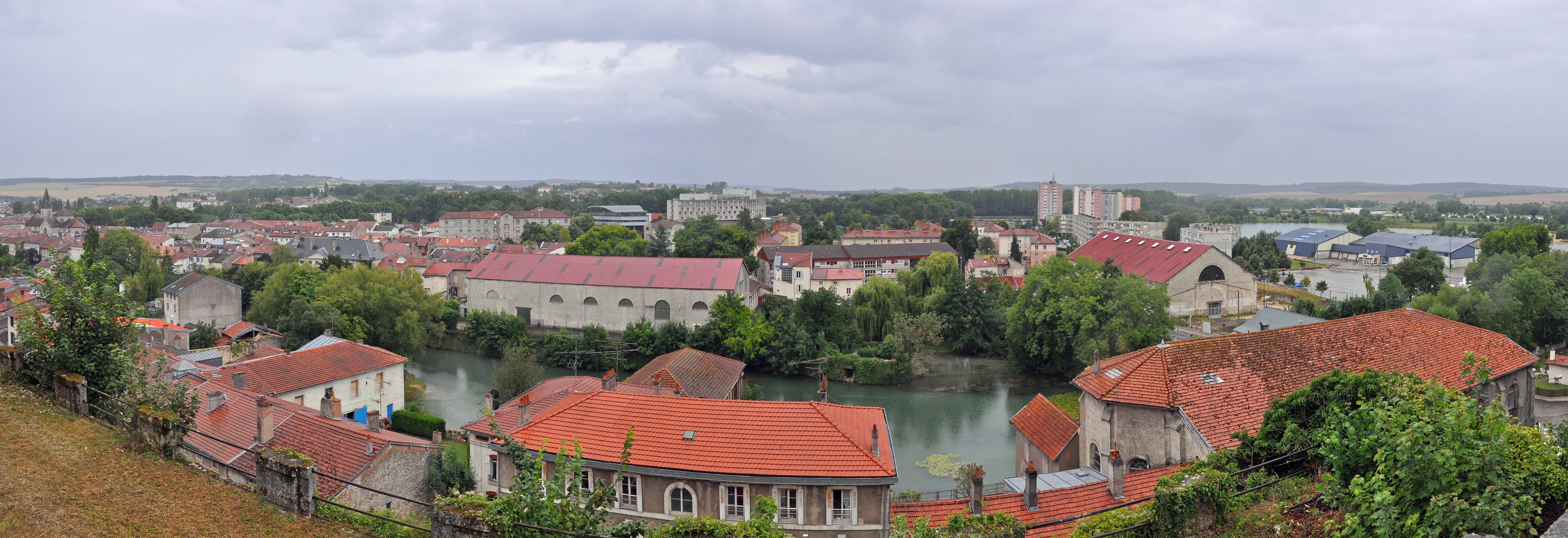
Panorama des quartiers sud de Verdun, un jour pluvieux.

### Hydrographie et les eaux souterraines

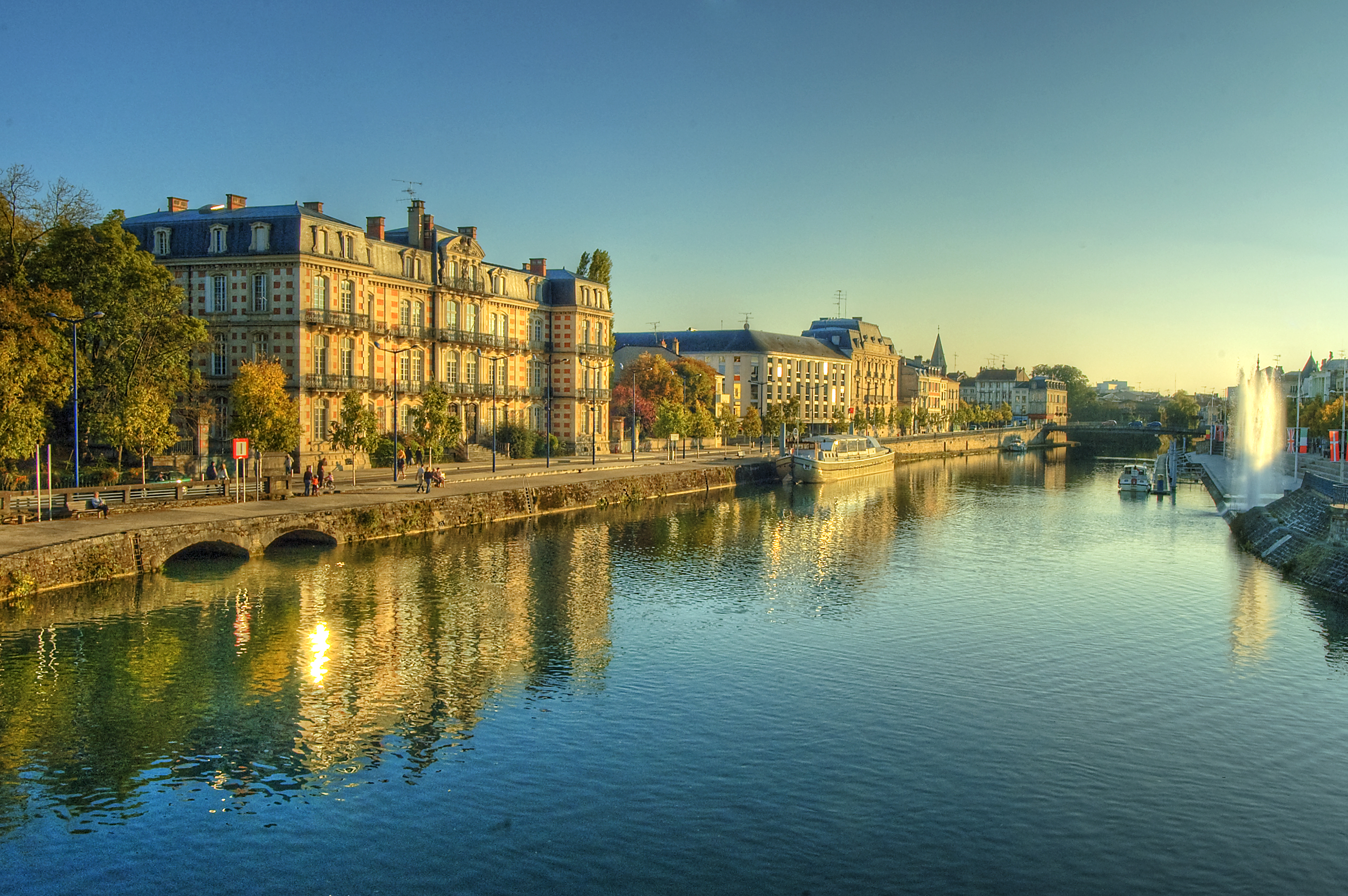
Mess des officiers (XIXe siècle) devant la Meuse à Verdun.

Hydrogéologie et climatologie : Système d’information pour la gestion des eaux souterraines du bassin Rhin-Meuse :
Territoire communal : Occupation du sol (Corinne Land Cover); Cours d'eau (BD Carthage),
Géologie : Carte géologique; Coupes géologiques et techniques,
 Hydrogéologie : Masses d'eau souterraine; BD Lisa; Cartes piézométriques.
Verdun s'est construite sur les berges de la Meuse, qui traverse la ville du sud au nord. Le fleuve prend sa source en Haute-Marne et se jette dans la mer du Nord, en traversant la France, la Belgique et les Pays-Bas. Dans la ville, le fleuve est rejoint en rive gauche par la Scance, une petite rivière qui prend sa source dans le département,.
La ville compte également plusieurs canaux. Le canal Saint-Vanne puis canal des Augustins, en rive gauche, prend sa source dans la Meuse en amont aux limites de la commune, et est également alimenté par le ruisseau de la Noue,. En rive droite, le canal Saint-Airy prend sa source et se rejette dans le fleuve.
Sur le territoire communal, le fleuve est réuni avec le canal de l'Est, qui relie la Meuse et la Moselle à la Saône, et qui est aussi connu sous le nom de canal de la Meuse sur cette portion. La partie navigable emprunte un tunnel (PK 204,393) et une écluse (PK 204,370) sur le territoire de la commune. Un port de plaisance de 30 places est situé en centre-ville, au point kilométrique (PK 204),.

Cours d'eau de la ville
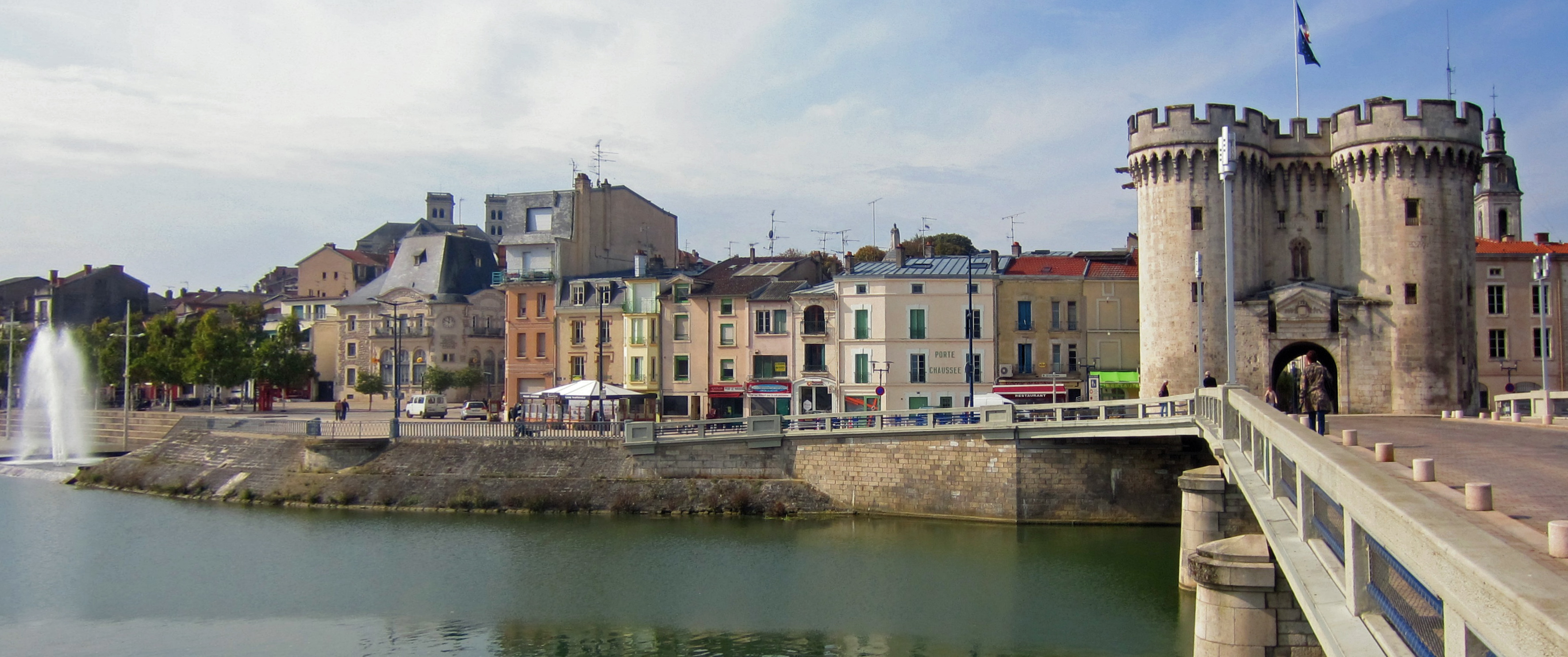
Porte Chaussée au bord de la Meuse.
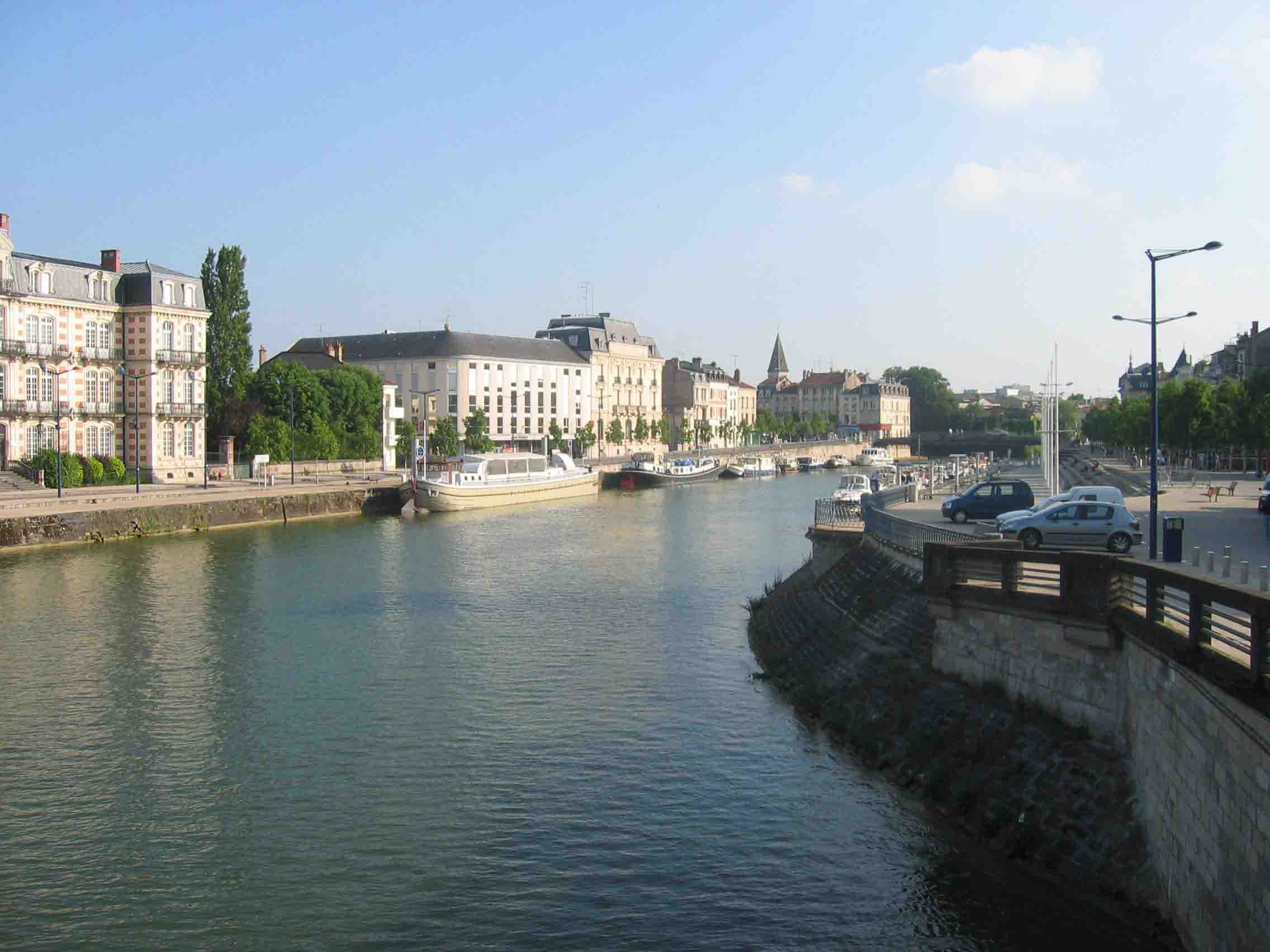
Port de plaisance.
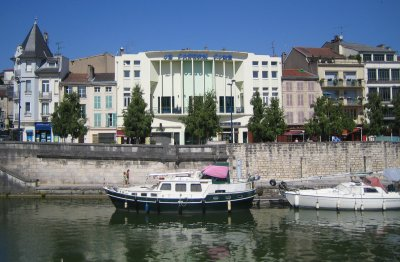
Quai de Londres.
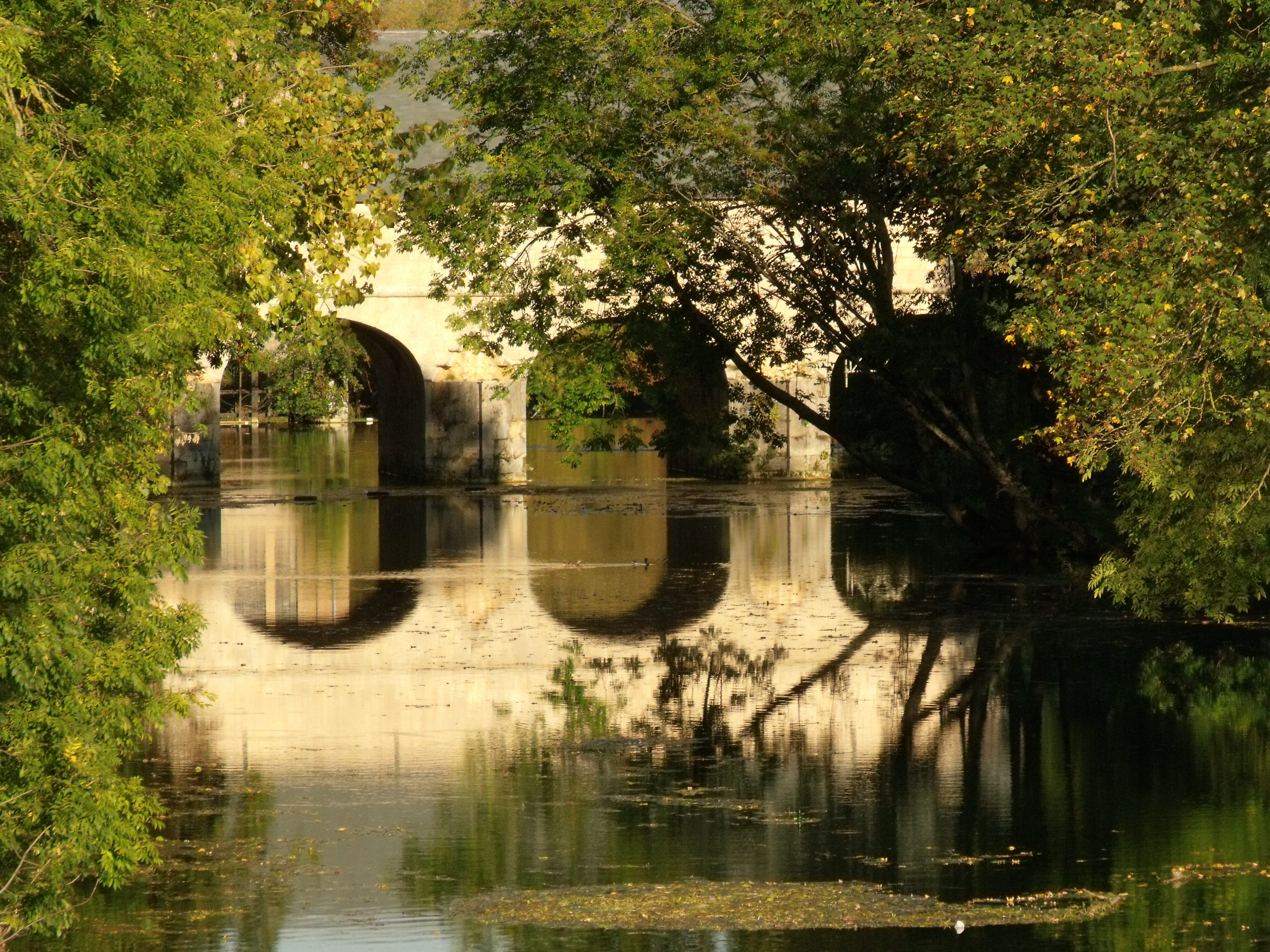
Pont-écluse Saint-Amand entre le canal Saint-Vanne et celui des Augustins.

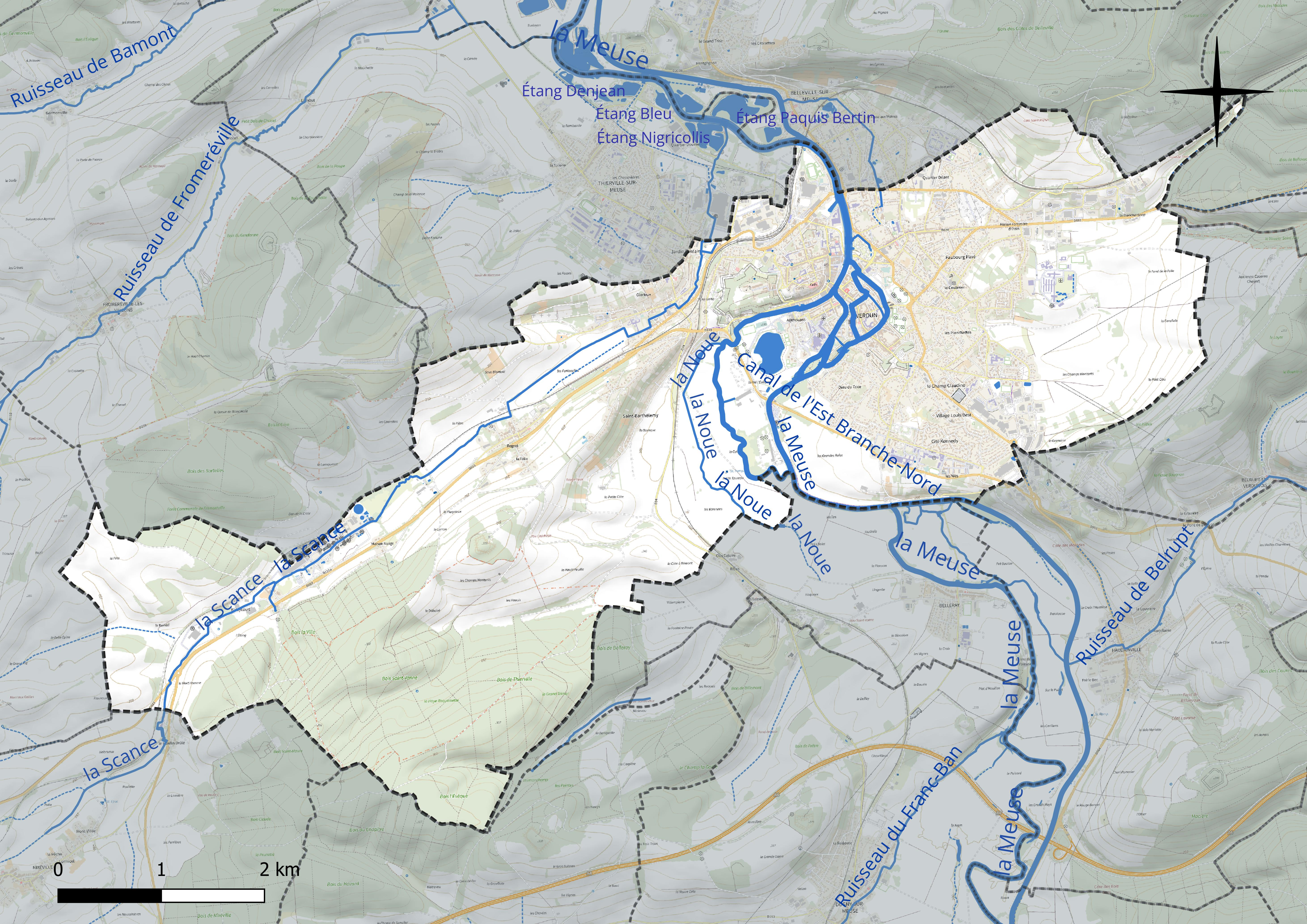
Réseau hydrographique de Verdun.

### Climat
Le climat de Verdun est le même que celui de la Meuse et de la Lorraine. Il s'agit d'un climat océanique dégradé (Cfb d'après la classification de Köppen) à tendance continentale, qui se caractérise par un été chaud et orageux et un hiver long et rigoureux. Ce climat est favorable à une régularisation des précipitations en toutes saisons et à une augmentation de l'amplitude thermique entre saisons. Les intersaisons ne sont pas très marquées avec des gelées précoces en automne et des gelées tardives au printemps.
| Mois                                             | jan.          | fév.        | mars         | avril        | mai          | juin       | jui.         | août         | sep.         | oct.       | nov.         | déc.          | année      |
| ------------------------------------------------ | ------------- | ----------- | ------------ | ------------ | ------------ | ---------- | ------------ | ------------ | ------------ | ---------- | ------------ | ------------- | ---------- |
| Température minimale moyenne (°C)                | −0,7          | 0,2         | 1,7          | 4,1          | 8,3          | 11,2       | 13           | 12,7         | 9,5          | 6,8        | 3,3          | 0,2           | 5,9        |
| Température moyenne (°C)                         | 2,3           | 3,9         | 6,6          | 10,2         | 14,3         | 17,7       | 19,3         | 18,8         | 15,2         | 11,3       | 6,6          | 2,9           | 10,8       |
| Température maximale moyenne (°C)                | 5,3           | 7,6         | 11,4         | 16,3         | 20,3         | 24,2       | 25,7         | 24,9         | 20,9         | 15,8       | 9,8          | 5,6           | 15,7       |
| Record de froid (°C) date du record              | −14,5 07.2009 | −15 09.2012 | −14 01.2005  | −7,5 08.2003 | −1,5 04.2014 | 2 08.2005  | 4 31.2015    | 4 10.2016    | 0 30.2002    | −5 29.2012 | −9 22.1999   | −17,5 20.2009 | −17,5 2009 |
| Record de chaleur (°C) date du record            | 15 25.2016    | 18 02.2002  | 24,5 25.2003 | 29 25.2007   | 32,5 25.2009 | 36 28.2011 | 37,5 02.2015 | 40,5 12.2003 | 32,5 05.2013 | 27 02.2011 | 22,5 08.2015 | 17 17.2015    | 40,5 2003  |
| Précipitations (mm)                              | 82            | 84          | 82,2         | 54,7         | 73,9         | 56,4       | 77,9         | 82,3         | 63,3         | 70,6       | 78,5         | 99,3          | 905,1      |
| dont nombre de jours avec précipitations ≥ 1 mm  | 12,6          | 12,5        | 12,6         | 10,8         | 11,6         | 8,7        | 11,2         | 10,9         | 8,5          | 10,2       | 14           | 14,3          | 137,7      |
| dont nombre de jours avec précipitations ≥ 5 mm  | 5,9           | 5,9         | 6,1          | 4,3          | 4,7          | 3,5        | 4,9          | 5,5          | 4,3          | 5,2        | 5,5          | 6,2           | 61,9       |
| dont nombre de jours avec précipitations ≥ 10 mm | 2,6           | 2,7         | 2,3          | 1,1          | 2,2          | 1,8        | 2,2          | 2,5          | 2            | 2,7        | 2,3          | 3,2           | 27,6       |

### Faune et flore
Avec plus de 10 000 hectares boisés la forêt domaniale de Verdun est une des zones de massifs boisés de la région forestière dite Côtes et collines de Meuse, étant boisée à 36 % ce qui en fait la seconde région forestière de la France métropolitaine. Elle abrite plusieurs espèces de plantes rares (Dactylorhiza praetermissa, Epipactis muelleri, Linum leonii et Ophioglossum vulgatum, etc), ainsi que diverses spécimens d'arbres,. La forêt de Verdun est riche en suintements et présente quelques sources incrustantes avec hépatiques à thalle dont Conocephalum conicum.
La présence de reptiles et d'amphibiens tient en grande partie aux terrains plus frais et plus imperméables situés sur les marnes du Séquanien, ainsi qu’aux sources et suintements. Plusieurs espèces d'oiseaux y sont ainsi logées ainsi que les chauve-souris qui sont abondantes car de nombreux vestiges abandonnés sont autant d'abris et de lieux de reproduction en complément d'arbres morts, creux, à cavités ou fendus.

Les espèces forestières courantes de petits mammifères (renards, blaireaux, lièvres, petits rongeurs…), ainsi que le chat sauvage, la martre et l’écureuil roux y sont présents, tandis que chez les grands mammifères c'est le sanglier, le cerf et le chevreuil,.

Vue sur différentes espèces de faune et flore de Verdun
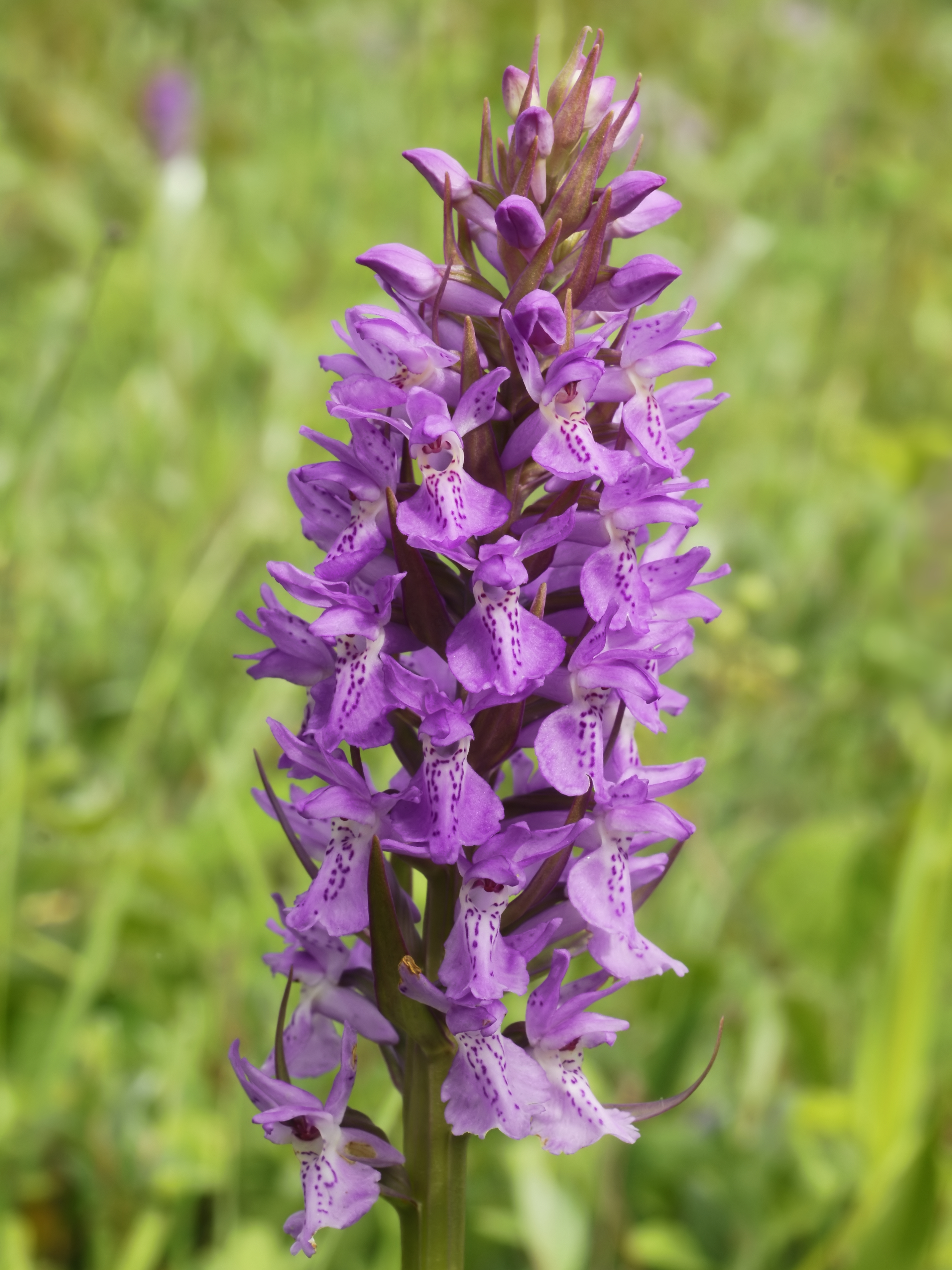
Orchis négligé.
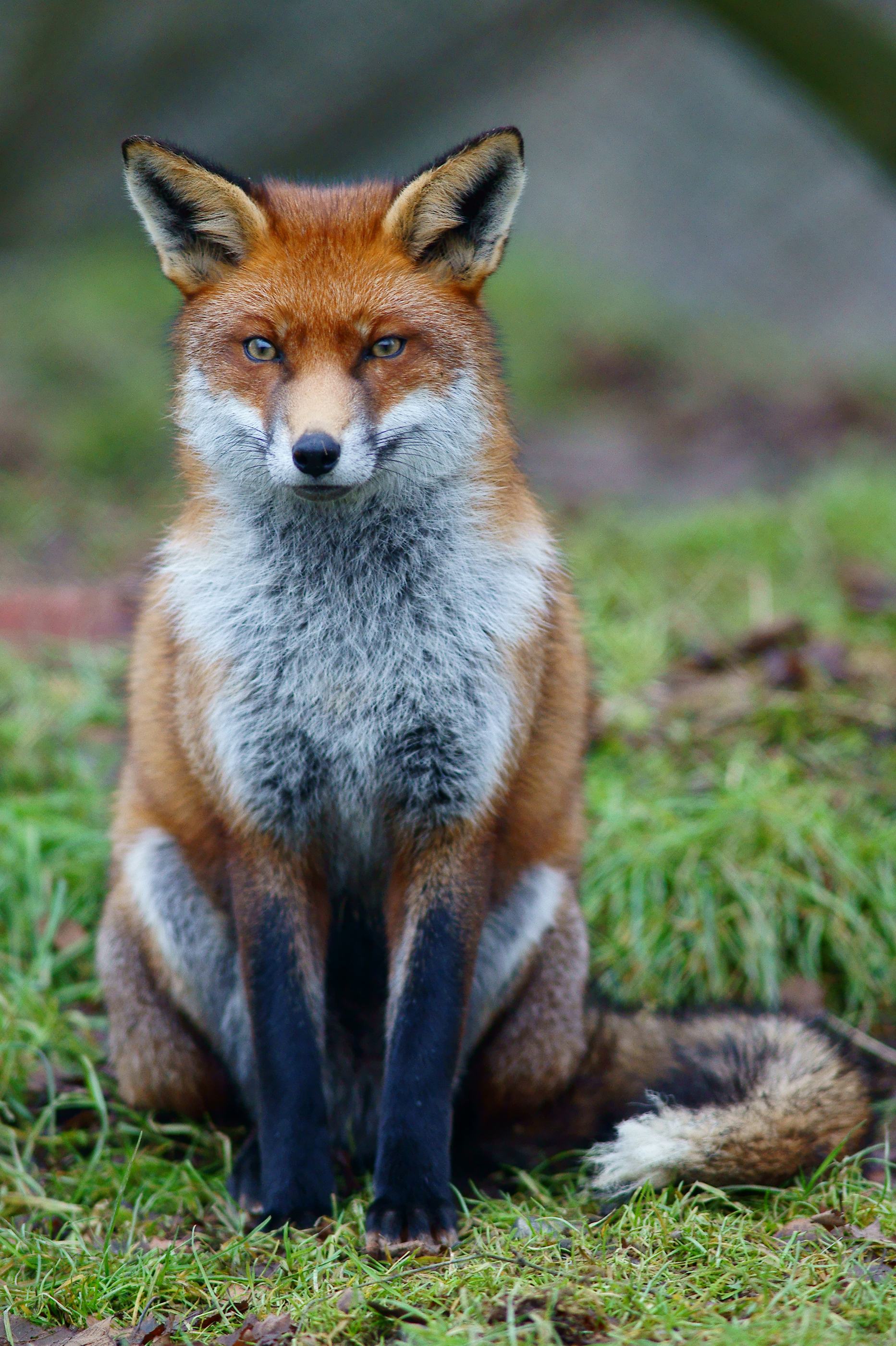
Renard.
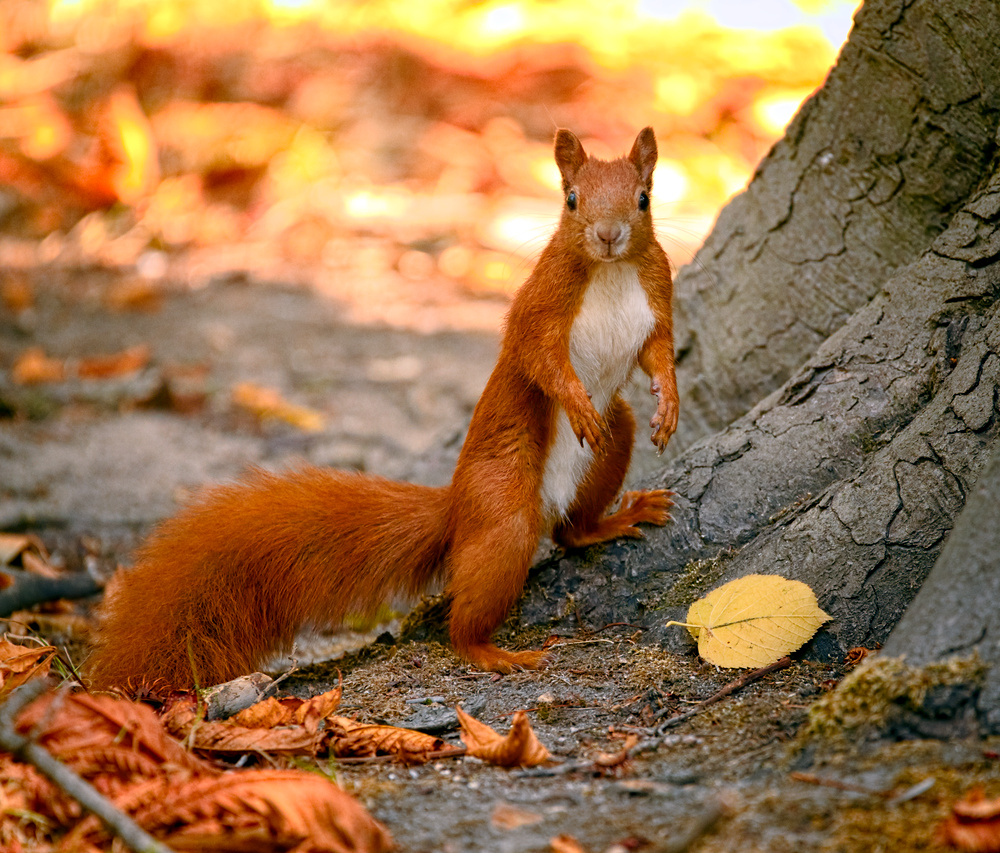
Écureuil roux.
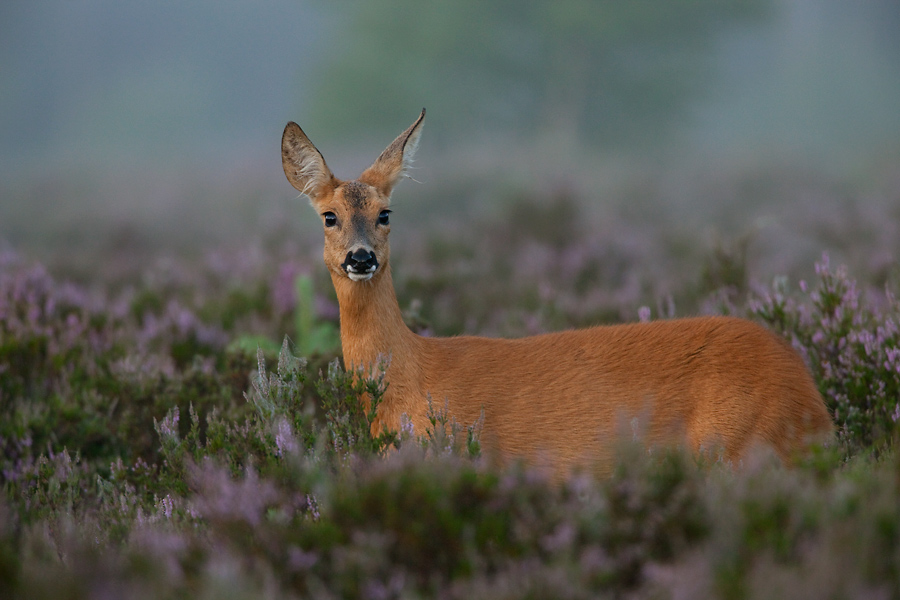
Chevreuil.

## Urbanisme

### Typologie
Au 1er janvier 2024, Verdun est catégorisée centre urbain intermédiaire, selon la nouvelle grille communale de densité à sept niveaux définie par l'Insee en 2022.
Elle appartient à l'unité urbaine de Verdun, une agglomération intra-départementale regroupant trois  communes, dont elle est ville-centre,,. Par ailleurs la commune fait partie de l'aire d'attraction de Verdun, dont elle est la commune-centre,. Cette aire, qui regroupe 103 communes, est catégorisée dans les aires de moins de 50 000 habitants,.

### Occupation des sols

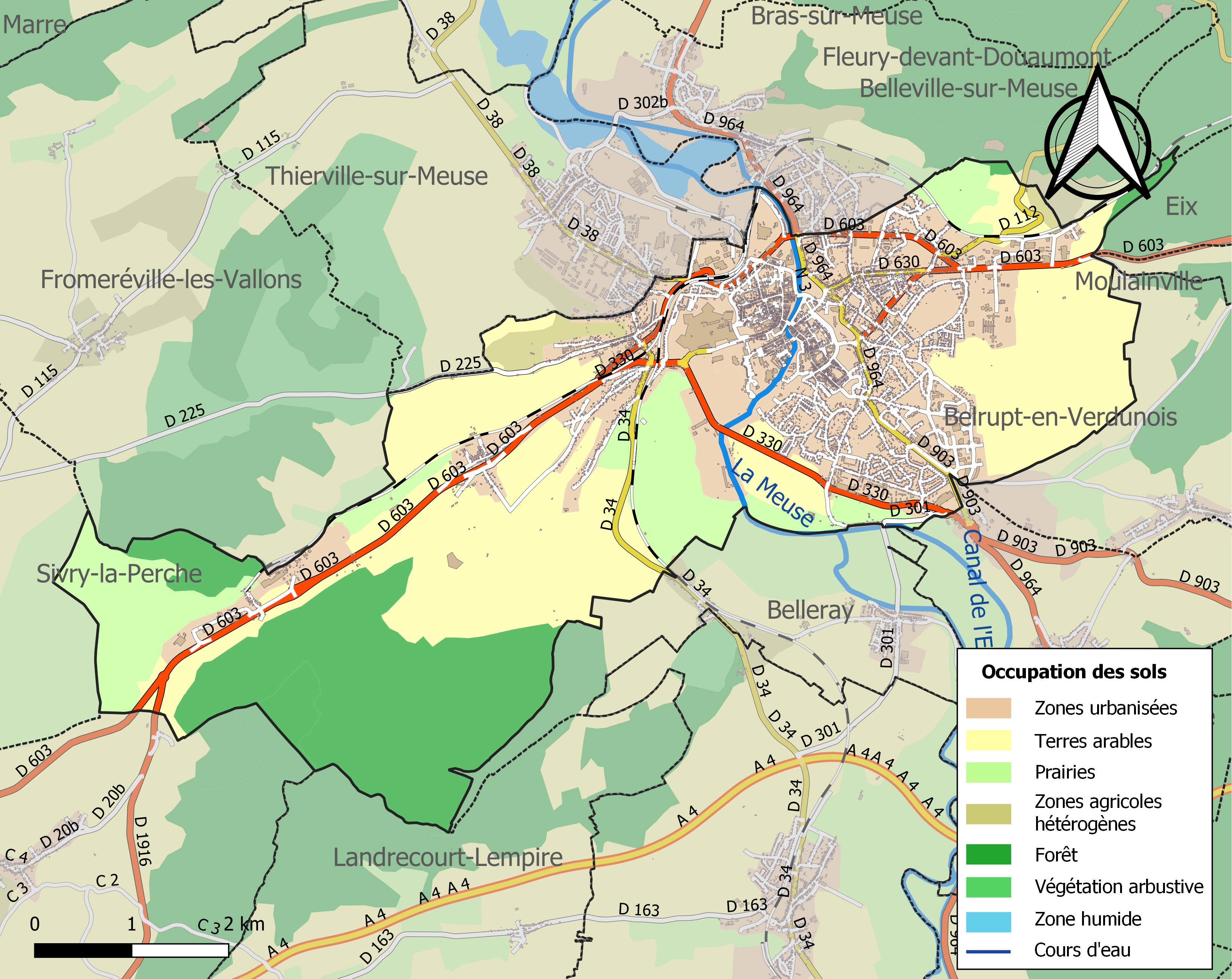
Carte des infrastructures et de l'occupation des sols de la commune en 2018 (CLC).

L'occupation des sols de la commune, telle qu'elle ressort de la base de données européenne d’occupation biophysique des sols Corine Land Cover (CLC), est marquée par l'importance des territoires agricoles (46,3 % en 2018), en diminution par rapport à 1990 (50,3 %). La répartition détaillée en 2018 est la suivante : 
terres arables (32,3 %), zones urbanisées (24 %), forêts (19,2 %), prairies (12,6 %), zones industrielles ou commerciales et réseaux de communication (7 %), espaces verts artificialisés, non agricoles (3,4 %), zones agricoles hétérogènes (1,4 %), mines, décharges et chantiers (0,1 %). L'évolution de l’occupation des sols de la commune et de ses infrastructures peut être observée sur les différentes représentations cartographiques du territoire : la carte de Cassini (XVIIIe siècle), la carte d'état-major (1820-1866) et les cartes ou photos aériennes de l'IGN pour la période actuelle (1950 à aujourd'hui).

### Morphologie urbaine

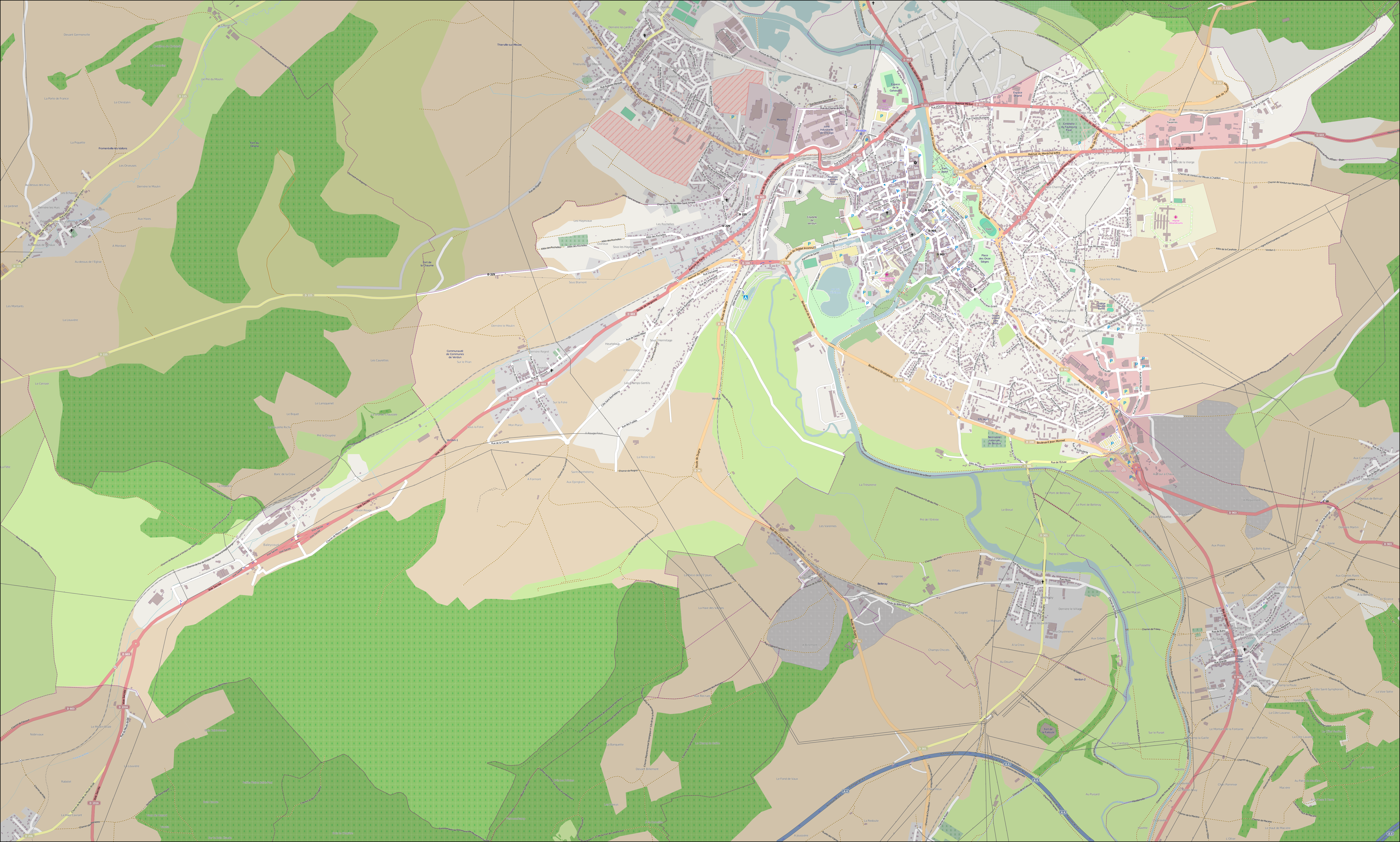
Plan de Verdun (septembre 2015).

Le cœur historique de la ville est situé sur un promontoire en rive gauche d'un méandre de la Meuse. La commune se développe ensuite plus en contrebas et sur l'autre berge du fleuve. Elle s'étend en dehors de ses remparts vers le nord-est (quartier Faubourg Pavé) et vers l'ouest (quartiers Glorieux et côte Saint-Barthélémy). Au sud-ouest, le village de Regret est rattaché à la commune de Verdun.
Dans la première moitié du XXe siècle, les remparts sont démolis et les trois quartiers de Faubourg Pavé, Glorieux et côte Saint-Barthélémy continuent leur développement. Un nouveau quartier, le Champ Claudine, voit le jour au sud-est, et le quartier Chicago, au nord, alors occupé par les militaires américains, s'urbanise.
Dans la seconde moitié du XXe siècle, la ville s'étend essentiellement vers l'est pour des raisons foncières et topographiques. Le développement est impossible au nord et au nord-ouest à cause des limites communales de Belleville-sur-Meuse, Thierville-sur-Meuse et Fromeréville-les-Vallons. Il est également impossible au sud car les terrains sont inondables par la Meuse. De nouveaux quartiers font leur apparition : cité Kennedy, Planchettes, Grandes Plantes. La zone industrielle de Baleycourt est créée au sud-ouest de Verdun, dans la continuité du village de Regret et de la côte Saint-Barthélémy.
| Type d'occupation           | Pourcentage | Superficie (en hectares) |
| --------------------------- | ----------- | ------------------------ |
| Zone urbaine construite     | 14,60 %     | 1143,5                   |
| Zone urbaine non construite | 2,81 %      | 220,5                    |
| Zone naturelle              | 82,59 %     | 6470,0                   |

#### Liste des quartiers de la ville
Pour des raisons de statistiques et de recensement de la population, la commune de Verdun est découpée par l'INSEE en 8 quartiers qui sont :
- Au Dieu du Trice - Cité Kennedy - Louis Best
- Au Pré l’Évêque - Anthouard
- Centre-Ville (partie)
- Centre-Ville (partie) Cité Verte, dont une partie est classée prioritaire avec 2 542 habitants en 2020[41].
- Faubourg - Souville
- Glorieux - Saint-Barthélémy
- Les Grandes Plantes - Faubourg Pavé
- Les Planchettes - Champ Claudine, dont une partie est classée prioritaire avec 1 512 habitants en 2020[42].

### Risques naturels, industriels et engins de guerre
La ville de Verdun est sujette à plusieurs risques naturels. Des cavités se situent sous la commune, ce qui engendre un risque d'effondrement. Des mouvements de terrain peuvent être aussi occasionnés par le retrait/gonflement d'argiles. Située au bord de l'eau et au fond d'une vallée, la ville peut subir les inondations de plaine de la Meuse, ce qui a mené à la création d'un plan de prévention du risque inondation,. Les annales mentionnent que la ville basse est totalement inondée à l'hiver 1245-1246, tout comme en 1302. En 1639, une crue emporte tous les ponts en moins de six heures, et en 1784, les dégâts sont chiffrés à 350 000 livres. En 1814, 1836, 1840 et 1844, le niveau de la Meuse dépasse les 3 m. L'extension transversale du fleuve atteint jusqu'à 1,5 km au sud de la ville. La commune a également été victime des tempêtes de fin décembre 1999 en Europe.
En plus des risques naturels, la ville est exposée à des risques liés aux activités humaines. Il existe un risque industriel causé par la présence de l'entreprise chimique Ineos dans la zone industrielle de Baleycourt. Le site est classé Seveso. De plus, le transport de matières dangereuses (TMD) à travers la ville présente un risque, notamment le transport du gaz sur la Meuse.
En raison des conflits qui ont eu lieu dans la région durant les deux guerres mondiales, des engins explosifs peuvent être retrouvés dans le sol. Entre 2009 et 2013, 190 tonnes d'explosifs sont ramassées en Meuse, et en vingt ans, 8 personnes ont trouvé la mort. Le 29 mars 2007, un jeune homme décède dans l'explosion d'un obus qu'il manipulait dans son jardin. Les démineurs découvrent 2,5 tonnes d'explosifs à son domicile.

### Logement
En 2013, Verdun comptait 10 216 logements, soit 227 de plus qu'au précédent recensement de 2008, et 2 630 de plus que quarante-quatre ans plus tôt (7 496 logements en 1968).
Parmi ces logements, 87,7 % étaient des résidences principales et 0,8 % des résidences secondaires. On dénombrait un nombre important de logements vacants, 1 174, représentant 11,5 % du parc de logements, en augmentation depuis 2008 (seulement 897 logements vacants). Ces logements étaient pour 40,9 % d'entre eux des maisons individuelles et pour 57,7 % des appartements. Le nombre moyen de pièces par résidence principale était de 3,8.
Le fait qu'il y ait plus d'appartements que de maisons individuelles expliquerait en partie le nombre plus élevé de locataires (57,0 %) par rapport aux propriétaires (40,6 %). La part de logements HLM loués vides était de 20,8 % en 2013 contre 22,1 % en 2008, tout juste supérieur au taux minimum de 20 % fixé par la loi relative à la solidarité et au renouvellement urbains (loi SRU) de décembre 2000.

### Projets d'aménagement
En avril 2009, la municipalité lance l'Opération de Rénovation Urbaine (ORU) « Verdun Avenir » ayant pour but de changer l'aspect de la ville. Elle prévoit la déconstruction/construction de nouveaux logements, la réhabilitation du bâti existant, la création de nouvelles voiries. Il s'agit également de recréer une mixité sociale, le parc social étant essentiellement concentré sur trois quartiers, et de rééquilibrer l'offre et la demande locative. En juin 2013, le quartier des Planchettes est en plein travaux : 367 logements sont réhabilités ou construits, des aménagements urbains sont mis en place. En août 2015, les travaux arrivent à leur terme dans le quartier de la Cité Verte. Le centre social et culturel emménage dans ses nouveaux locaux, des équipements sportifs sont mis à disposition des jeunes, et 168 logements ont été réhabilités. De plus, 58 logements ont été construits dans d'autres quartiers.

### Voies de communication et transports

#### Réseau routier
Verdun se situe sur la route départementale 603 (RD 603), ancienne route nationale 3 (RN 3), qui la relie à l'ouest à Paris via Châlons-en-Champagne et Meaux, et à l'est à Sarrebruck (Allemagne) via Metz. La ville est également placée sur la route départementale 964 (RD 964), ancienne route nationale 64 (RN 64), la reliant au nord à Charleville-Mézières, et au sud à Lure via Commercy et Neufchâteau.
La ville est reliée à Bar-le-Duc, la préfecture du département, par les routes RD 603 (ancienne RN 3) et RD 1916 (ancienne RN 35), plus connue sous le nom de « Voie sacrée ». Cette dernière fut l'artère logistique de la bataille de Verdun de 1916, pendant la Première Guerre mondiale.
La commune est desservie par l'autoroute A4-E50, nommée « autoroute de l'Est », reliant Paris à Strasbourg via Reims et Metz. L'accès se fait soit au niveau de la sortie 30 « Voie sacrée » à 10 km au sud-ouest sur le territoire de Nixéville-Blercourt, soit au niveau de la sortie 31 « Verdun » à 5 km au sud-est sur le territoire d'Haudainville.

#### Réseau ferroviaire

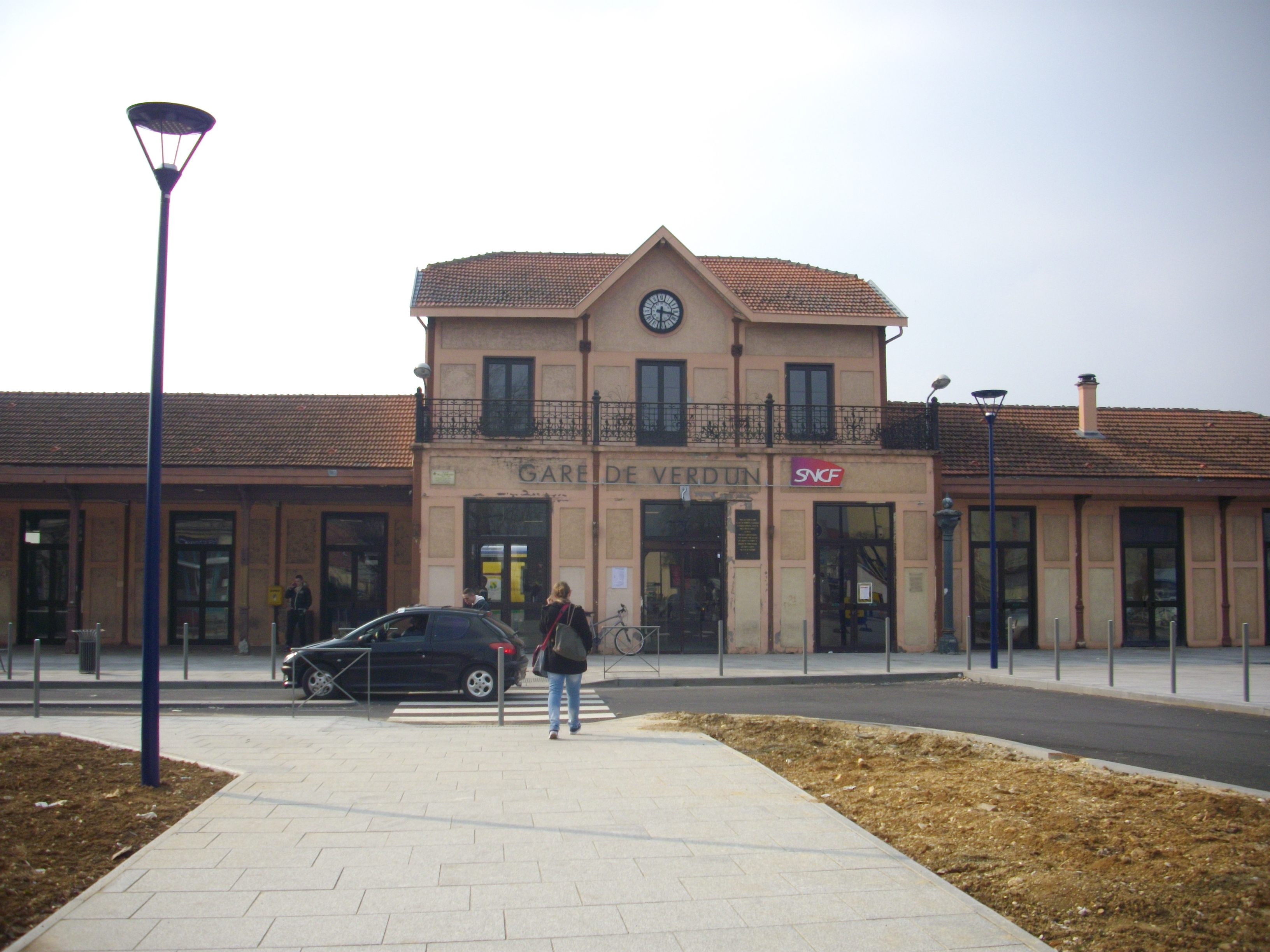
Gare de Verdun.

La gare de Verdun, construite en 1868 selon les plans de l'ingénieur Gustave Eiffel, située à proximité du centre-ville, fait partie de la ligne de Saint-Hilaire-au-Temple à Hagondange. Elle est desservie par le TER Lorraine, permettant de rejoindre Metz ou Nancy via une correspondance à la gare de Conflans - Jarny, en Meurthe-et-Moselle (ligne 30). Les liaisons avec Metz se font également par autocars METROLOR. Depuis décembre 2013, la liaison ferroviaire du TER Champagne-Ardenne reliant Verdun à Châlons-en-Champagne est remplacée par un bus à cause du faible nombre de voyageurs,.
La gare se situe également sur la ligne de Lérouville à Pont-Maugis, aujourd'hui partiellement désaffectée, hormis le tronçon entre Verdun et Dugny-sur-Meuse qui dessert les fours à chaux de Dugny.
La LGV Est européenne est mise en service en 2007. La gare de Meuse TGV se trouve à 25 km au sud de Verdun, sur le territoire de la commune Les Trois-Domaines. Des navettes ont été mises en place par le conseil départemental de la Meuse pour rejoindre la nouvelle gare TGV, d'où l'on peut rejoindre Paris et Strasbourg en 1 h environ.

#### Transports en commun
La CAGV (Communauté d'agglomération du Grand Verdun) est l'autorité compétente pour l'organisation et le financement des transports publics sur les 26 communes du Grand Verdun, avec des lignes classiques pour les communes de Belleville-sur-Meuse, Belleray, Bras-sur-Meuse, Charny-sur-Meuse, Haudainville, Thierville-sur-Meuse et Verdun. À travers un marché public, la gestion du réseau TiV (Transport intercommunal verdunois) est confiée à Bus Est, filiale du groupe Transdev. Depuis la rentrée 2016, il existe 5 lignes régulières, 9 lignes de bus scolaires et 1 service de transport à la demande sur réservation. Le réseau possède également une navette de centre ville et un service de location de vélos, et un circuit historique menant aux sites de mémoire de la bataille de Verdun de 1916 et aux champs de bataille.
Le réseau des transports de la Meuse, financé par le conseil départemental de la Meuse, exploite plusieurs lignes reliant Verdun aux autres grandes villes du département. Il est possible de rejoindre Montmédy en 1 h 20 (ligne 37), Bar-le-Duc et Commercy en 1 h (lignes 2 et 14) et Les Islettes en 40 min (ligne 43). Le réseau gère également le ramassage scolaire et possède un service de transport à la demande,.

#### Trafic aérien
L'aérodrome le plus proche est celui de Verdun - Sommedieue ou Le Rozelier, situé sur la commune de Sommedieue, à 7 km au sud-est de Verdun. Il est utilisé par l'Aéroclub Robert Thiéry pour la pratique d'activités de loisirs et de tourisme (survol des champs de bataille, du lac de Madine...).
L'aéroport régional le plus proche est celui de Metz-Nancy-Lorraine situé à 80 km. Pour partir vers des destinations internationales, il faut soit se rendre à Paris dans les aéroports Roissy-Charles-de-Gaulle ou Paris-Orly, soit à l'aéroport de Luxembourg-Findel situé à 100 km au Luxembourg.

## Toponymie
Le nom est attesté sous la forme Virodunum ou Verodunum dès le IVe siècle. Le suffixe dunum est la version latinisée du celtique dun, signifiant forteresse ou colline. Le préfixe ver(o) est une particule intensive s'apparentant au latin super. Le nom de la ville peut donc être interprété comme « puissante forteresse ».
À partir du VIe siècle, le nom devient Virdunum ou Verdunum, sans la lettre o. De nombreuses variantes sont utilisées sur les pièces de monnaie : Verdono, Verduno, Vereduino, Vereduno, Veriduno, Virdunis, Virduno, Viridu, Viriduno, Virdun, Viriduni, Viridunum ou Virduni. La ville était également appelée Verunum, Veronum ou Virununo. Le nom de Verdun apparaît pour la première fois au XIIIe siècle.
Nommée Verdun, la ville change de nom pour Verdun-sur-Meuse en 1801, une référence au passage de la Meuse dans la commune. Le 7 décembre 1970, elle reprend définitivement le nom de Verdun,.
En allemand médiéval, le nom de la commune est Wirten. La ville est parfois appelée Verden, et Werden en allemand.
On la surnomme la « Venise du Grand Est »[réf. nécessaire].

## Histoire

### Antiquité: naissance d'une agglomération

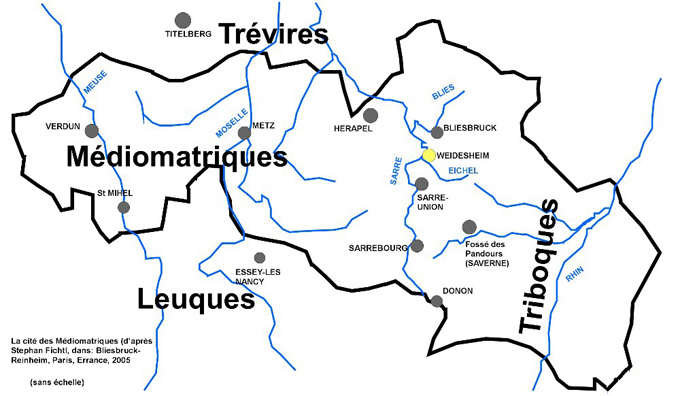
Verdun se situe à l'origine dans le territoire des Médiomatriques.

L'histoire de Verdun débute avec les Celtes qui fondent un oppidum du nom de Verodunum (ou Virodunum) (grande colline) sur un promontoire rocheux entre la vallée de la Meuse et celle de la Scance, son affluent. Dès 57 av. J.-C., en pleine guerre des Gaules, les Romains occupent le site qui semble être un pagus, une subdivision administrative de la Civitas Mediomatricorum (Cité des Médiomatriques) basée à Divodurum Mediomatricorum (Metz). À la suite de la réorganisation administrative des empereurs romains Dioclétien et Constantin Ier, l'agglomération devient le chef-lieu de la nouvelle Civitas Verodunensium, créée par le démembrement de la Civitas Mediomatricorum. Elle est alors l'une des quatre cités de la province romaine de Belgique première avec la Civitas Treverorum (Cité des Trévires) basée à Augusta Treverorum (Trèves), la Civitas Leucorum (Cité des Leuques) basée à Tullium Leucorum (Toul) et la Civitas Mediomatricorum. La ville, qui occupait « La Roche » sur la rive gauche de la Meuse, s'agrandit et franchit le fleuve pour s'étendre sur l'autre berge. C'est à la fois un centre commercial le long du second itinéraire de la voie romaine reliant Reims à Metz, mais aussi un port qui exporte notamment vers l'Europe du Nord et de l'Est des céramiques et des verres d'Argonne.
Au IIIe siècle, en raison de l'insécurité grandissante dans la région, la ville se dote de murailles et devient un castrum, comme plusieurs autres villes. Au début du IVe siècle, Verdun est évangélisé par saint Saintin qui fait construire sur le mont Saint-Vanne la première église dédiée à saint-Pierre et saint-Paul. La ville devient le siège de l'évêché de Verdun et saint Saintin, son premier évêque. Les invasions barbares se multiplient alors que l'Empire romain s'effondre. En 451, les Huns ravagent la région et Attila aurait même pris et saccagé la ville. L’évêque installe alors la cathédrale à l'abri dans le castrum romain.
Verodunum est à la fois évoquée sur l'itinéraire d'Antonin, un guide de voyage de la Rome antique du IIIe siècle, et dans la Notitia provinciarum et civitatum Galliae (Notice des Gaules), une liste des provinces de la Gaule du Ve siècle.

### Moyen Âge: une cité du Saint-Empire convoitée

#### Haut Moyen Âge: entrée dans le Saint-Empire
À la fin du Ve siècle, Clovis, chef des Francs, envahit le nord-est de la Gaule. Verdun est assiégé et les habitants envoient le prêtre Euspicius pour négocier leur reddition. Clovis pardonne aux assiégés et nomme Vanne, neveu d'Euspicius, comme nouvel évêque de Verdun. À la mort de Clovis en 511, son fils Thierry Ier reçoit la partie orientale de la Gaule qui prend le nom d'Austrasie. Verdun devient le chef-lieu d'un comté dont les limites sont celles de l'ancien civitas, l'un des plus vastes de la Gaule franque. La ville est à la fois un centre politique et un centre religieux avec un comte et un évêque qui administrent la cité.

Partage de l'Empire franc lors du traité de Verdun en 843.

Au IXe siècle, le comté de Verdun est inclus dans l'Empire carolingien de Charlemagne. En 843, le traité de Verdun partage l'Empire entre ses trois petits-fils : la Francie occidentale pour Charles le Chauve, la Francie orientale pour Louis le Germanique et la Francie médiane pour Lothaire Ier auquel appartient le comté de Verdun. À la mort de Lothaire Ier en 855, la Francie médiane se voit divisée elle aussi en trois par le traité de Prüm et Verdun fait alors partie d'un territoire qui prendra plus tard le nom de Lotharingie.
Sous les Mérovingiens et les Carolingiens, Verdun est une ville prospère qui fait du commerce de métaux, vins, tissus, céréales et épices avec les pays du Nord. L'agglomération est également un marché aux esclaves au grand dam de l’Église. La ville, qui fut un centre de castration d'esclaves d’origine slave transformés en eunuques, entretient des relations privilégiées avec l'Espagne musulmane, joignable via Langres puis Meaux.
Sous l'épiscopat de Barnoin (925-939), la ville est pillée par les Hongrois.
En 925, la Lotharingie est rattachée au royaume de Germanie (ex-Francie orientale) d'Henri Ier l'Oiseleur. Verdun va alors appartenir au Saint-Empire romain germanique pour les cinq siècles à venir, malgré les tentatives des rois français pour reprendre la Lotharingie. En 959, la Lotharingie est divisée en deux duchés : celui de Basse-Lorraine (Belgique actuelle) et celui de Haute-Lorraine (Lorraine actuelle), dans lequel se retrouve Verdun.
L'empereur du Saint Empire Otton Ier met l'Église sous sa tutelle directe afin de contrer les seigneurs qui cherchent à se féodaliser. Il donne aux évêques des privilèges et des droits régaliens et choisit les avoués, c'est-à-dire les seigneurs laïcs qui défendent les biens de l'Église en son nom. L'évêque Haymon, de 988 à 1024, est le premier à obtenir le droit de frapper la monnaie et de disposer des péages et des marchés verdunois. En 963, Godefroid Ier « le Captif » est le premier comte de Verdun à venir de la maison d'Ardenne, une riche famille lotharingienne.
Au printemps 984, le roi de France, Lothaire assiège la ville. Cet épisode est décrit par le moine Richer dans ses Chroniques.
Verdun se développe avec la construction de la cathédrale Notre-Dame en 990, de quatre grandes abbayes bénédictines et de deux collégiales. Le port se voit entouré de murs vers 985, et non des palissades en bois habituelles. Une réforme monastique marque le début des arts de l'enluminure, de l'émaillerie et de l'orfèvrerie, dans lequel Nicolas de Verdun se fait connaître.

#### Moyen Âge central: lutte entre bourgeoisie et épiscopat
997 – 1552 (1648)
Les comtes et les évêques de Verdun ne s'entendent pas car les empereurs du Saint-Empire romain germanique nomment des évêques allemands loyaux pour contrer l'esprit d'indépendance des comtes. Le comte de Verdun et duc de Haute-Lotharingie Godefroid « le Barbu » va jusqu'à prendre la ville en 1047, chasser l’évêque Thierry et incendier la cathédrale. Mais il finit par faire pénitence publique, rend les territoires volés et reconstruit la cathédrale.
En 1095, Godefroy de Bouillon prend la tête de la Première croisade et vend son comté à l’évêque Richer avant son départ en Terre sainte. Les nouveaux avoués de l'Église sont les comtes de Bar. Renaud Ier de Bar va perdre et regagner le comté-avouerie plusieurs fois face à Guillaume Ier de Luxembourg et le comte Henri Ier de Grandpré. Mais il abuse de son pouvoir en construisant un donjon, la Tour-le-Voué, au sommet de la ville et en faisant abdiquer l'évêque Ursion. Le nouvel évêque, Albéron de Chiny, et les habitants démolissent la tour et obligent Renaud à renoncer à sa charge.
Le 17 août 1156, à Colmar, l'empereur Frédéric Barberousse confirme au tout nouvel évêque Albert de Mercy et à l'Église de Verdun le bénéfice du comté de Verdun donné par Otton III à Haymon à la fin du Xe siècle, en reconnaissance des services rendus à l'Empire. Les ecclésiastiques ont le droit de battre la monnaie, de rendre justice, et sont propriétaires, à l'extérieur de Verdun, de l'abbaye de Juvigny, de la collégiale de Montfaucon et d'une dizaine de forteresses. Les évêques décident de ne plus nommer d'avoué et de rester les seuls maîtres en cumulant les fonctions. En 1227, le roi des Romains Henri VII qualifiera l'évêque de Verdun de princeps (prince du Saint-Empire) à un moment où ce dernier administre une centaine de villages.
Au XIIe siècle, les riches bourgeois, ou citadins, veulent participer au gouvernement de la ville, mais les évêques refusent de partager le pouvoir. De nombreux affrontements vont alors opposer les bourgeois aux ecclésiastiques. En 1142, Conrad III avait déjà reconnu une coutume et un droit propre aux bourgeois verdunois. En 1195, Henri VI les prend sous sa protection spéciale. En 1208, alors que la guerre fait rage, les bourgeois alliés aux seigneurs chassent le chapitre et l'évêque Albert II de Hierges est tué en assiégeant la ville. Tout comme à Metz, les bourgeois se conjurent et se dotent de jurés ou « wardours (gardiens) de la paix » composant une nouvelle magistrature, le « Nombre ». Les Verdunois rédigent également une Charte de paix. Mais les bourgeois ayant obtenu les fonctions dirigeantes n'appartiennent pas au Commun mais aux riches familles patriciennes appelées les Lignages de Verdun. En 1214, l'empereur Frédéric II reconnaît la charte de paix messine et donc tacitement celle de Verdun, tout en interdisant aux Verdunois de se conjurer. La lutte entre la bourgeoisie et l’épiscopat continuera cependant tout au long des XIIIe et XIVe siècles.
Aux XIIe et XIIIe siècles, Verdun connaît son âge d'or. La cité est divisée en une ville-haute qui concentre les centres religieux et administratif, et une ville-basse comprenant les quartiers résidentiels habités par les commerçants et artisans. La cité compte alors 13 000 habitants. L'industrie est prospère, entre tissage de draps, tannages de peaux et pièces d'orfèvrerie de l'art mosan. Les marchands sillonnent l'Europe en passant par Verdun, rapportant bois, métaux précieux, étoffes et épices... De nombreuses abbayes se construisent comme celles bénédictines de Saint-Vanne, de Saint-Paul et de Saint-Airy. Mais la période de prospérité ne dure pas. À la fin du XIIIe siècle, le trafic sur la Meuse diminue au profit de celui sur la Moselle ou le Rhin. Déjà en 1132, l'évêque Albéron de Chiny avait cessé de frapper la monnaie laissant place aux deniers de Châlons-sur-Marne et entrant dans la zone monétaire française. L'industrie urbaine est concurrencée par l'industrie rurale, alors plus compétitive.
Au XIVe siècle, Verdun prend conscience de sa vulnérabilité. La ville est en effet encerclée au sud par le comté de Bar, au nord par celui du Luxembourg et à l'ouest par la France qui a annexé la Champagne en 1285. L'influence de la France augmente dans l'Ouest de la Lorraine : elle annexe la ville de Toul en 1300, le Barrois mouvant en 1301 et l'évêché de Toul en 1305. Les Verdunois se placent tour à tour sous la protection de Gobert VIII d'Apremont en 1314, d'Édouard Ier de Bar, puis du roi de France Louis X « le Hutin » en 1315, entraînant d'inévitables conflits auxquels se joint Jean de Luxembourg. Finalement, en 1331, l'évêque Henri d'Apremont place la cité sous la garde perpétuelle de la France. Avec la déclenchement de la guerre de Cent Ans en 1337, le roi de France place la cité sous la garde conjointe des comtes de Bar et de Luxembourg.

#### Moyen Âge tardif: le déclin
La peste frappe la Lorraine et Verdun vers 1348/1350, tuant entre 30 et 60 % de la population. Occupé par la guerre, le roi de France ne s'occupe plus de garder Verdun, laissant l'Empire y restaurer son autorité avec difficulté. L'empereur des Romains Charles IV supprime toutes les réformes précédentes et redonne le pouvoir à l'évêché et aux lignages. Il rétablit ensuite la garde conjointe de Bar et du Luxembourg, ce qui provoque la colère des bourgeois pour qui ces gardes sont onéreuses. Ils forment une coalition en 1358 avec Yolande de Bar, déjà en conflit avec l'évêché depuis 1352 et la ville depuis 1356. Le Verdunois est ravagé mais les deux parties font la paix en 1359 à cause de la menace grandissante des compagnies de Routiers. L'évêché et la ville sont alors très endettés.
En 1374, Verdun obtient le titre de ville libre d'Empire, placée sous la tutelle directe de l'empereur. Le sceau de la ville change pour figurer un aigle impérial au lieu d'une cathédrale. Le Grand-Rempart forme une nouvelle enceinte d'une trentaine de tours et de trois portes monumentales dont la Porte Chaussée. La ville ne va cependant pas connaître la paix. En 1382, lors du Grand schisme d'Occident, Verdun compte deux évêques. De plus, les protecteurs de la ville se succèdent, alternant entre France et Saint-Empire, puis entre France et Bourgogne. Enfin, les bourgeois ont de moins en moins de pouvoirs alors que des difficultés financières se font sentir. Les abbayes et les couvents, qui ont vu le nombre de religieux chuter, doivent vendre une partie de leurs biens pour survire.

### XVIesiècle: une ville française
Même si la ville reste une terre d'Empire et l'évêque un Prince d'Empire, la ville est de plus en plus sous l'influence française, par la langue, l'origine des évêques et des ordres religieux, par le style de l'architecture et par l'économie (usage des monnaies et relations commerciales). De plus, le Saint-Empire romain germanique ne protège plus le territoire des villes de Metz, Toul et Verdun (futur Trois-Évêchés) contre les pillards.
En 1548, le nouvel évêque Nicolas Psaume se tourne vers la France pour reprendre la situation politique et religieuse en main. Le roi de France Henri II s'allie aux princes protestants d'Allemagne en lutte avec l'empereur des Romains Charles Quint, et devient vicaire d'Empire et protecteur des Trois-Évêchés. En 1552, il organise le « Voyage d'Allemagne » (ou « Voyage d'Austrasie »), une expédition militaire sur le territoire du Saint-Empire. Après avoir pris Metz et Toul sans combattre et s'être rendu en Alsace, il entre pacifiquement dans Verdun le 12 juin 1552. Le soir-même il quitte la ville, laissant derrière lui une garnison de 300 hommes sous l'autorité d'un gouverneur, le maréchal de Tavannes.
Quelques mois plus tard, l'empereur Charles Quint cherche à reprendre le territoire des Trois-Évêchés et fait le siège de Metz. Mais la ville résiste sous le commandement du duc François de Guise et le siège est un échec, forçant l'empereur et son armée à se retirer.
Avec l'occupation française de 1552, les évêques de Verdun perdent tout pouvoir politique. La ville compte alors 3 chapitres, 14 abbayes et couvents, et 24 églises. Le chapitre cathédral est composé d'un archiprêtre, des archidiacres, un chantre, un écolâtre, un chancelier, une soixantaine de chanoines et des aumôniers. L'évêque Nicolas Psaume prend cependant une part active au concile de Trente (1545-1563) et entreprend de faire appliquer ses décisions et de combattre le protestantisme. En 1558, il fonde une université où l'on enseigne le droit, la médecine, la théologie, la philosophie et les lettres mais elle doit fermer ses portes en 1565.
Malgré l'occupation française, le roi de France, tout comme l'empereur, considère toujours Verdun comme une ville impériale. Les évêques sont toujours nommés par le Saint-Empire et la justice est rendue par la Chambre impériale. La ville passe brièvement sous la garde de Charles III de Lorraine de 1590 à 1595.

### XVIIeetXVIIIesiècles: une ville garnison

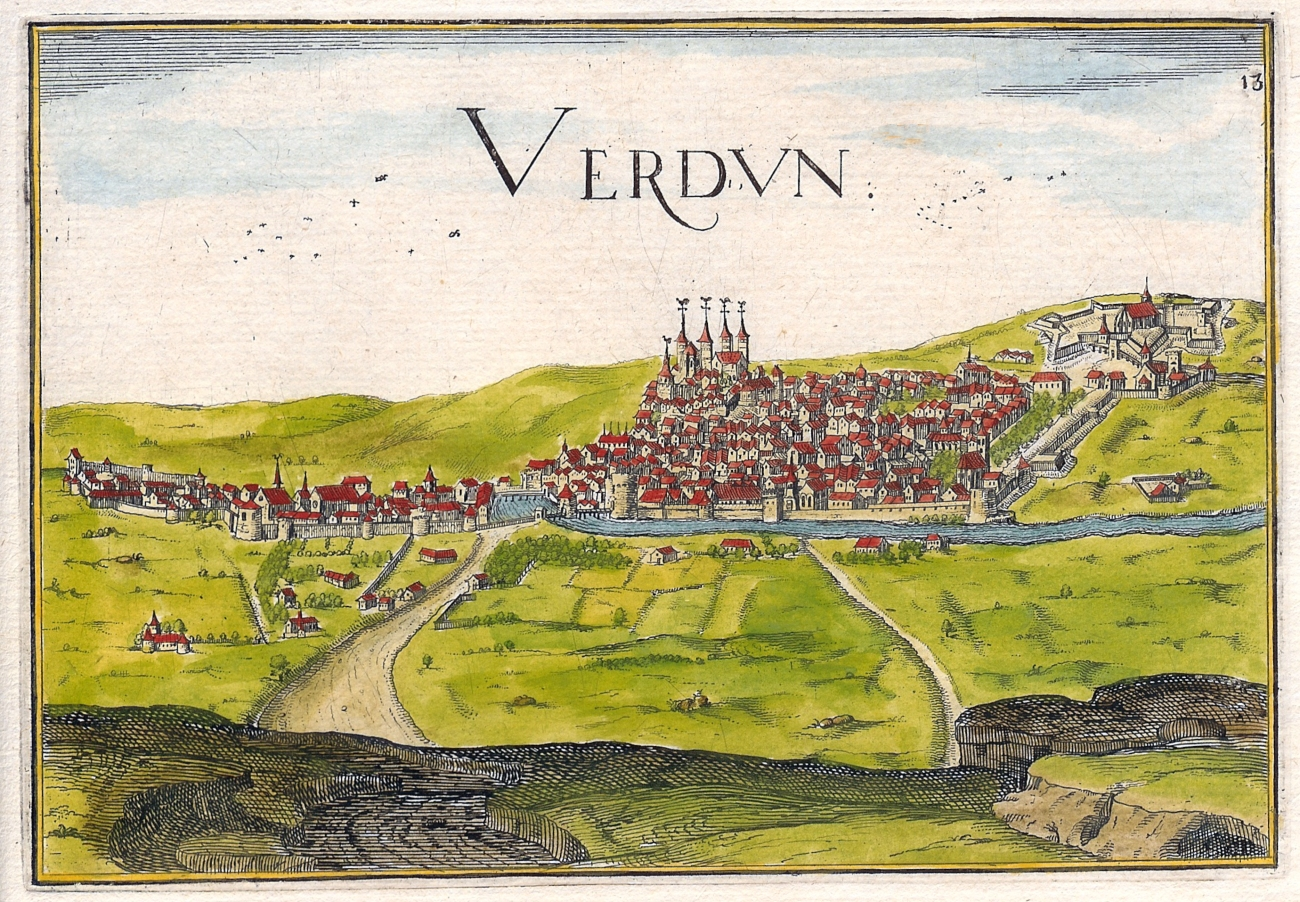
Dessin de la ville de Verdun dans un atlas de 1638.

Au début du XVIIe siècle, la monarchie française veut faire définitivement sortir la ville du Saint-Empire. Les relations avec la France s'intensifie. De 1624 à 1635, les ingénieurs du roi érigent une citadelle pour assumer les défenses du royaume.
Finalement, en 1648, le traité de Münster, faisant partie des traités de Westphalie, confirme le rattachement de la cité et de l'évêché de Verdun au royaume de France. Les habitants sculptent les armes du roi sur les portes de la cité et adoptent comme nouveau blason une fleur de lys couronnée d'or. La frontière du royaume se retrouvant sur le Rhin, Verdun devient un élément de défense important. Vauban fortifie la ville : il l'enferme dans une enceinte bastionnée, entourée de glacis, et il met au point un système de trois ponts-écluses, dont celui de Saint-Amand, pour inonder la plaine autour de la ville. Mais tous les travaux prévus ne sont pas effectués, ce qui laisse la ville vulnérable, ne pouvant pas résister à un siège. Verdun ne sera alors qu'une place d'arrêt servant d'étape aux troupes royales. La garnison se stabilise autour de 3 000 hommes.
Au XVIIe siècle, la cité perd son autonomie judiciaire et administrative et passe sous le contrôle de Metz dont elle devient l'un des cinq puis onze bailliages royaux. Petite ville de 10 000 habitants, place militaire de second ordre et centre administratif modeste, Verdun ne connaît pas un grand essor économique ni de profondes transformations.
Au XVIIIe siècle, les activités de Verdun tournent encore autour du commerce régional, de l'artisanat, du bâtiment, des tanneries, des filatures, et des drageries. La ville connaît une période de paix et se retrouve en proie à une fièvre constructrice : la chapelle Saint-Nicolas du collège des Jésuites en 1731, le palais épiscopal, l'abbaye de Saint-Paul et la restauration de la cathédrale en 1755. En 1737, la ville achète l'hôtel Japin pour en faire son hôtel de ville. Deux casernes sont construites pour pouvoir loger les hommes de la garnison : la caserne Saint-Paul (puis Jeanne d'Arc) de 1729 à 1735 et celle de Saint-Nicolas de 1723 à 1766.

### Révolution française et Empire

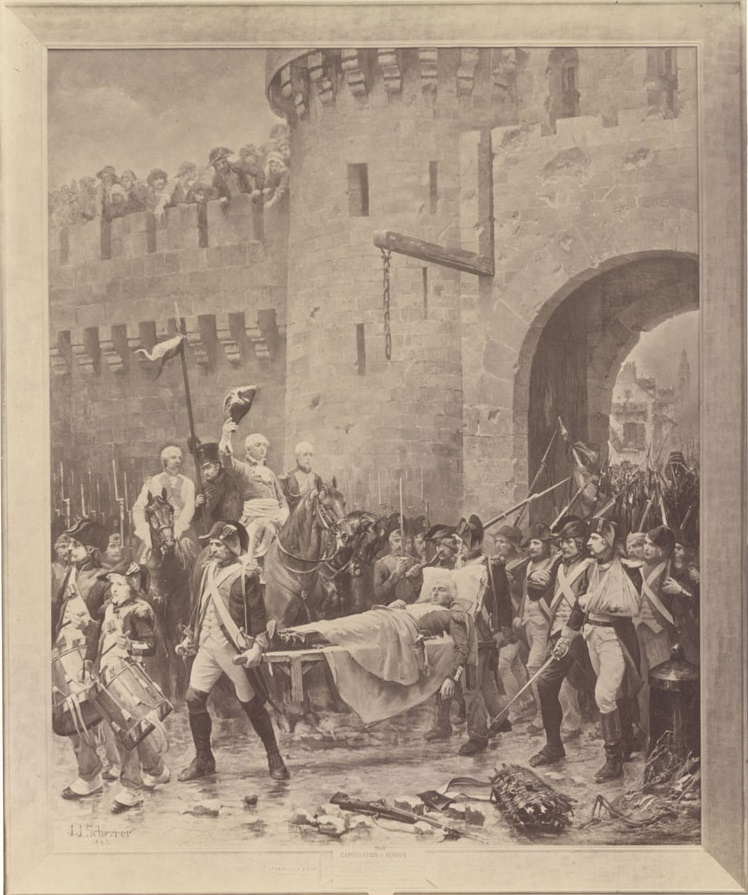
Corps du général Beaurepaire quittant la ville après la capitulation de Verdun en 1792.

La Révolution française est plutôt bien accueillie par les verdunois. Une nouvelle municipalité est élue, une garde nationale est levée et plusieurs clubs populaires sont créés. Mais la cité épiscopale connaît également la déchristianisation : les ordres religieux sont supprimés, leurs biens sont vendus aux plus offrants, les prêtres sont enfermés ou déportés. En 1790, le choix de Bar-le-Duc pour devenir le chef-lieu du nouveau département du Barrois (futur département de la Meuse) n'est pas accepté mais la ville conserve son évêché.
En 1792, à la suite de la déclaration de guerre de la France au Saint-Empire, l'armée prussienne menée par le duc de Brunswick pénètre en Lorraine et fait le siège de Verdun. Les fortifications de la ville sont en mauvais état et elle manque d'artillerie et de militaires d'expérience. Le 30 août, elle tombe aux mains des Prussiens et le commandant de la garnison Beaurepaire est chargé de capituler. Il est retrouvé mort le lendemain dans une salle de l'hôtel de ville, s'étant suicidé pour éviter le déshonneur,. Le 2 septembre, Verdun capitule. Finalement, l'armée prussienne est vaincue le 20 septembre lors de la bataille de Valmy, et quitte la ville le 14 octobre. De sévères mesures sont alors prises contre les collaborateurs. Sous la Convention (1792-1795), 35 verdunois sont jugés à Paris puis guillotinés. Parmi eux, les demoiselles qui avaient offert des dragées au roi de Prusse le 4 septembre 1792, et qui seront appelées les « Vierges de Verdun » sous la Restauration (1814-1830). Des élus municipaux, dont Laurent Pons, réussiront à faire annuler le 9 janvier 1793 le décret d'infamie ayant frappé la ville pour sa reddition.
Sous le Concordat de Bonaparte de 1801, le calme revient. La ville accueille des prisonniers britanniques des Guerres napoléoniennes de 1803 à 1814, et ceux-ci participent à la vie de la cité. Mais le diocèse de Verdun disparait, rattaché à celui de Nancy.

### XIXesiècle
La ville est peu touchée par les mutations économiques de la révolution industrielle, probablement à cause de sa militarisation croissante. Si le travail de filature du coton apparaît, la tannerie se maintient difficilement et ce sont les activités rurales (élevage, agriculture) qui dominent avec le commerce. L'unique tradition encore existante aujourd'hui est celle de la dragée. L'aspect de la ville, étouffée dans ses fortifications, est profondément modifié : de grands axes de communications remplacent les petites ruelles et des portes dans les remparts ouvrent la ville sur l'extérieur. De nombreuses constructions ont lieu : un abattoir en 1840, un marché couvert en 1853, un théâtre, des ponts... Le chemin de fer arrive dans la ville avec l'inauguration de la gare de Verdun en 1870. Le canal de l'Est, dont les travaux de la traversée de la ville ont débuté en 1874, est ouvert à la navigation le 1er mai 1880. La ville récupère son diocèse en 1817 mais il faut attendre 1823 pour qu'un évêque prenne possession du siège.

#### Guerre de 1870, le siège de Verdun
Lors de la guerre franco-prussienne de 1870, Verdun est attaquée le 24 août mais résiste aux bombardements de l'artillerie ennemie malgré les gros dégâts subis.
Finalement, après le reddition de Metz le 27 octobre, le général Guérin de Waldersbach, commandant de la place, capitule le 8 novembre 1870 après 81 jours de siège. La ville est occupée jusqu'au 13 septembre 1873.
Avec le traité de Francfort de 1871, qui entérine l'annexion de l'Alsace-Moselle, Verdun se retrouve à 45 km de l'Empire allemand, et devient la place forte de la frontière Nord-Est. Une première ceinture de 10 forts, dits de la « panique », est érigée sur les hauteurs les plus proches de Verdun. De 1880 à 1914, une seconde ceinture de 43 forts et ouvrages militaires est construite dans un périmètre de 45 km, dont font partie le fort de Douaumont et le fort de Vaux. Le tout forme la place fortifiée de Verdun, reliée par 180 km de voies ferrées avec en son centre la citadelle souterraine de Verdun comme poste de commandement.
La garnison passe de 3 422 hommes en 1876 à 27 000 en 1914.
Verdun est prête à faire face à une invasion.
On complétera utilement ces informations avec le livre de Cédric Spagnoli, Verdun dans la guerre de 1870. Le siège, l'occupation, la mémoire.

### Première Guerre mondiale: l'enfer de Verdun

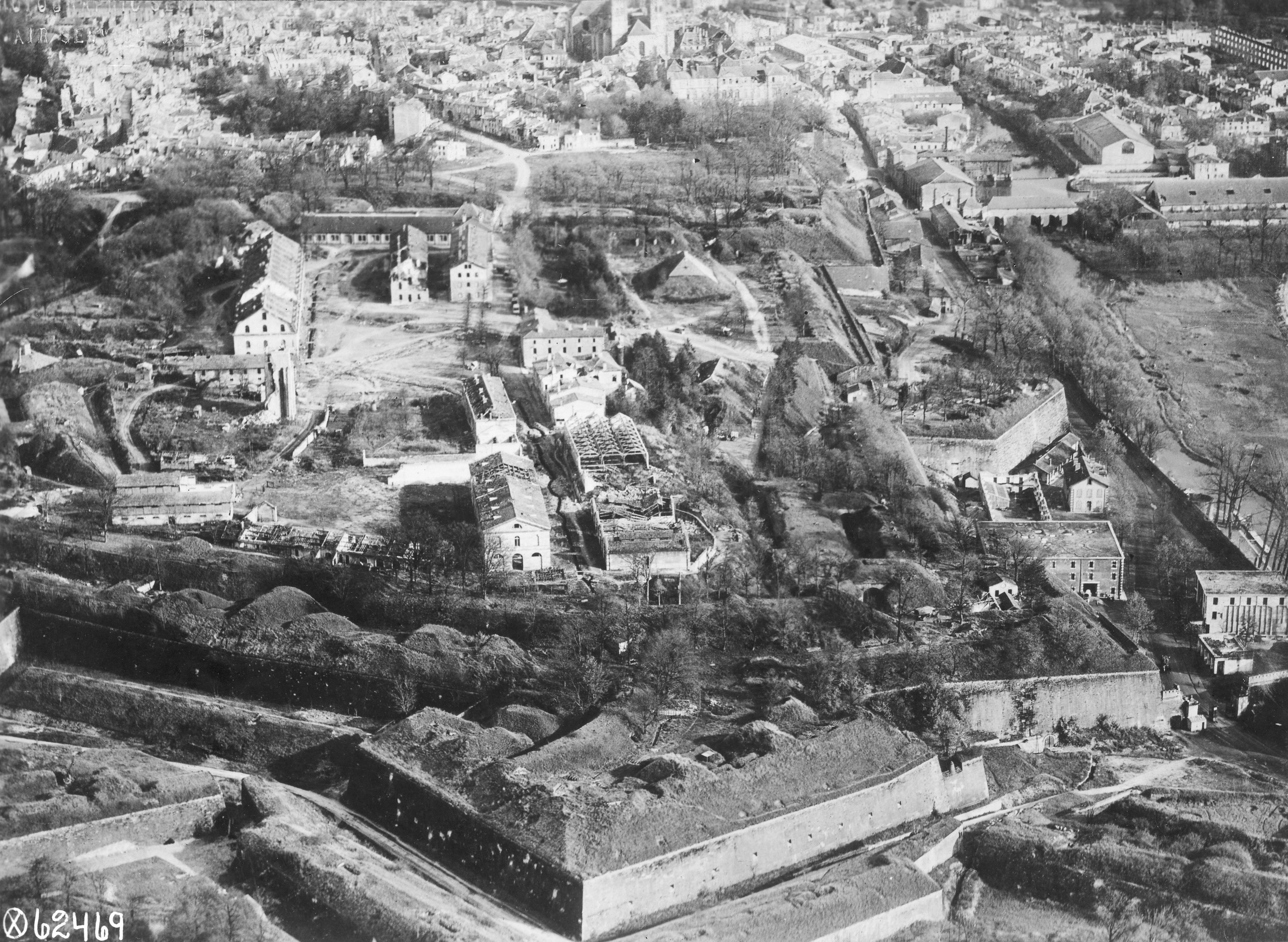
Photographie aérienne de Verdun, prise pendant la Première Guerre mondiale.

Après la déclaration de la Première Guerre mondiale en 1914, les civils sont évacués de Verdun et la ville se prépare à la guerre. L'armée allemande envahit le nord-est de la France et encercle à moitié la place forte. La ville n'est accessible que par deux axes menant à Bar-le-Duc : le chemin de fer local « Le Meusien » (appelé également « Le Varinot » du nom de son constructeur Charles Varinot) et la route départementale qui sera appelée « Voie sacrée » par l'écrivain Maurice Barrès.
En août 1915, le Quartier Général français ne reconnaissant plus aucune valeur stratégique aux forts désarme ceux autour de Verdun et supprime la garnison. L’État-major allemand profite alors de la vulnérabilité de la place, dernier rempart avant Paris, pour mener une offensive. Le 21 février 1916 vers 7 heures, deux millions d'obus s’abattent sur Verdun. Mais contrairement à ce à quoi s'attendaient les Allemands et leur commandant en chef le général Erich von Falkenhayn, l'armée française résiste et campe sur ses positions. La bataille dure près de 10 mois, faisant 163 000 morts et 216 000 blessés du côté français et 143 000 morts et 196 000 blessés du côté allemand. À l'automne 1916, l'armée française, profitant de l'offensive de la Somme, contre-attaque, reprend les forts perdus et repousse les Allemands. Verdun est sauvée.

La bataille de Verdun de 1916 est l'une des plus importantes du premier conflit mondial. Avec la rotation importante des unités françaises (deux tiers des poilus y ont combattu), Verdun devient le symbole de la guerre, et est connue aussi bien en France qu'à l'étranger. La ville reçoit de multiples distinctions, françaises et internationales, faisant d'elle la ville la plus décorée de France. C'est également là qu'est choisi le corps d'un soldat pour être inhumé dans la tombe du Soldat inconnu à Paris.
Le 20 août 1917, l'armée française menée par le général Guillaumat lance une offensive appelée la deuxième bataille de Verdun. Cela permet de regagner du terrain sur les Allemands et de retrouver la position des lignes de 1916. En 1918, l'armée américaine fait une percée en direction de Saint-Mihiel et dégage le nord de Verdun.
Après la guerre, la ville est dévastée : un quart est entièrement détruit, une moitié est gravement endommagée et le dernier quart a été pillé. Pendant l'entre-deux-guerres, la ville se reconstruit avec l'aide d'élus meusiens (Raymond Poincaré et André Maginot) et de pays étrangers (Royaume-Uni, États-Unis...). Une ville nouvelle apparaît en 1929, avec des rues élargies, des quais de fleuve dégagés et des monuments, comme la cathédrale, restaurés. De nombreux monuments aux morts sont érigés et l'ossuaire de Douaumont est construit sur les hauteurs de l'agglomération. Verdun devient un lieu de pèlerinage pour les combattants de la Grande Guerre et leurs familles.

### Seconde Guerre mondiale: l'occupation
Verdun n'est plus à proximité de la frontière et cette dernière est désormais défendue par la ligne Maginot. Lors de la Seconde Guerre mondiale, la ville est évacuée dès juin 1940 et tous les ponts sont détruits. Les Allemands investissent la ville le 15 juin 1940. Elle se retrouve alors dans la zone interdite et est le siège d'une Kreiskommandantur et de la Gestapo. Elle accueille également un camp de prisonniers : le Frontstalag 240. La résistance est active mais ses membres connaissent exécutions et déportations.
Les Allemands abandonnent Verdun le 31 août 1944, poursuivis par la Troisième armée des États-Unis (Third United States Army).

### De l'après-guerre auXXIesiècle
La ville devient l'un des sièges des forces américaines de l'OTAN et le reste jusqu'en 1966.
Après la guerre, Verdun connaît une poussée démographique qui amène la ville à s’agrandir, surtout vers l'est, pour pallier la crise du logement. Jusqu'en 1967, 2 000 soldats américains sont présents, travaillant pour la base logistique de l'Advance Service. La ville reste un lieu de pèlerinage malgré la diminution constante des anciens combattants.

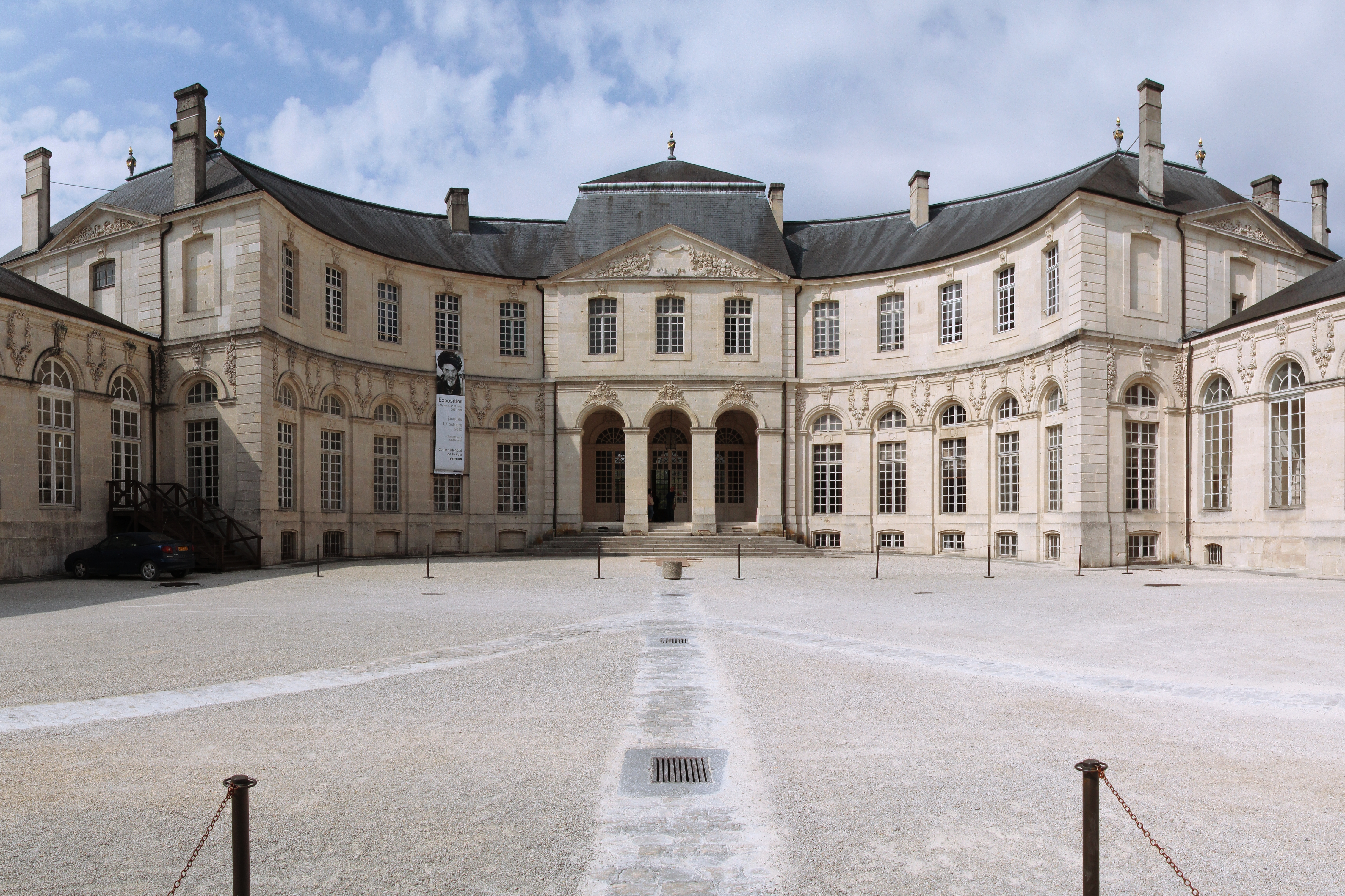
Le Centre mondial de la paix

Dans les années 1980, la ville n'échappe pas aux difficultés économiques dans le secteur industriel. Le tourisme apparaît comme une activité porteuse au vu de la richesse patrimoniale et historique de la cité épiscopale.
À l'été 1994, le Centre mondial de la Paix, des Libertés et des Droits de l'Homme, dont les activités avaient commencé dès 1990, est installé dans l'ancien palais épiscopal.

## Politique et administration

### Tendances politiques et résultats
L'électorat de Verdun ne manifeste pas de tendance politique bien affirmée, accordant ses faveurs au candidat de la gauche ou de la droite selon les élections.
Aux élections municipales de 1995, Arsène Lux (RPF puis DVD) prend la mairie au socialiste Jean-Louis Dumont. Il la conserve en 2001. En 2008, il garde les rênes de la ville avec 52,82 % des voix toujours face à Jean-Louis Dumont (PS). En 2014, Samuel Hazard (PS) reprend la mairie avec 49,41 % des voix face au maire sortant Arsène Lux (DVD) à 40,39 % et Gilbert Prot (FN) à 10,18 %.
À l'élection présidentielle de 1995, Jacques Chirac (RPR) est élu face à Lionel Jospin (PS) avec 52,19 % des suffrages verdunois, un score quasi-égal à celui national de 52,64 %. Cependant, au premier tour, c'était Édouard Balladur (UDF - RPR) qui était arrivé en tête dans la ville avec 21,96 % des suffrages, au coude-à-coude avec Lionel Jospin (PS) à 21,86 %. En 2002, le président sortant Jacques Chirac (UMP) est réélu avec 81,58 % des voix face à Jean-Marie Le Pen (FN). En 2007, Nicolas Sarkozy (UMP) arrive en tête face à Ségolène Royal (PS) avec 57,23 % des suffrages verdunois, supérieur au taux national de 53,06 %. En 2012, le président sortant Nicolas Sarkozy obtient 52,96 % des suffrages verdunois, mais c'est François Hollande (PS) qui est élu par les Français avec 51,64 %.En 2017, Emmanuel Macron (LREM) arrive en tête avec 61,47% des suffrages verdunois, face à Marine Le Pen (FN).En 2022, le président sortant Emmanuel Macron (LREM) est réélu avec 53.13% des suffrages verdunois face à Marine Le Pen(RN).

### Administration municipale

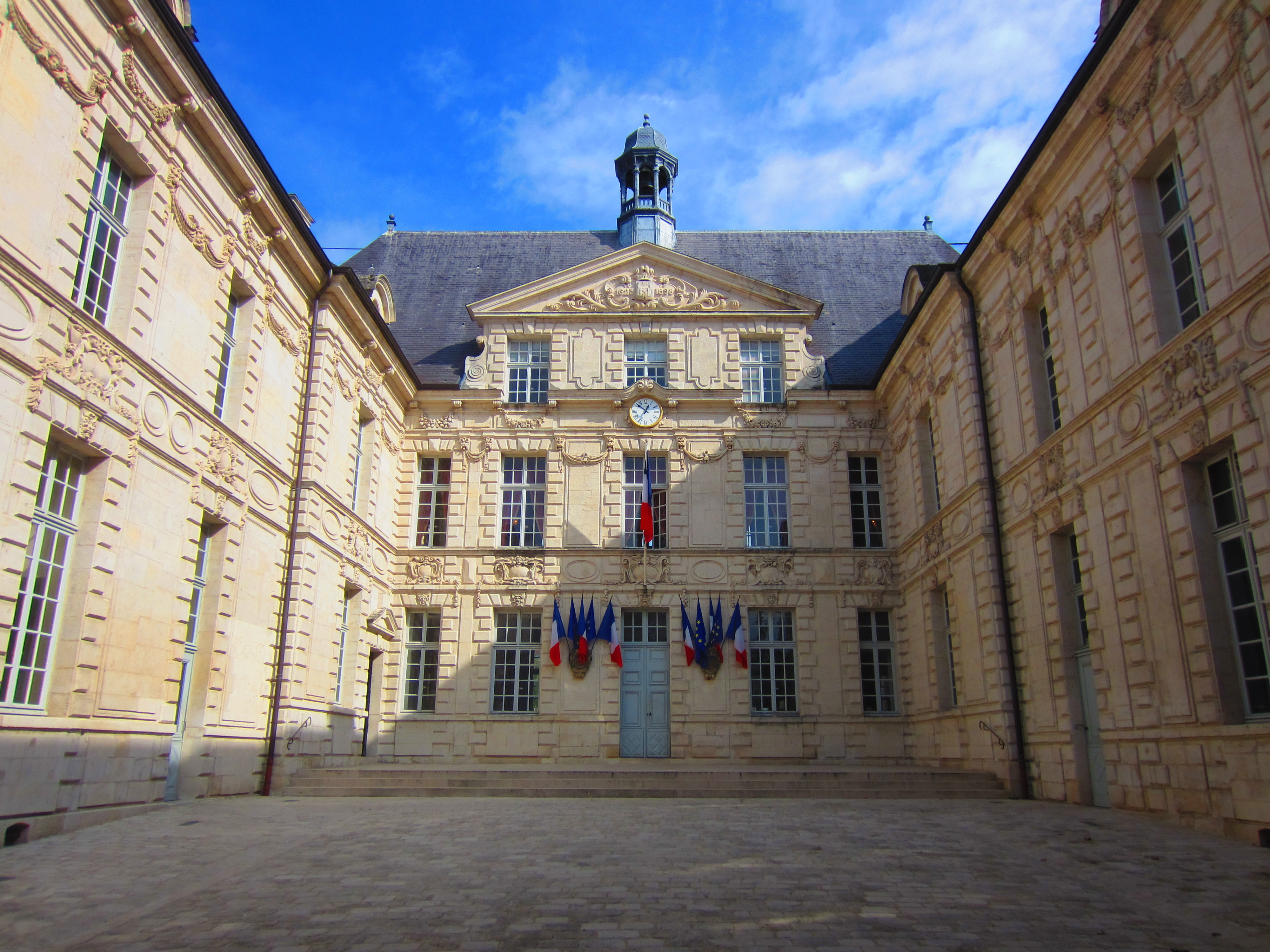
Hôtel de ville de Verdun.

Du Moyen Âge à la Révolution française, les magistrats de Verdun sont choisis parmi les membres des trois Estendes de Verdun : les Lignages de la Porte, d'Azannes et des Estouff. Le même système existe dans d'autres villes lorraines, tels que les Lignages de Toul ou les Paraiges de Metz, et à l'étranger comme les Lignages de Bruxelles,.
La population de la commune étant comprise entre 10 000 et 20 000 habitants, le conseil municipal est composé de 33 membres : le maire, 9 adjoints et 23 conseillers municipaux. L'hôtel de ville est installé depuis 1738 dans un ancien hôtel particulier du XVIIe siècle construit par Nicolas Japin.
La commune est dotée d'un conseil municipal des jeunes composé de 15 membres, dont un maire élu.

### Liste des maires
Depuis 1793, une trentaine de personnes se sont succédé au poste de maire de Verdun.
Plusieurs d'entre eux ont également été des parlementaires : Victor Schleiter (maire de 1925 à 1933), Gaston Thiébaut (1935-1940 et 1944-1947), François Schleiter (1953-1965), André Beauguitte (1965-1977), Jean-Louis Dumont (1989-1995) et Arsène Lux (1995-2014). Ce dernier est celui qui a dirigé la ville le plus longtemps, 19 ans.
| Période      | Période      | Identité             | Étiquette    | Qualité |
| ------------ | ------------ | -------------------- | ------------ | --- |
| mars 1977    | mars 1983    | René Vigneron        | PS           | Conseiller général du canton de Verdun-Est (1973-1982) |
| mars 1983    | mars 1989    | Jacques Barat-Dupont | UDF          | Conseiller général du canton de Verdun-Est (1982-1988) |
| mars 1989    | juin 1995    | Jean-Louis Dumont    | PS           | Député (1981-1993, depuis 1997) |
| juin 1995    | 4 avril 2014 | Arsène Lux           | RPF puis DVD | Député (1993-1997) Conseiller général du canton de Verdun-Ouest (2004-2011) |
| 4 avril 2014 | En cours     | Samuel Hazard        | PS           | Conseiller général du canton de Verdun-Ouest (2011-2015) Président de la CC de Verdun (2014-2015) Président de la CA du Grand Verdun (depuis 2015) Conseiller départemental du canton de Verdun-1 (depuis 2015) |

### Rattachements administratifs et électoraux

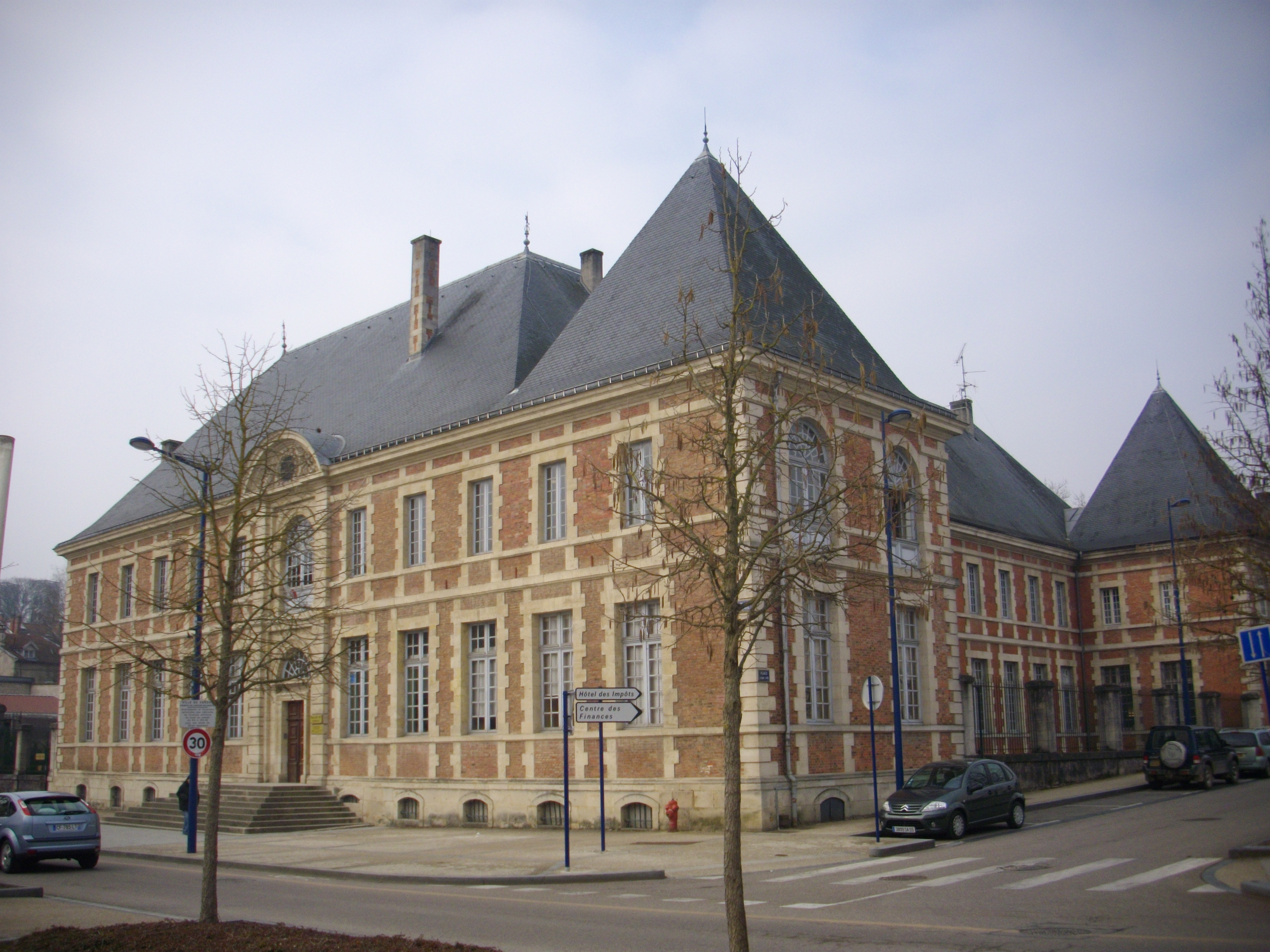
Sous-préfecture de la Meuse à Verdun.

Verdun est une sous-préfecture du département de la Meuse, chef-lieu de l'arrondissement de Verdun. Depuis le 1er janvier 2016, la commune fait partie de la région Grand Est, créée par fusion des régions Alsace, Lorraine et Champagne-Ardenne. Auparavant, de 1982 à 2015, elle faisait partie de la région Lorraine. Elle fait également partie de la zone de défense et de sécurité Est.
Depuis le 1er janvier 2015, Verdun est le siège de la communauté d'agglomération du Grand Verdun qui regroupe 26 communes. Auparavant, de 2002 à 2015, la ville faisait partie de la communauté de communes de Verdun, qui regroupait 5 communes, jusqu'à sa fusion avec la communauté de communes de Charny-sur-Meuse. La ville est aussi le siège du Pays de Verdun créé en 2004, auquel est membre l'intercommunalité de Verdun avec neuf autres EPCI (Centre Argonne, Région de Damvillers, Pays d'Étain, Meuse-Voie sacrée, Montfaucon-Varennes-en-Argonne, Pays de Montmédy, Pays de Spincourt, Pays de Stenay et Val Dunois). Ce pays est un syndicat mixte qui devrait devenir Pôle d'équilibre territorial et rural (PETR) à la suite de la loi MAPTAM de janvier 2014.
Verdun fait partie de la deuxième circonscription législative de la Meuse et de la circonscription européenne Est. À la suite du redécoupage cantonal de 2014, la ville est le bureau centralisateur de deux cantons (Verdun-1 et Verdun-2) qui regroupent au total 6 communes. Auparavant, de 1790 à 1973, elle faisait partie du canton de Verdun avec neuf autres communes, puis, de 1793 à 1982, se voyait partagée en deux cantons (Verdun-Est et Verdun-Ouest), et enfin, de 1982 à 2015, en trois cantons (Verdun-Est, Verdun-Ouest et Verdun-Centre).

### Finances locales
En 2015, le budget global de la commune était de 16 850 000 €, dont 12 758 000 € de fonctionnement et 4 092 000 € d'investissement. Cela représentait 862 € par habitant, un nombre très inférieur à la moyenne de la strate (1 806 € par habitant). Les dépenses s'élevaient à 25 009 000 €, réparties en 11 986 000 € de fonctionnement et 13 023 000 € d'investissement. Cela représentait 1 283 € par habitant, un nombre inférieur à la moyenne de la strate (1 666 € par habitant).
Le budget connaît une forte baisse ces dernières années, variant de 48 928 000 € en 2000 à 16 850 000 € en 2015, avec un maximum de 58 038 000 € en 2002 et un minimum de 16 281 000 € en 2009.
La dette de la commune est de 10 629 000 € en 2015, soit 544 € par habitant, un nombre inférieur à la moyenne de la strate (944 € par habitant). Elle a baissé de 24 641 000 € en 2000 à 10 629 000 € en 2015.
La capacité d'autofinancement (CAF) de la commune est de 5 236 000 € en 2015, soit 268 € par habitant, un nombre supérieur à la moyenne de la strate (183 € par habitant). La CAF varie beaucoup d'année en année, avec un maximum de 5 236 000 € en 2015 et un minimum de 1 582 000 € en 2004.
|                      | 2000 | 2001 | 2002 | 2003 | 2004 | 2005 | 2006 | 2007 | 2008 | 2009 | 2010 | 2011 | 2012 | 2013 | 2014 | 2015 |
| -------------------- | ---- | ---- | ---- | ---- | ---- | ---- | ---- | ---- | ---- | ---- | ---- | ---- | ---- | ---- | ---- | ---- |
| Verdun               | 95   | 186  | 116  | 106  | 74   | 99   | 103  | 182  | 161  | 193  | 208  | 212  | 234  | 221  | 254  | 268  |
| Moyenne de la strate | 129  | 126  | 139  | 165  | 168  | 171  | 187  | 169  | 163  | 160  | 187  | 234  | 177  | 183  | 182  | 183  |

En 2015, le taux de la taxe d'habitation est de 4,34 %, inférieur de plus de 11 points au taux moyen de la strate (15,98 %), celui de la taxe foncière sur le bâti est de 6,78 %, inférieur de plus de 15 points au taux moyen de la strate (22,48 %), et celui de la taxe foncière sur le non bâti est de 26,35 %, inférieur de plus de 32 points au taux moyen de la strate (59,11 %).

### Budget et fiscalité 2022
En 2022, le budget de la commune était constitué ainsi :
- total des produits de fonctionnement : 11 833 000 €, soit 661 € par habitant ;
- total des charges de fonctionnement : 9 731 000 €, soit 543 € par habitant ;
- total des ressources d'investissement : 9 818 000 €, soit 548 € par habitant ;
- total des emplois d'investissement : 7 934 000 €, soit 443 € par habitant ;
- endettement : 4 673 000 €, soit 261 € par habitant.

Avec les taux de fiscalité suivants :
- taxe d'habitation : 4,34 % ;
- taxe foncière sur les propriétés bâties : 32,50 % ;
- taxe foncière sur les propriétés non bâties : 26,35 % ;
- taxe additionnelle à la taxe foncière sur les propriétés non bâties : 0,00 % ;
- cotisation foncière des entreprises : 0,00 %.

Chiffres clés Revenus et pauvreté des ménages en 2020 : médiane en 2020 du revenu disponible, par unité de consommation : 20 050 €.

### Politique environnementale
Les deux centrales nucléaires les plus proches sont celles de Cattenom (Moselle) à 68 km et de Chooz (Ardennes) à 113 km. Les communautés de communes de Verdun, de Charny-sur-Meuse et de Montfaucon-Varennes-en-Argonne ont un projet d'implantation de parc éolien sur les communes d'Esnes-en-Argonne, Montzéville, Béthelainville et Sivry-la-Perche. Cependant, le 30 septembre 2014, la préfecture de la Meuse refuse de délivrer le permis de construire estimant que le projet porte atteinte aux sites mémoriels liés aux champs de bataille de Verdun tout proches et à leur classification au patrimoine mondial de l'UNSECO.
Le réseau d'eau potable de la commune est géré par Veolia Eau. En mai 2013, l'eau est temporairement interdite à la consommation après que des analyses se soient révélées non conformes. La ville dispose d'un assainissement collectif et d'une station d'épuration gérée par le Syndicat Mixte d'Assainissement et Transports Urbains du Verdunois et située sur le territoire de Belleville-sur-Meuse. Cette station a une capacité nominale de 52 500 équivalent-habitant (EH) et un débit de référence de 22 600 m3 par jour. En 2015, la station a eu une charge maximale en entrée de 29 271 EH, d'un débit entrant moyen de 5 404 m3 par jour et d'une production de boues de 445 T/an entièrement traitées par épandage.
Les déchets ménagers sont ramassés hebdomadairement. En 2013, 6 416,86 tonnes d'ordures ont été collectées sur le territoire de l'ancienne communauté de communes de Verdun. Depuis 2004, le tri sélectif a été mis en place. En 2013, 729,05 tonnes de déchets ont été collectés dans l'intercommunalité et traités au centre de tri de Fameck (Moselle). La commune possède 23 points de collecte du verre. En 2013, 481,56 tonnes de verre ont été récoltés dans la communauté de communes. Une déchèterie se trouve dans la commune voisine de Thierville-sur-Meuse et est ouverte aux habitants de l'intercommunalité. De plus, une collecte des encombrants ménagers est organisée deux fois par an.

### Jumelages
Au lendemain de la Première Guerre mondiale, le conseil municipal prend la décision de ne se jumeler à aucune autre ville.
Un jumelage entre Verdun et Alep, deux villes martyres, a été envisagé, mais n'a pas abouti.

## Population et société

### Démographie

Densité de population de l'aire urbaine de Verdun.

Les habitants de Verdun sont appelés les Verdunois.
En 2014, la commune comptait 18 393 habitants. La superficie de la commune étant de 31,03 km2, la densité s'élevait donc à 593 habitants par km2.
La ville forme avec les communes limitrophes de Belleville-sur-Meuse et Thierville-sur-Meuse, l'unité urbaine de Verdun, qui rassemblait 24 140 habitants en 2013. D'une surface de 53,3 km2, la densité s'élevait à 453 habitants par km2.
Elle est également au cœur de l'aire urbaine de Verdun, regroupant 64 communes et 40 199 habitants en 2013. D'une surface de 762,5 km2, la densité s'élevait à 52,7 habitants par km2.
La communauté d'agglomération du Grand Verdun, dont fait partie Verdun, rassemble 26 communes et 28 469 habitants en 2013. D'une surface de 300,9 km2, la densité s'élevait à 94,6 habitants par km2.

#### Évolution démographique
En 1765, la ville comptait environ 15 000 habitants. En 1793, la population de la commune n'est plus que de 9 060 habitants. En 50 ans, elle augmente de plusieurs milliers de personnes pour atteindre 15 533 habitants en 1841. Puis, la population diminue jusqu'à 10 738 verdunois en 1872, avant d'être plus que doublée en seulement une vingtaine d'années, atteignant 22 151 habitants en 1896. Le nombre d'habitants diminue ensuite jusque 12 788 en 1921, avec une perte de 9 000 personnes entre 1911 et 1921 due à la Première Guerre mondiale. La population repart à la hausse pour atteindre 19 460 habitants en 1936, mais dix ans plus tard, après la Seconde Guerre mondiale, il ne reste plus que 14 609 habitants, soit une perte de 4 851 personnes. La population se remet à progresser pour atteindre 23 621 habitants en 1975. Depuis, elle est en baisse constante.
L'évolution du nombre d'habitants est connue à travers les recensements de la population effectués dans la commune depuis 1793. Pour les communes de plus de 10 000 habitants les recensements ont lieu chaque année à la suite d'une enquête par sondage auprès d'un échantillon d'adresses représentant 8 % de leurs logements, contrairement aux autres communes qui ont un recensement réel tous les cinq ans,.

En 2022, la commune comptait 16 610 habitants, en évolution de −7,27 % par rapport à 2016 (Meuse : −4,4 %, France hors Mayotte : +2,11 %).
| 1793  | 1800  | 1806   | 1821  | 1831  | 1836   | 1841   | 1846   | 1851   |
| ----- | ----- | ------ | ----- | ----- | ------ | ------ | ------ | ------ |
| 9 060 | 9 136 | 10 276 | 9 819 | 9 978 | 10 577 | 15 533 | 13 448 | 13 941 |

| 1856   | 1861   | 1866   | 1872   | 1876   | 1881   | 1886   | 1891   | 1896   |
| ------ | ------ | ------ | ------ | ------ | ------ | ------ | ------ | ------ |
| 12 742 | 12 394 | 12 941 | 10 738 | 15 781 | 16 053 | 17 755 | 18 852 | 22 151 |

| 1901   | 1906   | 1911   | 1921   | 1926   | 1931   | 1936   | 1946   | 1954   |
| ------ | ------ | ------ | ------ | ------ | ------ | ------ | ------ | ------ |
| 21 360 | 21 706 | 21 701 | 12 788 | 14 280 | 16 540 | 19 460 | 14 609 | 18 831 |

| 1962   | 1968   | 1975   | 1982   | 1990   | 1999   | 2006   | 2011   | 2016   |
| ------ | ------ | ------ | ------ | ------ | ------ | ------ | ------ | ------ |
| 21 982 | 22 013 | 23 621 | 21 516 | 20 753 | 19 624 | 19 374 | 18 291 | 17 913 |

| 2021   | 2022   | - | - | - | - | - | - | - |
| ------ | ------ | - | - | - | - | - | - | - |
| 16 689 | 16 610 | - | - | - | - | - | - | - |

#### Pyramide des âges
La population de la commune est relativement jeune.
En 2018, le taux de personnes d'un âge inférieur à 30 ans s'élève à 35,3 %, soit au-dessus de la moyenne départementale (32,4 %). À l'inverse, le taux de personnes d'âge supérieur à 60 ans est de 29,2 % la même année, alors qu'il est de 29,6 % au niveau départemental.
En 2018, la commune comptait 8 069 hommes pour 9 092 femmes, soit un taux de 52,98 % de femmes, largement supérieur au taux départemental (50,49 %).
Les pyramides des âges de la commune et du département s'établissent comme suit.
| Hommes | Classe d’âge | Femmes |
| ------ | ------------ | ------ |
| 0,7    | 90 ou +      | 2,3    |
| 7,6    | 75-89 ans    | 12,3   |
| 16,6   | 60-74 ans    | 18,5   |
| 19,3   | 45-59 ans    | 18,1   |
| 18,2   | 30-44 ans    | 15,7   |
| 21,5   | 15-29 ans    | 19,2   |
| 16,2   | 0-14 ans     | 14,0   |

| Hommes | Classe d’âge | Femmes |
| ------ | ------------ | ------ |
| 0,8    | 90 ou +      | 2,2    |
| 7,6    | 75-89 ans    | 11     |
| 20,2   | 60-74 ans    | 20,5   |
| 20,6   | 45-59 ans    | 20     |
| 17,4   | 30-44 ans    | 16,8   |
| 16,7   | 15-29 ans    | 13,6   |
| 16,8   | 0-14 ans     | 15,8   |

### Enseignement
Verdun se trouve dans l'académie de Nancy-Metz, sous la direction des services départementaux de l'Éducation nationale (DSDEN) de la Meuse, et est le centre de la circonscription de Verdun, l'une des quatre circonscriptions du département,.
La commune gère neuf écoles, pouvant accueillir au total plus de 1 200 élèves. Il y a trois écoles maternelles : Commandant Galland (~ 100 élèves), Jacques Prévert (~ 92 élèves) et Jules Ferry (~ 58 élèves). Il y a également cinq écoles élémentaires : Glorieux (~ 111 élèves), Jules Ferry (~ 117 élèves), Pergaud-Michel (~ 118 élèves), Porte de France (~ 120 élèves) et Raymond Poincaré (~ 138 élèves). Il existe une seule école primaire : Caroline Aigle (~ 352 élèves).
Le département gère deux collèges : Buvignier et Maurice Barrès,.
La région gère quatre lycées : le lycée général, technologique et professionnel Jean-Auguste Margueritte, le lycée professionnel Alain-Fournier, le lycée professionnel Eugène Freyssinet, et le lycée agricole de la Meuse (site de Verdun),.
De plus, il existe plusieurs établissements privés : le collège Saint-Jean de Glorieux et le groupe scolaire Sainte-Anne (école élémentaire, collège, lycée général & technologique et lycée professionnel).
Verdun ne possède quasiment aucun établissement pour les études supérieures. Le lycée Jean-Auguste Margueritte et le groupe scolaire Sainte-Anne proposent des formations pour obtenir un brevet de technicien supérieur (BTS) dans différents domaines. Le centre hospitalier de Verdun compte deux centres de formation : l'Institut de formation en soins infirmiers (IFSI) et l'Institut de formation des aides-soignants (IFAS).

### Santé
En 2014, les établissements hospitaliers de Verdun et de Saint-Mihiel fusionnent pour former le centre hospitalier de Verdun Saint-Mihiel (CHVSM), le 4e plus gros centre hospitalier de Lorraine après le CHRU de Nancy, le CHR de Metz-Thionville et le centre hospitalier d’Épinal. L'établissement compte 1 187 lits et 1 800 professionnels de la santé, répartis sur quatre sites à Verdun (Saint-Nicolas, Sainte-Catherine, Désandrouins, Saint-Joseph) et un à Saint-Mihiel (Sainte-Anne). Il s'organise autour de huit pôles : « Anesthésie-réanimation » (SAMU/SMUR), « Chirurgie », « Médecine » (cardiologie, médecine interne...), « Mère-enfant » (maternité, pédiatrie...), « Rééducation, Dépendance, vieillissement » (gériatrie...), « Psychiatrie générale », « Médico-Technique et Hygiène » (imagerie médicale, laboratoire...) et « Secteurs médico-sociaux » (EHPAD, USLD...).
La ville compte trois foyers-logements d'accueil pour les personnes âgées : les résidences Glorieux, Mon repos et Souville. De plus, il existe l'EHPAD privé associatif Saint-Joseph.
La ville accueille plusieurs professionnels de santé : médecins généralistes, pharmaciens, chirurgiens-dentistes, ophtalmologistes, opticiens, kinésithérapeutes...
Le centre hospitalier intercommunal de Verdun - Saint-Mihiel a une capacité, en 2018, de 1 187 lits et places dont :
- Médecine : 251
- Chirurgie : 98
- Gynéco-obstétrique : 35
- Psychiatrie : 156
- Moyen séjour : 117
- Long séjour : 48
- Hébergement : 377
- HAD : 15
- SSIAD : 90

### Sécurité et justice

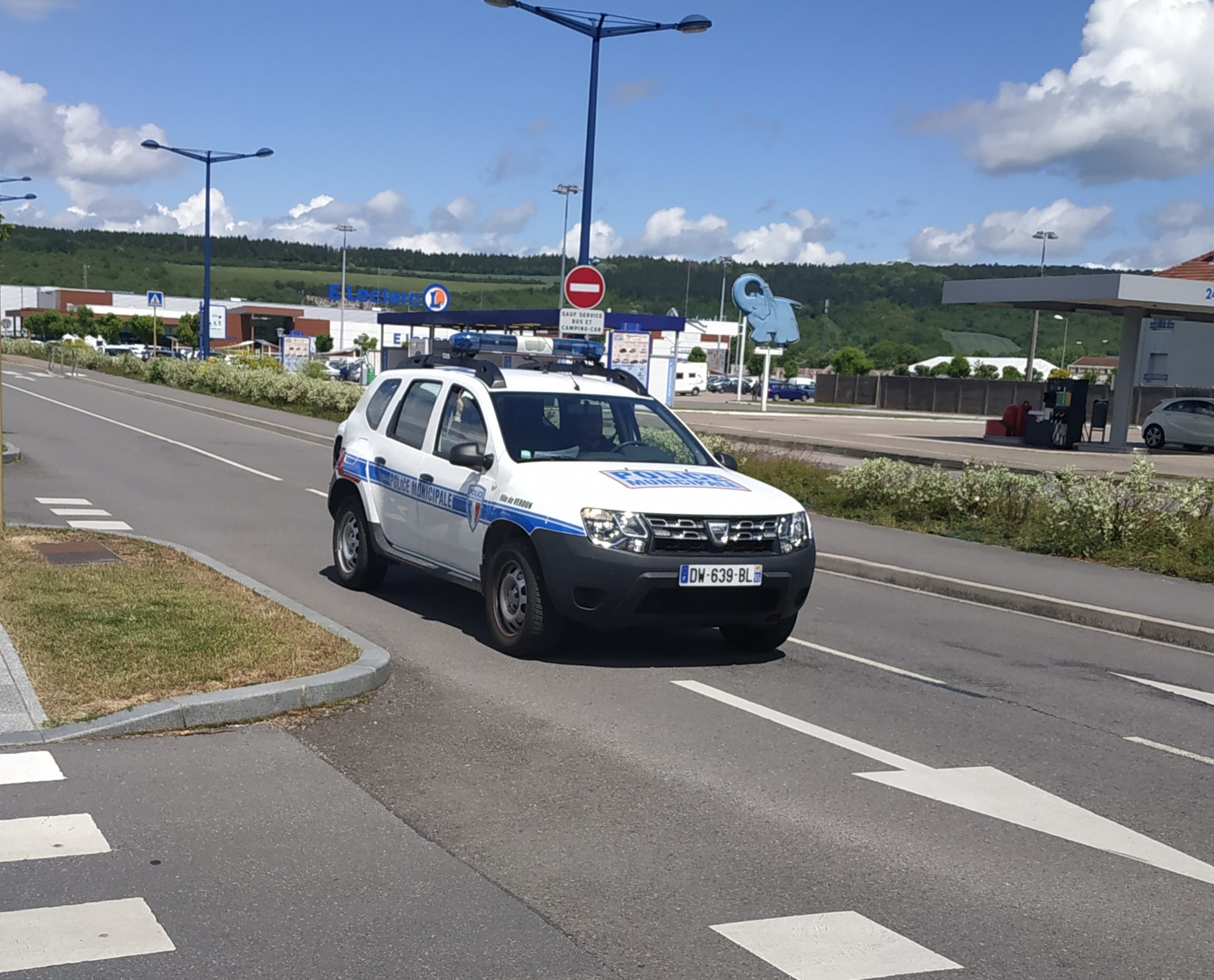
Véhicule Dacia de la police municipale de Verdun

La commune compte un commissariat de police nationale en centre ville, rattaché à la Direction départementale de la sécurité publique (DDSP) de la Meuse, dont le siège est situé à Bar-le-Duc. La ville possède également une police municipale, et une brigade de proximité de la Gendarmerie nationale. Dans la zone de police de Verdun s'étendant sur cinq communes, il y a eu 1 852 crimes et délits qui ont été commis lors de l'année 2012. Ils se décomposent en 64,2 % de vols et dégradations, 13,01 % de violences aux personnes, 12,8 % d'autres crimes et délits (drogue...), 9,4 % de délinquance économique, et 0,65 % de criminalité organisée. Le taux de criminalité est de 67,4 pour 1 000 habitants, supérieur de près de 30 points aux moyennes départementale (32,43 ‰) et régionale (38,98 ‰), et supérieur de 17 points à celle nationale (50,06 ‰). En septembre 2015, la communauté d'agglomération décide d'implanter 37 caméras dans le centre-ville de Verdun, elle prévoit également d'installer une soixantaine de caméras aux entrées des communes adhérentes au dispositif de vidéosurveillance.
La ville accueille la caserne du centre de secours des pompiers de Verdun, et est le siège des compagnies Nord-Est et Centre du département. Ces dernières dépendent du Service départemental d'incendie et de secours (SDIS) de la Meuse, dont le siège est à Bar-le-Duc. Le budget du SDIS est de 18,8 millions d'euros en 2015.
La commune relève du tribunal d'instance, de grande instance, du tribunal pour enfants et du conseil de prud'hommes de Verdun. Elle dépend du tribunal de commerce de Bar-le-Duc où se trouve également la cour d'assises de la Meuse. Elle est rattachée à la cour d'appel, au tribunal administratif et à la cour administrative d'appel de Nancy. Avec la réforme de la carte judiciaire de 2007, la ville a perdu son tribunal de commerce au profit de celui de Bar-le-Duc.
La commune n'est dotée d'aucune prison. Les établissements les plus proches dans le département sont : les centres de détention de Saint-Mihiel (401 places, à 33 km) et de Montmédy (328 places, à 40 km), et la maison d'arrêt de Bar-le-Duc (73 places, à 47 km). Verdun possède cependant une antenne du Service pénitentiaire d'insertion et de probation (SPIP) de la Meuse, dont le siège est à Bar-le-Duc, et dépend de la direction interrégionale des services pénitentiaires de Strasbourg.
En 2024, un documentaire intitulé Héroïne : la défaite de Verdun réalisé par Alain Morvan évoque le combat de la police et de la justice face une situation décrite comme étant « hors de contrôle » dans la ville. Samuel Hazard, le maire de Verdun, conteste cette image de la ville

### Sports
Le Sport athlétique verdunois, créé en 1909, compte 1 800 licenciés. Il les accompagne de l'apprentissage du sport à la compétition. Il y a notamment des clubs de sport de combat, de raquette et des sports collectifs.
La ville possède deux stades : le stade du Parc de Londres (une piste d'athlétisme, un terrain de football) et le stade de la Galavaude (une piste d'athlétisme, un terrain de football avec deux annexes). Les quartiers sont équipés de terrains de jeu en extérieur (football, basketball...) ainsi que de skateparks. De plus, il y a le boulodrome de la Digue. La commune compte également deux gymnases au Parc de Londres, un aux Planchettes, un autre à la Galavaude, puis une salle de combat aux Planchettes, une salle des arts martiaux à la Galavaude, une salle d'escrime, un boulodrome couvert, et un ensemble sportif couvert à Chanteraine,.
Des associations gèrent d'autres équipements sportifs autour de la commune : un stand de tir géré par la Société de tir de Verdun, des équipements équestres gérés par l'Étrier Verdunois et un circuit de moto-cross géré par le Motoclub de la Valtoline,.
La base de loisirs du Pré l'Évêque - Jacques Barat-Dupont, située au bord de la Meuse, rassemble plusieurs équipements : un grand plan d'eau, la salle polyvalente Cassin, la halle couverte Vannier, une salle de billard, un manège, des terrains de football, des courts de tennis et un parcours de santé,,.
L'aquadrome de Verdun, ouvert en 2008, est un centre aquatique permettant la natation sportive, l'apprentissage, et comptant un espace détente et bien-être. Il est équipé d'un grand bassin sportif de 25 m large de 8 couloirs, d'un bassin de loisirs avec jets, bulles, geyser, rivière artificielle et toboggan de 35 m, d'une pataugeoire pour les plus petits, d'un espace détente avec un sauna, un hammam, une salle détente et un jacuzzi.
En 2015, la communauté d'agglomération réalise un nouveau practice de golf de 190 m de long et un putting-green de 200 m2 sur l'ancien terrain de football de l'hôpital Désandrouins.

### Médias et télécommunications
Pour la presse écrite, le quotidien régional L'Est républicain publie une édition locale pour Verdun. De plus, la mairie publie occasionnellement un bulletin municipal : Verdun, un avenir partagé.
Deux radios locales sont diffusées sur la commune : l'associative Meuse FM (95.0), et la commerciale Kit FM, membre du groupement Les Indés Radios (95.6),. Quatre radios nationales ont un décrochage local : Virgin Radio Lorraine depuis Bar-le-Duc (87.8), Chérie FM Lorraine depuis Metz (103.0), NRJ Lorraine depuis Nancy (107.3) et RCF Marne & Meuse depuis Châlons-en-Champagne (93.0). De plus, plusieurs radios nationales sont captables à Verdun, notamment depuis l'émetteur de Septsarges : France Inter (92.1), Fun Radio (93.9), France Musique (97.4), France Culture (99.3), Nostalgie (100.0), RTL (103.9) et France Info (106.3).
Pour la télévision, la ville est couverte par France 3 Lorraine. Elle est reçue grâce au site de diffusion de Septsarges.
La commune est couverte par l'internet haut-débit. La zone est dégroupée et les quatre grands opérateurs sont présents. La commune est couverte par les réseaux mobiles 3G et 4G.

### Cultes
La ville est le siège du diocèse de Verdun qui couvre totalement le département de la Meuse. Le diocèse est suffragant de la province ecclésiastique de Besançon, et est divisé en 4 doyennés et 20 paroisses. La communauté catholique verdunoise dépend plus précisément du doyenné « Villes » et de la paroisse Saint-Vanne en Verdunois. Cette dernière est découpée en trois communautés dont l'une, Verdun-ville, s'étend sur le territoire de la commune. Cette dernière est composée de la cathédrale Notre-Dame, des cinq églises Sainte-Catherine, Saint-Jean-Baptiste, Saint-Victor, Sainte-Jeanne-d'Arc et Saint-Sauveur, ainsi que d'un carmel (couvent de l'Ordre du Carmel). La paroisse compte presque 30 000 croyants.

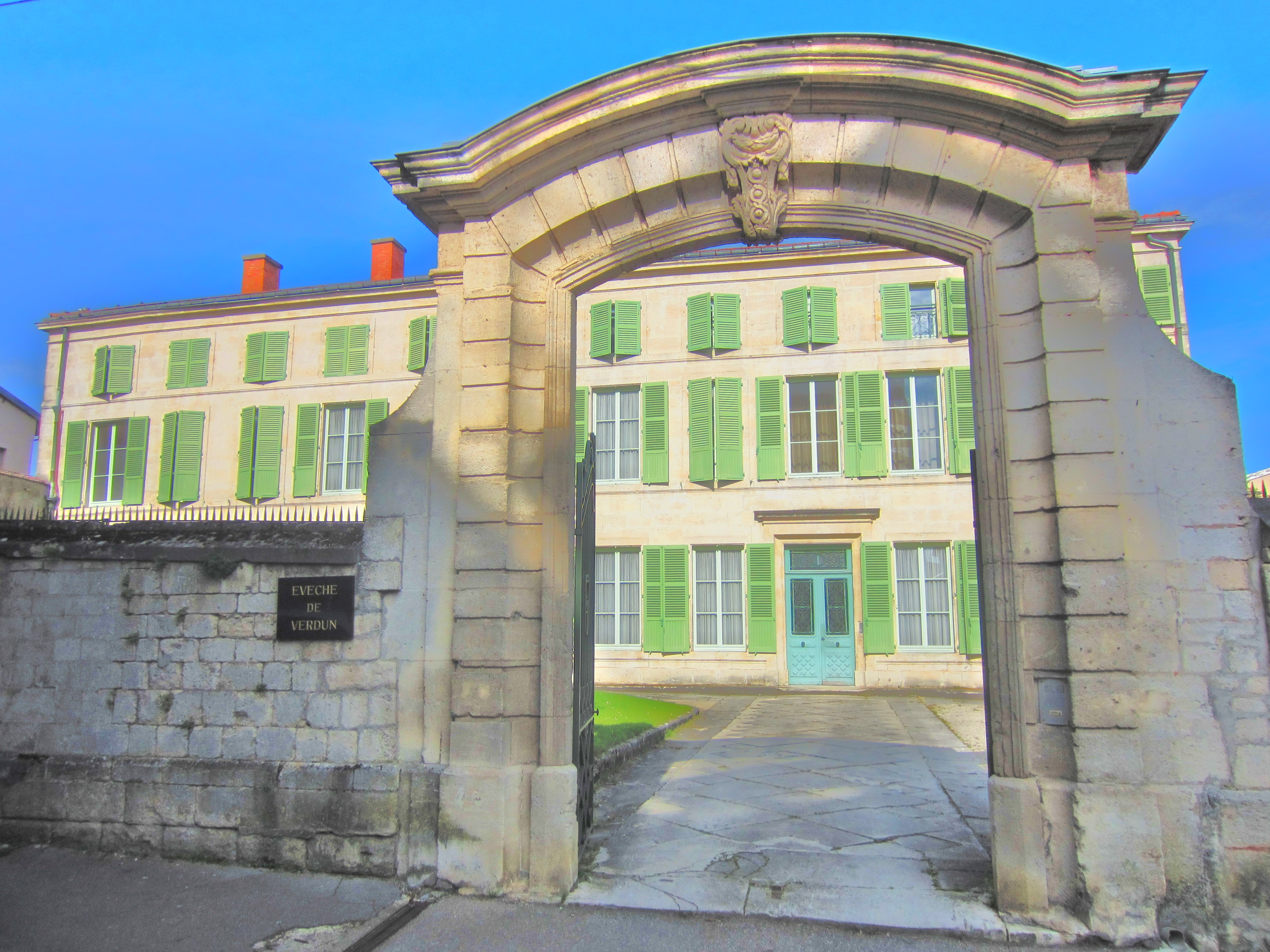
L'évéché

Concernant les autres religions, la ville dispose d'une synagogue pour la communauté juive, d'une mosquée pour la communauté musulmane, et d'un temple pour la communauté protestante de l'Église protestante unie de Verdun.
Il existe également d'autres communautés : l'Église protestante évangélique, avenue Jules Ferry, et l'Église évangélique « Assemblée de Dieu, rue des Minimes.

### Vie militaire

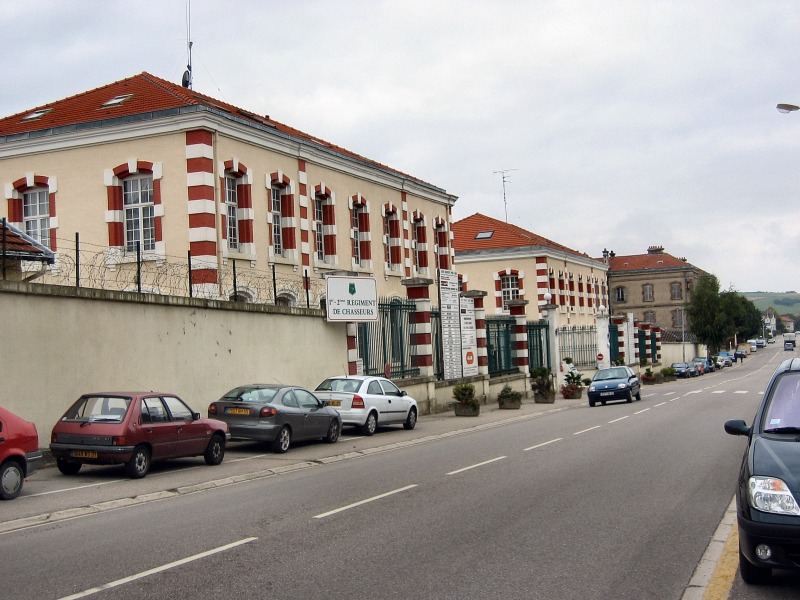
Caserne Maginot.

Verdun est le siège de la délégation militaire départementale. La ville est également au centre de la base de Défense (BdD) de Verdun gérée par le groupement de soutien de la base de défense de Verdun (GSBdD). De nombreuses unités militaires ont tenu garnison dans la ville et les communes limitrophes.
Plusieurs unités basées à Verdun quittent la ville en 1914 et sont réparties dans différents forts pour protéger la place fortifiée de Verdun. Il y a le 151e régiment d'infanterie (1888-1914), le 3e régiment de hussards (1892-1910), le 8e régiment de hussards (1893-1912), le 19e bataillon de chasseurs à pied (1899-1914), le 40e régiment d'artillerie (1906), le 4e régiment d'artillerie à pied (1906), le 6e bataillon du génie (1906), le 5e régiment d'artillerie à pied (jusqu'en 1914), le 162e régiment d'infanterie (jusqu'en 1914), le 61e régiment d'artillerie (1910-1914), le 164e régiment d'infanterie (1913-1914), le 165e régiment d'infanterie (1913-1914), le 166e régiment d'infanterie (1913-1914), le 4e régiment de hussards (1914) et le 9e régiment du génie (1914-1919).
Après la Première Guerre mondiale, Verdun retrouve de nouvelles unités militaires : le 511e régiment de chars de combat (1922-1929, 1930-1939),, le 6e régiment de cuirassiers (1928-1939), le 150e régiment d'infanterie (1930-1939), le 4e régiment de dragons portés (1935-1940), le 6e régiment de tirailleurs marocains (1936-1939), l'État-major de la 6e brigade de chars de combat (1939-1940), le 40e régiment d'artillerie nord-africain (1939-1940) et le 74e régiment d'artillerie tractée tout-terrain (1939-1940).
Après la Seconde Guerre mondiale, les unités militaires présentes sont le 54 eme régiment d'artillerie (1970-1984), le 150e régiment d'infanterie (1963-1990), le 54e régiment de transmissions (1964-1976),, l'État-major de la 4e division mécanisée (1967-1984), l'État-major de la 15e brigade mécanisée (1967-1984), le 415e bataillon de commandement et de transmissions (années 1960-1980), la 415e compagnie légère de transmissions (années 1980), la 415e compagnie légère de réparation du matériel (années 1980), le 3e régiment d'artillerie de marine (1984-1994) et le 8e régiment du matériel (1985-1990),.
À la suite de la dissolution du 150e régiment d'infanterie de Verdun en 1990, le 151e régiment d'infanterie basé à Metz (Moselle) emménage dans la ville. Il est finalement dissout en 1997. En 1998, les 1er et 2e régiments de chasseurs se regroupent pour former le 1er-2e régiment de chasseurs. Ce dernier est implanté dans la commune limitrophe de Thierville-sur-Meuse (garnison de Verdun). En 2009, le régiment redevient le 1er régiment de chasseurs, un régiment de chars appartenant à la 7e brigade blindée de Besançon. Le 151e groupement d'instruction, héritier du 151e RI, est aussi basé à Thierville-sur-Meuse.

## Économie

### Revenus de la population et fiscalité
En 2011, le revenu fiscal médian par ménage était de 21 120 €, ce qui plaçait Verdun au 30 097e rang parmi les 31 886 communes de plus de 49 ménages en métropole. Comparé aux autres grandes villes meusiennes, ce chiffre est inférieur à celui de Bar-le-Duc (28 475e rang avec 22 557 €) mais supérieur à celui de Commercy (30 565e rang avec 20 560 €). Comparé à des villes de même importance en Lorraine, il est généralement légèrement inférieur.
En 2013, 49,0 % des 8 226 foyers fiscaux n'étaient pas imposables.
En 2013, le salaire net horaire moyen était de 11,9 €, inférieur à celui national de 14,3 €. Les femmes sont moins bien payées, avec un salaire net horaire moyen inférieur de 2 € par rapport à celui des hommes.
| Catégories | Verdun | Meuse | Grand Est | France |
| ---------- | ------ | ----- | --------- | ------ |
| Ensemble   | 11,9   | 12,1  | 13,0      | 14,3   |
| Femmes     | 10,7   | 10,8  | 11,4      | 12,7   |
| Hommes     | 12,7   | 12,9  | 14,1      | 15,4   |

### Emploi
En 2013, la population âgée de 15 à 64 ans s'élevait à 11 472 personnes. On y comptait 70,6 % d'actifs, dont 56,7 % ayant un emploi et 13,9 étant au chômage, et 29,4 % d'inactifs, dont 10,4 % d'élèves ou étudiants et 7,8 % de retraités ou préretraités. Le nombre de chômeurs a légèrement augmenté de 1 476 personnes en 1987 à 1 596 en 2013, ce qui représente un taux de chômage de 19,7 %, bien supérieur au taux national de 10,3 % en 2013. La part des femmes parmi les chômeurs a baissé jusqu'à devenir minoritaire à 49,0 % en 2013 contre 50,9 % en 2008.
On comptait 10 802 emplois dans la zone d'emploi en 2013, contre 10 996 en 2008. Le nombre d'actifs ayant un emploi résidant dans la zone d'emploi étant de 6 595, l'indicateur de concentration d'emploi était de 163,8 %, ce qui signifie que la zone d'emploi offrait trois emplois pour deux habitants actifs. Il y avait donc un excédent d'emplois par rapport à la population résidente, faisant de Verdun un territoire attractif.
En 2013, 89,7 % de la population de plus de 15 ans ayant un emploi est salarié, dont 68,3 % en CDI, 11,3 % en CDD, 4,9 % en stage ou apprentissage, 1,4 % en intérim, et 1,1 % en contrat aidé.
| Catégorie socioprofessionnelle                    | Verdun | Meuse  | Grand Est | France |
| ------------------------------------------------- | ------ | ------ | --------- | ------ |
| Agriculteurs exploitants                          | 0,1 %  | 3,3 %  | 1,4 %     | 1,4 %  |
| Artisans, commerçants, chefs d'entreprise         | 4,5 %  | 5,2 %  | 4,9 %     | 5,9 %  |
| Cadres et professions intellectuelles supérieures | 12 %   | 7,4 %  | 11,8 %    | 15,5 % |
| Professions intermédiaires                        | 28,6 % | 20,3 % | 23,5 %    | 24,5 % |
| Employés                                          | 34,8 % | 31,8 % | 29,3 %    | 28,7 % |
| Ouvriers                                          | 19,9 % | 30,6 % | 27,8 %    | 22,5 % |

### Entreprises et commerces
Au 31 décembre 2014, Verdun comptait 1 624 établissements : 22 dans l’agriculture-sylviculture-pêche, 80 dans l'industrie, 96 dans la construction, 1 137 dans le commerce-transports-services divers et 289 dans le secteur administratif. La majorité de ces établissements (58,4 %) n'emploie aucun salarié, 32,0 % ont entre 1 et 9 salariés, 5,0 % entre 10 et 19 salariés, 3,0 % entre 20 et 49 salariés, et 1,7 % ont plus de 50 salariés.
En 2015, 91 entreprises ont été créées à Verdun, dont 72 par des auto-entrepreneurs. Sur ces entreprises, 6,6 % étaient dans le secteur de l'industrie, 7,7 % dans la construction, 40,7 % dans le commerce-transports-hébergement-restauration, 19,8 % dans les services aux entreprises et 25,3 % dans les services aux particuliers.

### Secteur primaire
Le secteur primaire représente 1,5 % des emplois de la ville.

### Secteur secondaire
Le secteur secondaire représente 14,9 % des emplois de la commune, dont 11,2 % pour l'industrie et 3,7 % pour la construction.
Il y a trois grandes zones industrielles : la zone industrielle de Chicago (10 ha), le parc d’activité de Verdun / Les Souhesmes (49 ha) situé à 13 km de la ville, et la zone industrielle de Tavannes. Une autre zone, l'Espace Driant, est consacré à l'artisanat avec des entreprises du bâtiment, du transport...
Les deux domaines principaux de la ville sont l'agroalimentaire et la chimie. Elle accueille notamment la société Lacto Serum France (groupe Lactalis), spécialisée dans les produits laitiers, mais aussi l'entreprise Berni, qui fait de la préparation alimentaire à base de viande. Dans la confiserie, la Maison Braquier produit les dragées de Verdun. L'entreprise chimique Ineos possède un site dans la zone industrielle de Baleycourt.

### Secteur tertiaire
Le secteur tertiaire représente la grande majorité des emplois de la commune (83,7 %), dont 35,3 % pour le commerce-transports-services divers et 48,4 % pour le secteur administratif.
Les administrations publiques représentent près de la moitié des emplois de la commune. Le centre hospitalier de Verdun est le plus gros employeur de la ville ainsi que du département avec 1 865 employés en 2013. L'ancienne communauté de communes de Verdun employait 218 personnes et la ville de Verdun, 136.
La ville compte une zone d'activité, l'Actipôle de Verdun, un espace de 31 ha contenant notamment des enseignes d'alimentation, d'ameublement et des concessionnaires automobile... La société Verdun Distribution, spécialisée dans les hypermarchés, est le plus gros employeur privé de la ville avec 193 employés en 2014. Début 2014, la ville comptait 167 commerces, dont 52 magasins de vêtements, 21 boulangeries, 11 fleuristes, 10 magasins de meubles...
Le tourisme participe à l'économie locale avec 500 000 visiteurs par an. Le tourisme de mémoire lié à la Première Guerre mondiale est l'un des atouts de la ville, du département et même de la région. En 2014, la citadelle souterraine de Verdun attire 136 651 visiteurs, le fort de Douaumont 170 898 visiteurs, le fort de Vaux 67 833 visiteurs, l'ossuaire de Douaumont 419 151 visiteurs, le Centre mondial de la paix 43 001 visiteurs, et le mémorial de Verdun attire 73 020 visiteurs en 2013.

### Centrale solaire thermique
En décembre 2023, la plus grande centrale solaire thermique de France (15 000 mètres carrés) est achevée à Verdun et doit permettre d'alimenter l'usine Lacto sérum France, la filiale de Lactalis à Verdun,.

## Culture locale et patrimoine
La commune compte 22 monuments répertoriés à l'inventaire des monuments historiques et 119 lieux et monuments répertoriés à l'inventaire général du patrimoine culturel. Par ailleurs, elle compte 253 objets répertoriés à l'inventaire des monuments historiques et 1 objet répertorié à l'inventaire général du patrimoine culturel.

### Patrimoine architectural

#### Patrimoine religieux

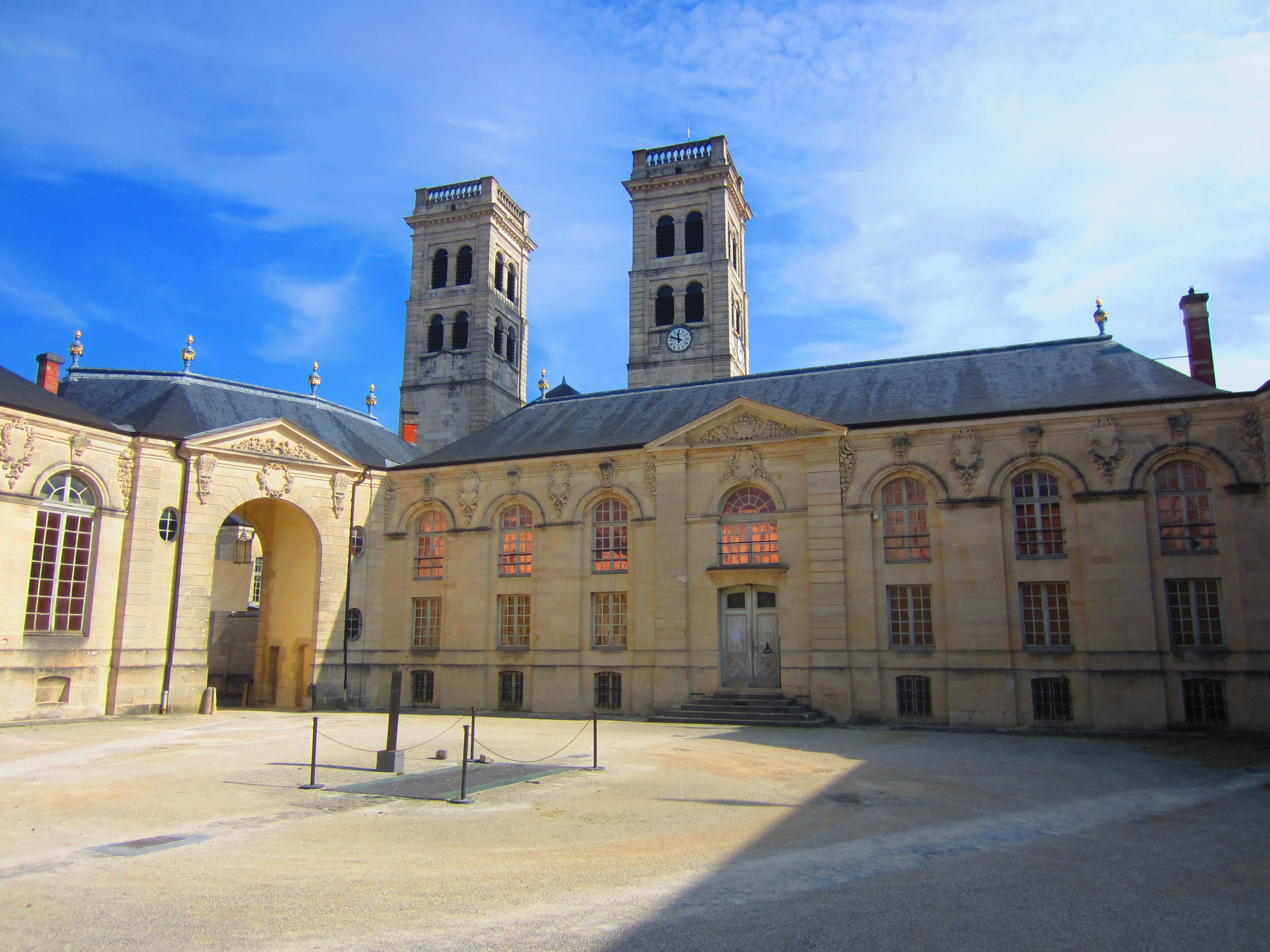
Tours de la cathédrale Notre-Dame de Verdun derrière l'ancien palais épiscopal abritant le centre mondial de la paix.

Verdun compte une cathédrale, un palais épiscopal, deux anciennes abbayes, sept églises, plusieurs chapelles, un couvent, une synagogue et un temple.
- Cathédrale Notre-Dame

La cathédrale Notre-Dame de Verdun, place Monseigneur Ginisty est construite au Xe siècle sur le modèle des grandes basiliques rhénanes. Elle est la plus ancienne cathédrale de Lorraine et le plus vaste édifice roman de l'Est de la France. Du XIIe au XVIe siècle, elle connait plusieurs aménagements comme l'ajout de chapelles latérales et d'un cloître. Après un grave incendie en 1755, la cathédrale est reconstruite dans le style baroque et rocaille. Endommagée lors de la Première Guerre mondiale, elle est restaurée de 1920 à 1935 et des éléments romans sont retrouvés, comme une crypte du XIIe siècle,,. La cathédrale est classée aux monuments historiques depuis le 30 octobre 1906 et le cloître depuis le 13 juillet 1907.
- Palais épiscopal

L'ancien palais épiscopal, place Monseigneur Ginisty est édifié à partir de 1724 par Robert de Cotte, architecte du roi Louis XV, pour l'évêque Charles François d'Hallencourt. Il est parfois considéré comme le plus prestigieux palais épiscopal de Lorraine. La liste des 110 évêques de Verdun est inscrite à l'entrée du bâtiment. Depuis 1994, il accueille le centre mondial de la Paix, des Libertés et des Droits de l'Homme, un lieu d'exposition et un espace de rencontre et de réflexion,. Cet édifice est l'objet d'un classement au titre des monuments historiques depuis 1920. Il succède au palais épiscopal construit par l'évêque Albéron de Chiny sur l'emplacement du donjon construit par le comte de Bar Renaud Ier (1105-1150) à proximité de la cathédrale, que l'évêque rase avant 1156.
- Abbaye Saint-Paul

L'ancienne abbaye Saint-Paul, rue Saint-Paul est fondée en 973 par les bénédictins. En 1135, elle passe sous l'ordre des prémontrés. Après avoir été détruite en 1552 sur l'ordre du roi de France Henri II pour des raisons militaires, elle est reconstruite de 1686 à 1698 par l'architecte Thomas Mordillac. Depuis la Révolution, les bâtiments abritent le palais de justice et la sous-préfecture de Verdun,. L'ancienne abbaye est inscrite aux monuments historiques depuis le 2 décembre 1926 et une partie des intérieurs depuis le 23 novembre 1946.
- Abbaye Saint-Vanne

La tour Saint-Vanne est le dernier vestige de l'abbaye Saint-Vanne, entrée place de la Roche fondée en 952 par les bénédictins, et dont le nom est tiré de saint Vanne, huitième évêque de Verdun. L'abbaye est construite sur le site du premier oratoire chrétien dédié à saint Pierre et saint Paul, fondé au IVe siècle par saint Saintin, premier évêque de Verdun. L'église est reconstruite et agrandie au XIVe siècle. En 1792, lors de la Révolution, elle est fermée et devient une caserne laissée à l'abandon. En 1838, faute de moyens financiers pour la restaurer, elle est rasée. Après le bombardement des ruines lors de la guerre de 1870, il ne reste plus que la tour Nord du XIIe siècle et des vestiges de l’ancien cloître du XIIIe siècle,. La tour est classée aux monuments historiques depuis le 15 juin 1920.
- Église Saint-Victor

L'église Saint-Victor, rue Saint-Victor est une église gothique datant du XIVe au XVIIIe siècle et dédiée à saint Victor et saint Maurice. Depuis 1685, elle abrite une statue de la Vierge que Verdun honore sous le nom de Notre-Dame-des-Clefs. La légende dit qu'elle aurait sauvé la cité de l'attaque des Huguenots le 3 septembre 1562. Alors postée sur la porte Saint-Victor, les habitants lui confièrent les clefs de la ville et la statue aurait incliné la tête en signe d'acceptation,.
- Église Saint-Jean-Baptiste

L'église Saint-Jean-Baptiste, avenue de la 42e Division est érigée en 1884 dans le quartier du Faubourg. Littéralement coupée en deux en 1916, elle est reconstruite à l'identique hormis les deux clochers qui remplacent l'unique tour d'avant-guerre. Les nouveaux vitraux rendent hommage aux soldats, mélangeant sentiments religieux et patriotiques,.
- Église Saint-Charles de Regret

L'église Saint-Charles, rue de Clermont est construite en 1871 dans le quartier Regret.
- Église Saint-Amand de Glorieux

L'église Saint-Amand, rue Marius Pothier est construite en 1910 dans le faubourg de Glorieux à la demande des habitants qui se plaignent de devoir aller en ville pour pouvoir prier.
- Église Saint-Amand

L'église Saint-Amand, rue du Ru aujourd'hui abandonnée. Détruite en 1624 lors de la construction de la citadelle, elle est érigée plus en contrebas. En ruine, elle est reconstruite en 1765 sans clocher mais finit abandonnée en 1830.
- Église Saint-Sauveur

L'église Saint-Sauveur, rue d'Anthouard est la troisième à prendre ce nom. La première est construite dans la rue du même nom à la fin du XIe siècle puis démolie en 1798 pour vétusté. La seconde est édifiée en 1830, à l'emplacement du couvent des Minimes, mais se voit détruite lors de la Première Guerre mondiale. La dernière et actuelle est construite de 1927 à 1932 à l'emplacement de l'ancien hôpital Saint-Hippolyte,.
- Église Sainte-Jeanne-d'Arc

L'église Sainte-Jeanne-d'Arc, place Georges Guérin est construite en béton entre 1962 et 1965 dans le quartier de la cité Verte à l'initiative de l'évêque Pierre Boillon. L'architecture représente une version stylisée de l'étendard de Jeanne d'Arc. Le style de l'édifice s'inspire de l’œuvre de Le Corbusier, notamment de la chapelle Notre-Dame-du-Haut à Ronchamp.
- Chapelle de Sainte-Catherine

La chapelle de Sainte-Catherine, rue Saint-Sauveur est érigée au XIVe siècle entre l'église Saint-Sauveur et une Maison-Dieu fondée par Saint Airy au IVe siècle. De style gothique, l'intérieur est par contre de style baroque. En 1573, un clocher est rajouté. L'édifice est endommagé en 1672 et 1739, et en 1914 le clocher est détruit,.
- Chapelle Saint-Nicolas

La chapelle Saint-Nicolas, rue Saint-Paul dite chapelle Buvignier, est bâtie de 1731 à 1735 par l'architecte René Maugrain, et se voit reliée au collège jésuite (aujourd'hui collège Buvignier) fondé par l'évêque Nicolas Psaume en 1570. L'édifice gothique au style jésuite traditionnel a recueilli le cœur de ce dernier à sa mort en 1575. Bombardée en 1916 et 1944, puis désacralisée, les reliques sont translatées dans la cathédrale en 1990. Lors de sa restauration en 2007, les traces des bombardements de la guerre ont été conservés,,. Cet édifice fait l'objet d'un classement au titre des monuments historiques depuis 1921.
- Chapelle Saint-Joseph

La chapelle Saint-Joseph, rue Mautroté est construite en 1888 par l'architecte Paul Chévenier. Composée d'un rez-de-chaussée et d'une vaste galerie à l'étage, elle est l'un des premiers édifices à utiliser le métal dans le gros œuvre. Les peintures murales et le chemin de croix sont des peintres Lalouette et Moiselet, les vitraux du verrier rémois Vermonnet-Pommery, et les boiseries et bancs du menuisier nancéien Klem. Pendant la Première Guerre mondiale, la chapelle est démontée pour être préservée, et sert d'hôpital. Elle est remontée à l'identique à la fin de la guerre,. La chapelle est inscrite aux monuments historiques depuis le 4 juillet 2003.
- Chapelle Sainte-Anne du Dieu-du-Trice

La chapelle Sainte-Anne du Dieu-du-Trice, allée du Dieu-du-Trice est construite au XVe siècle par les pères de l'abbaye Saint-Airy. En 1520, une statue de Dieu-de-Pitié y est installée. En 1755, elle est déplacée dans la cathédrale et remplacée par une autre du Christ. Retrouvée dans les ruines de la chapelle en 1804, elle est à son tour remplacée par une statue de sainte Anne. Anéantie par un obus en 1916, elle est reconstruite en 1922.
- Chapelle du Collège Saint-Jean

Le collège Saint-Jean, rue de Blamont l'ancien petit séminaire du diocèse de Verdun, possède une chapelle construite de 1838 à 1844. La chapelle est rénovée en 1967 puis en 2004, date à laquelle le caveau d'Augustin-Jean Letourneur, fondateur du collège, est retrouvé.
- Chapelle Saint-Joseph de la maison de retraite

La chapelle de La maison de retraite Saint-Joseph, allée Saint-Amand (moderne).
- Couvent du Carmel

Le couvent du Carmel, rue Saint-Victor s'installe en 1923 à l'emplacement de l'ancien couvent des Clarisses, implanté en 1292 et supprimé à la Révolution. De l'ancien monastère, il ne reste plus que le portail. À l'intérieur, il y a un vitrail du XXe siècle réalisé par le peintre Alfred Manessier de l'École de Paris,.
- Synagogue de Verdun

La synagogue, impasse des Jacobins actuelle est construite en 1875 dans un style byzantino-mauresque au frais de la communauté israélite de Verdun. L'édifice remplace la première synagogue édifiée en 1805 sur l'emplacement de l'ancien couvent des Jacobins, mais détruite à la suite des bombardements de la guerre de 1870. Après avoir été profanée par les Allemands lors de la Seconde Guerre mondiale, la synagogue est restaurée par les membres de la communauté israélite de l'Armée américaine,,. La synagogue et l'ancienne maison du rabbin sont classées aux monuments historiques depuis le 7 octobre 2002. Il existe un cimetière israélite dans l'avenue du Commandant Raynal.
- Temple protestant

Le temple protestant, rue Victor Schleiter de l'Église réformée de France est construit en 1889 à l'emplacement d'une grange qui avait été aménagée pour les services religieux. Le 21 février 1916, l'édifice souffre des bombardements : les portes et vitraux volent en éclats et la Bible se retrouve trouée par un éclat d'obus. Le temple et le presbytère sont restaurés en 1920,,.

Autres édifices religieux (sélection)
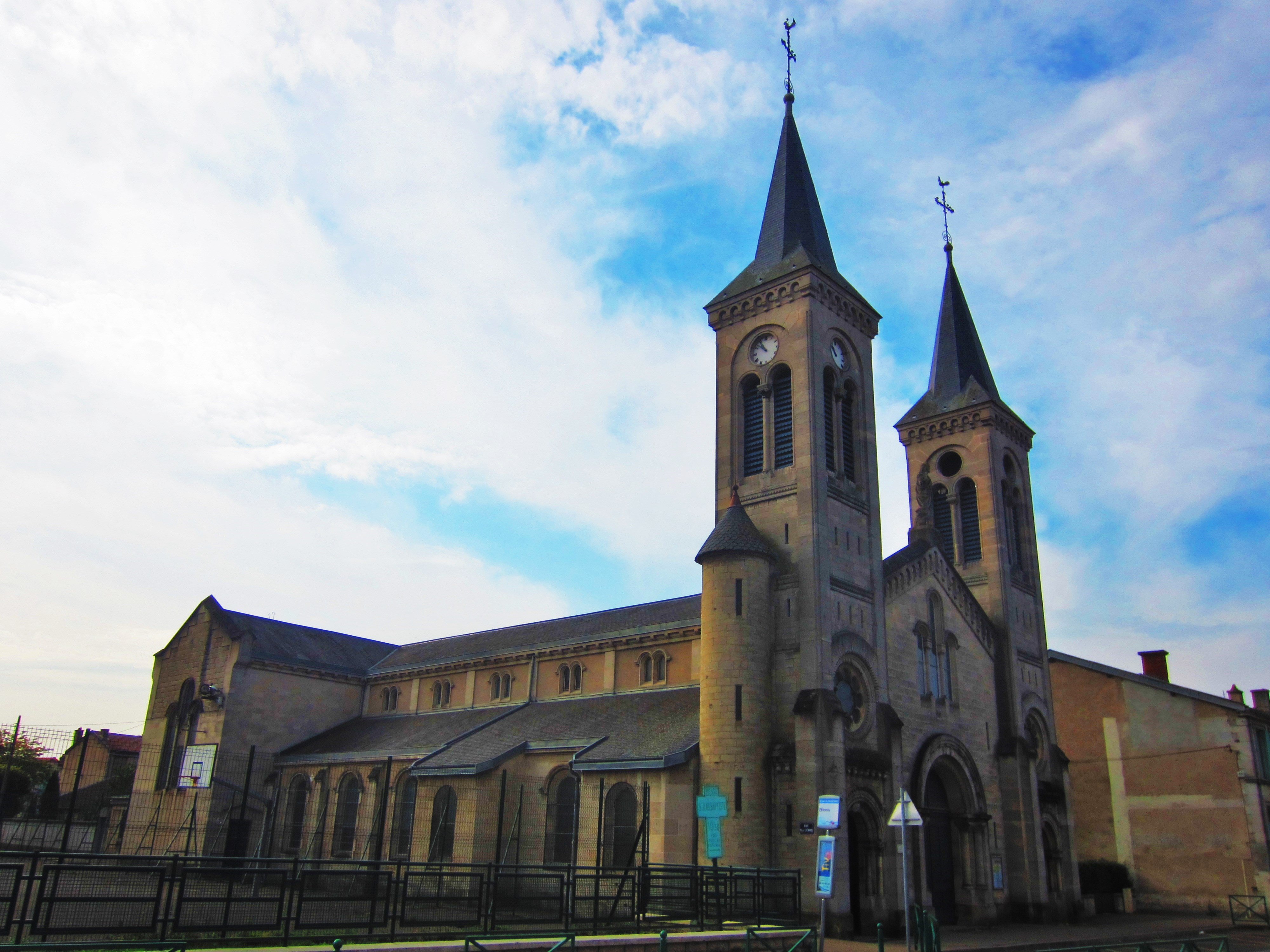
Église Saint-Jean-Baptiste.
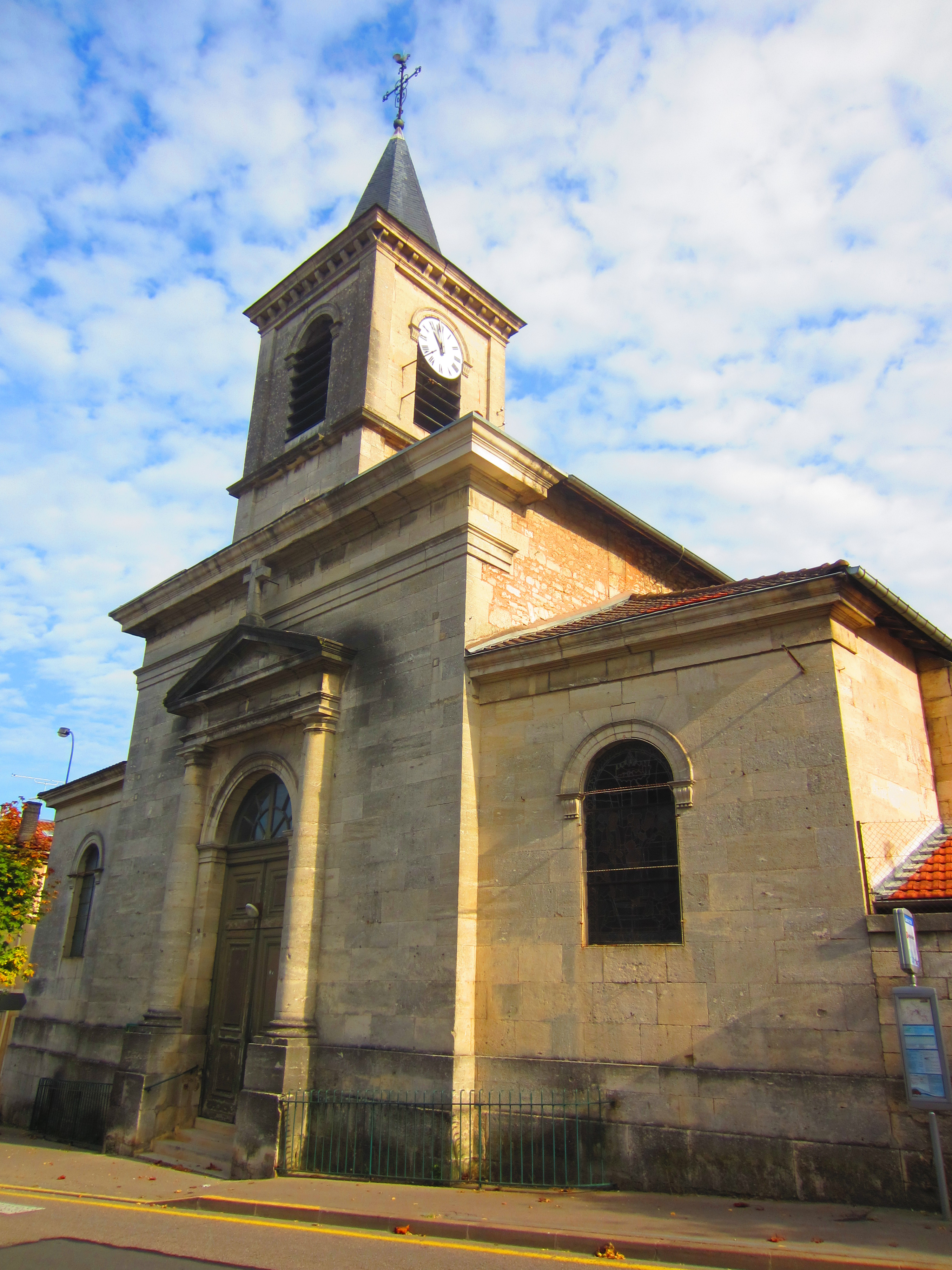
Église Saint-Victor.
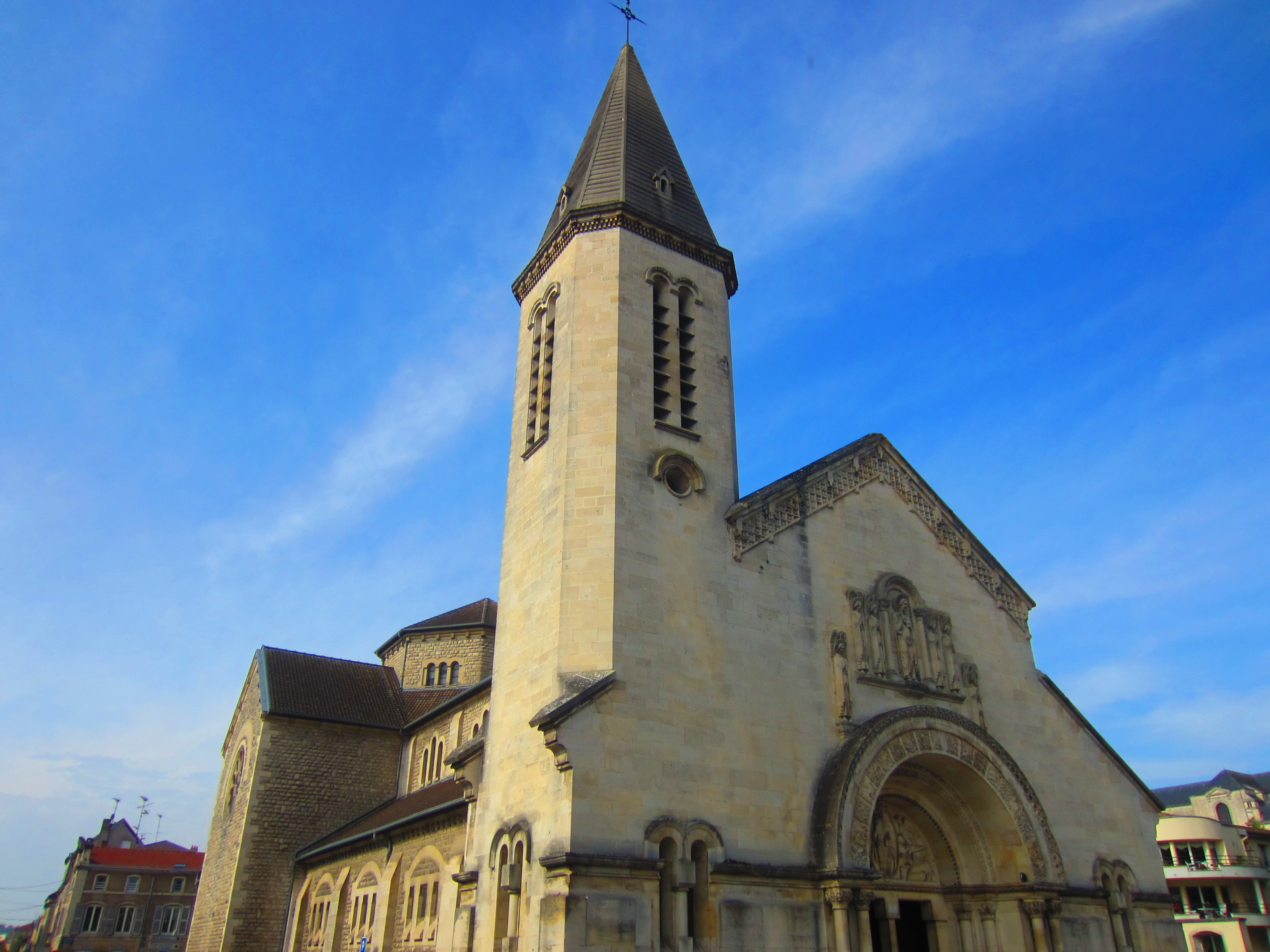
Église Saint-Sauveur.
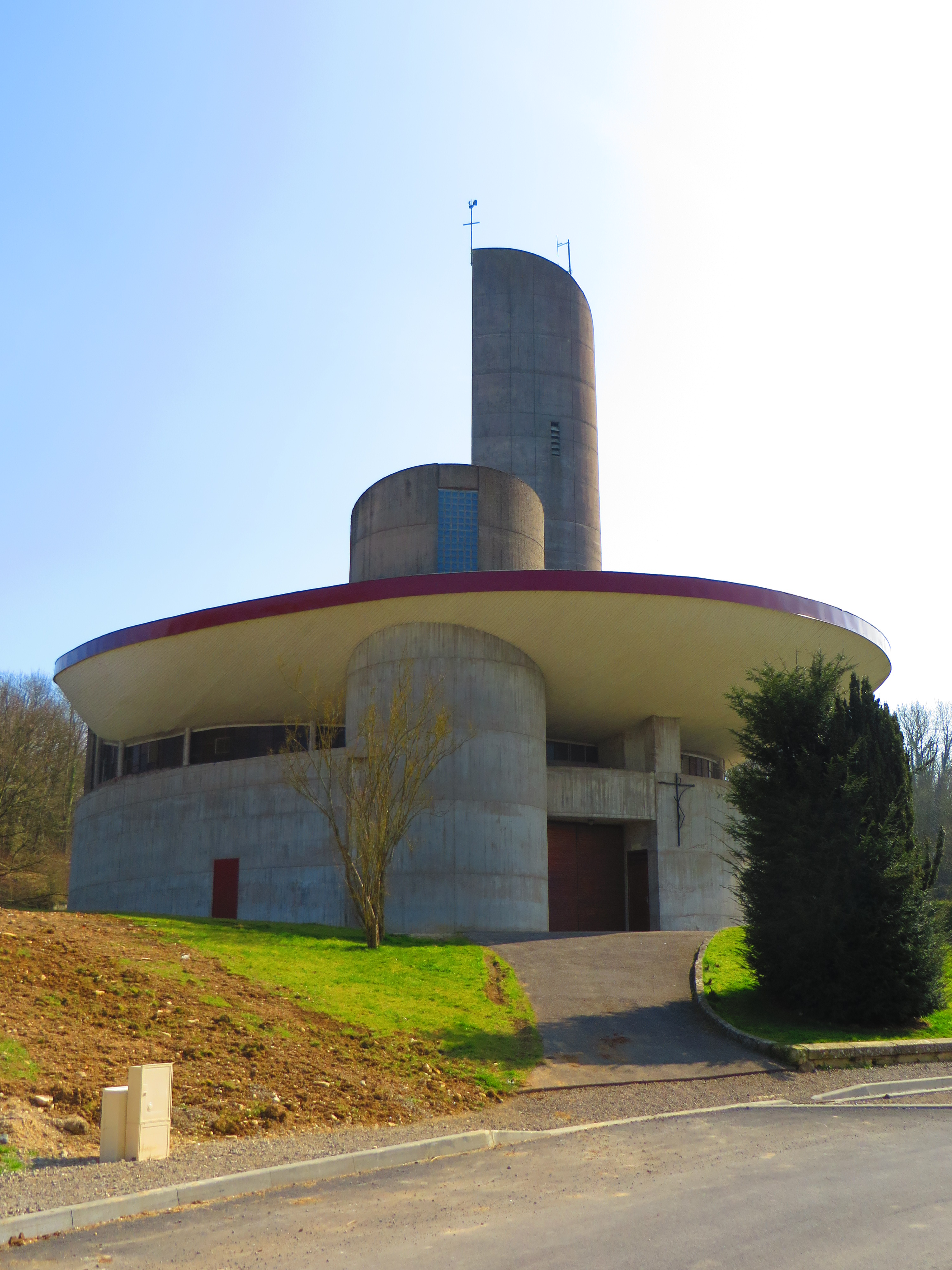
Eglise Jeanne d"Arc.
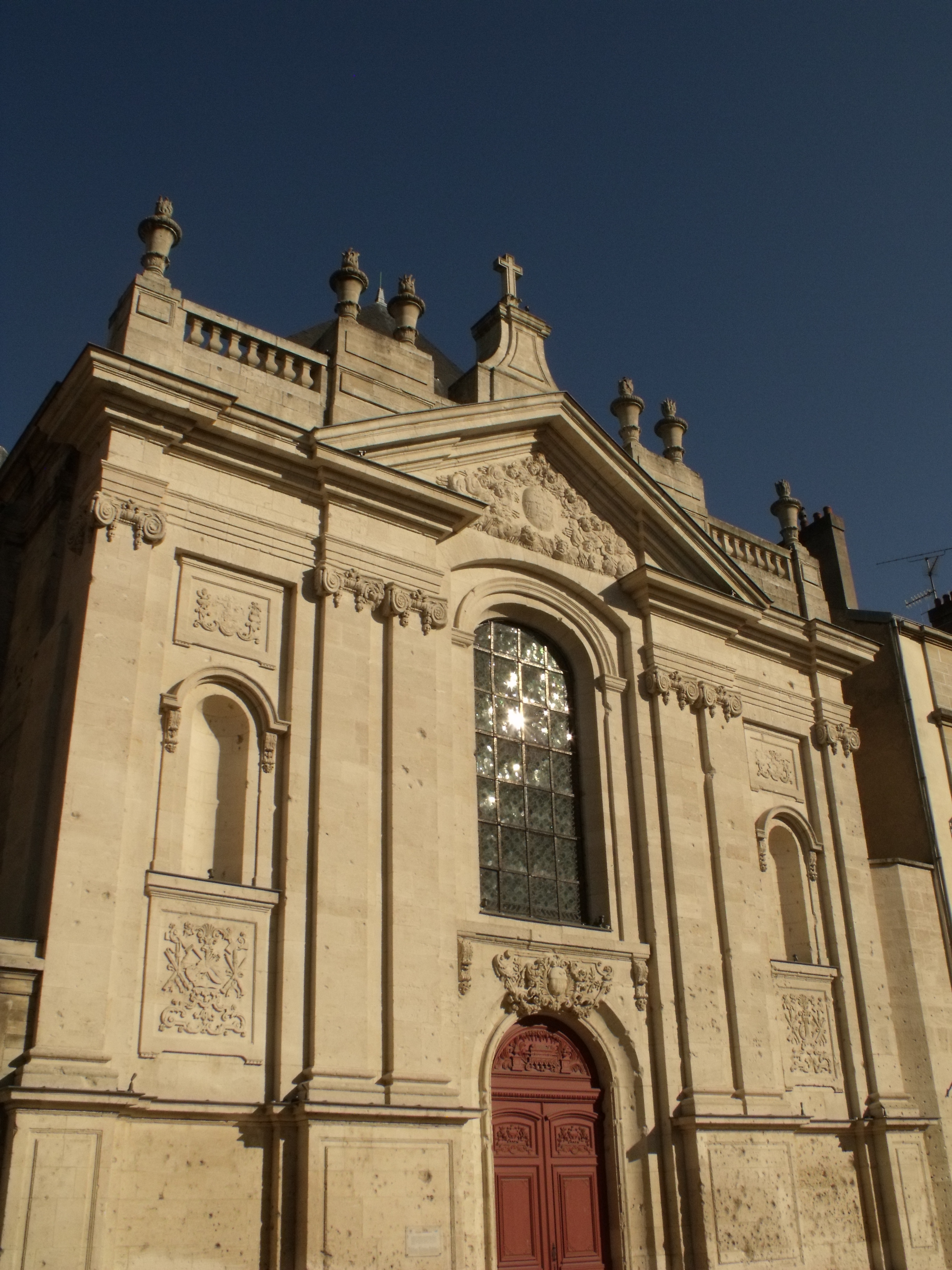
Chapelle Saint-Nicolas, dite chapelle Buvignier.
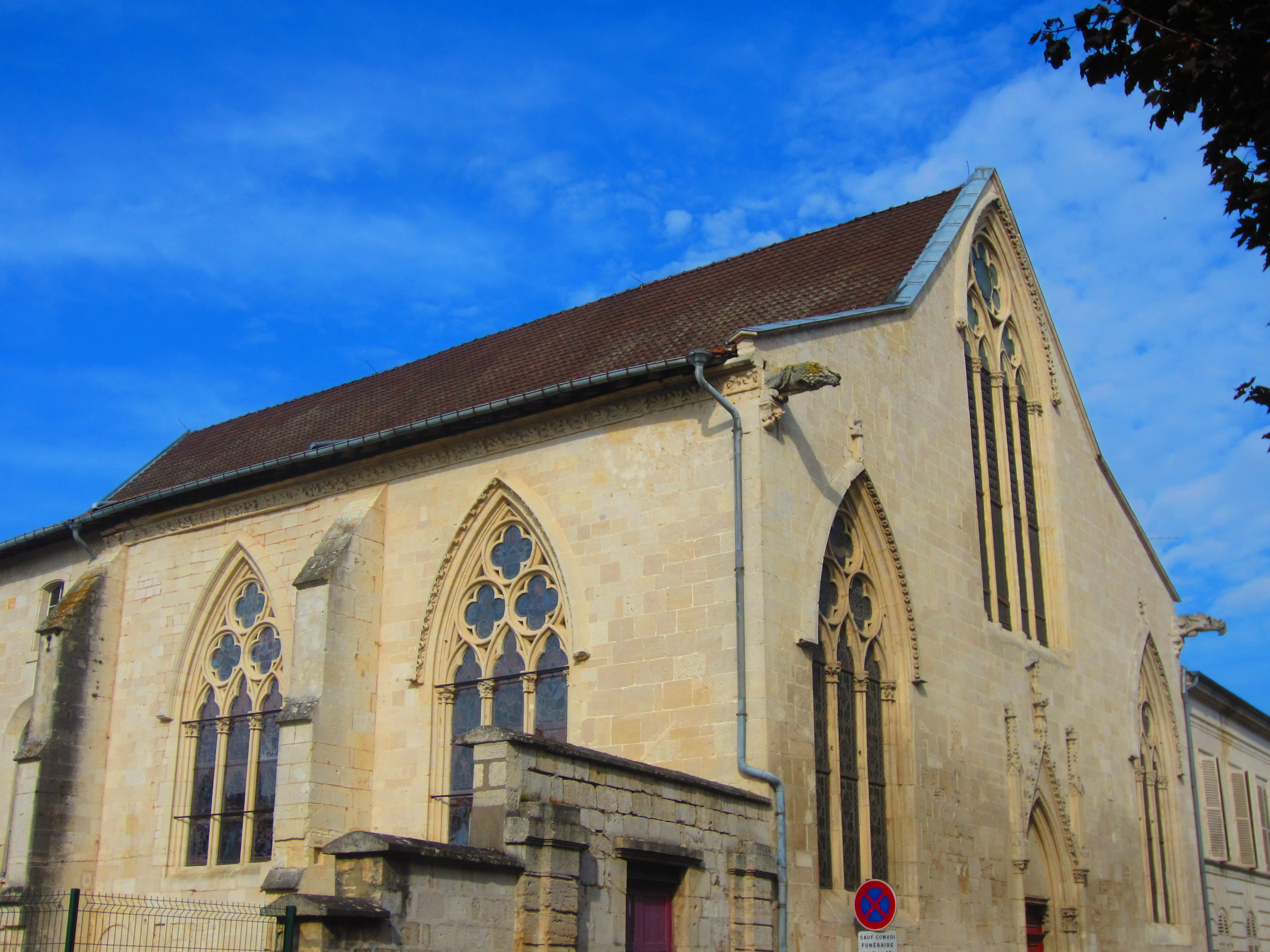
Chapelle Sainte-Catherine.
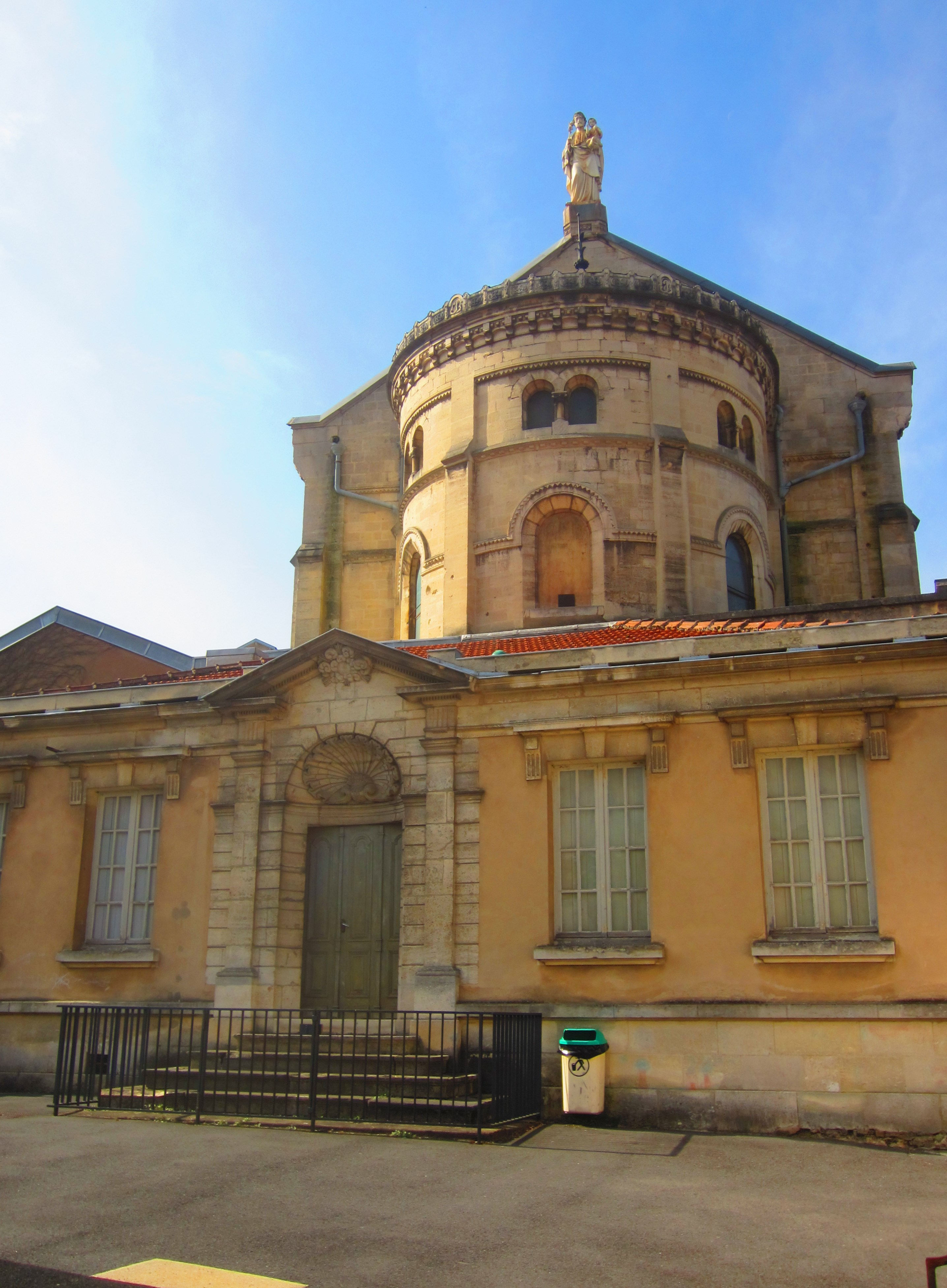
Chapelle de la congrégation des sœurs de Saint-Joseph.
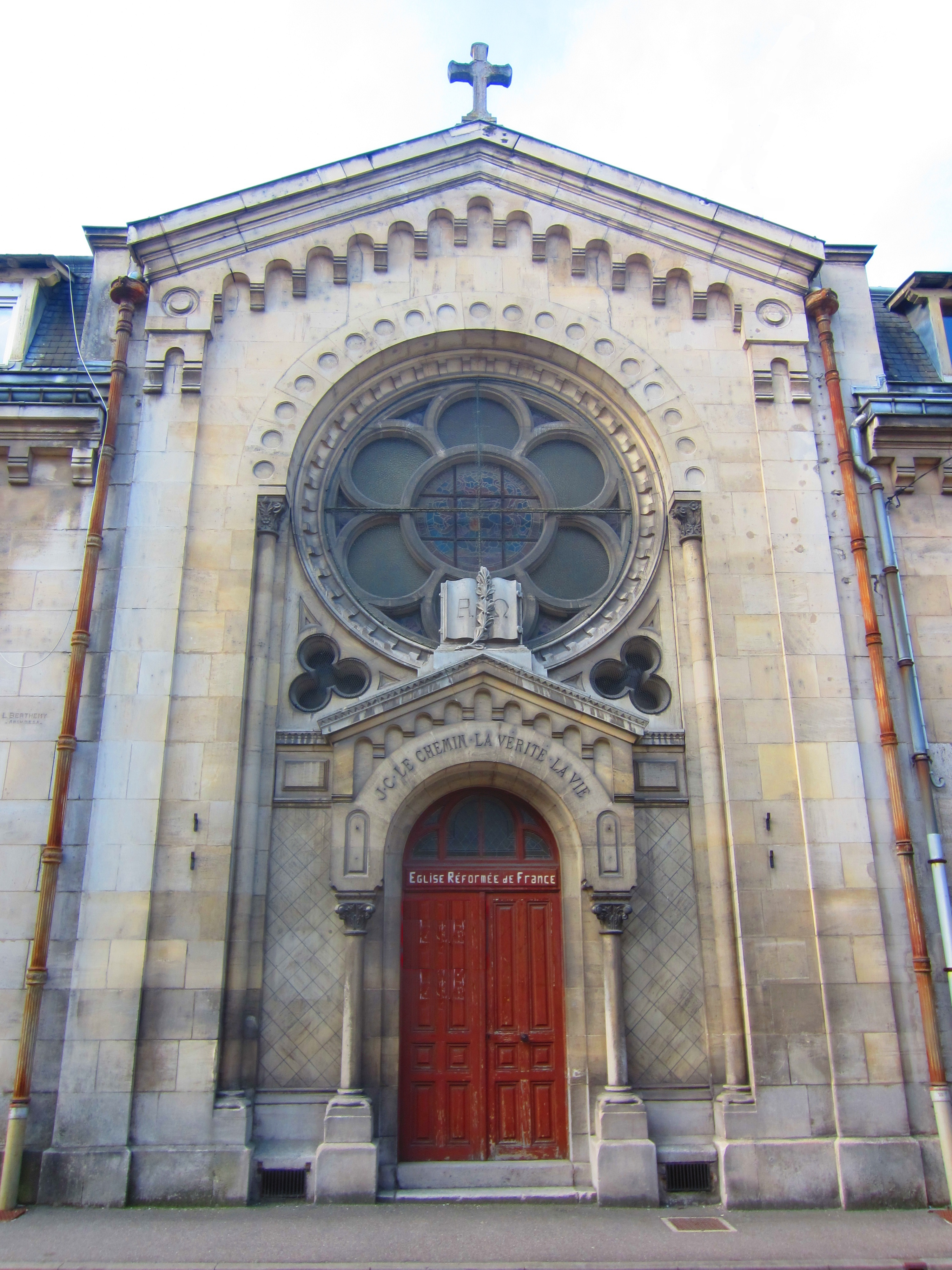
Le temple réformé.
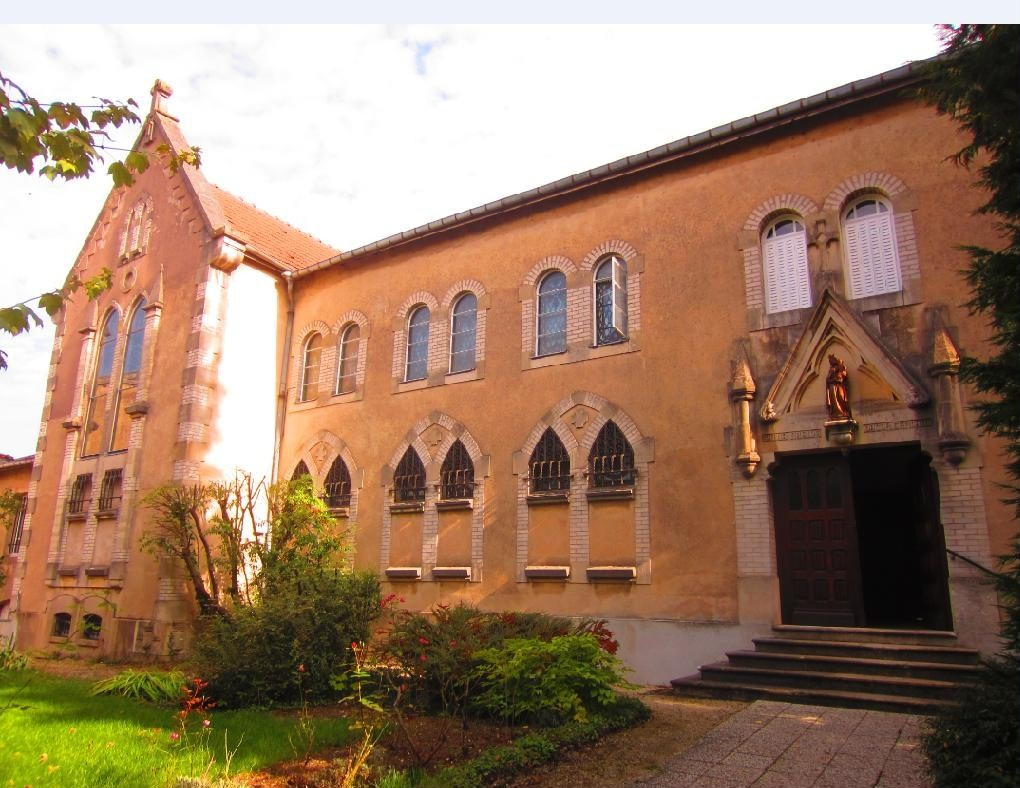
Chapelle du couvent du Carmel.
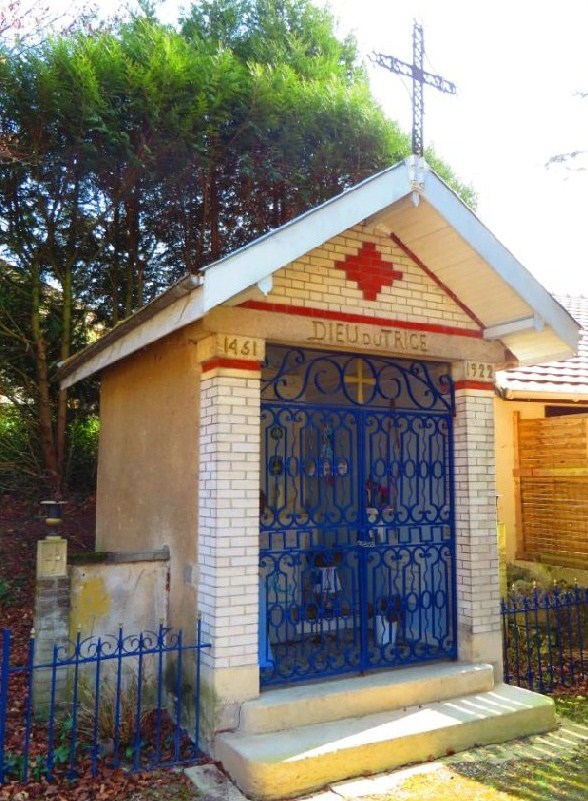
Chapelle Sainte-Anne.
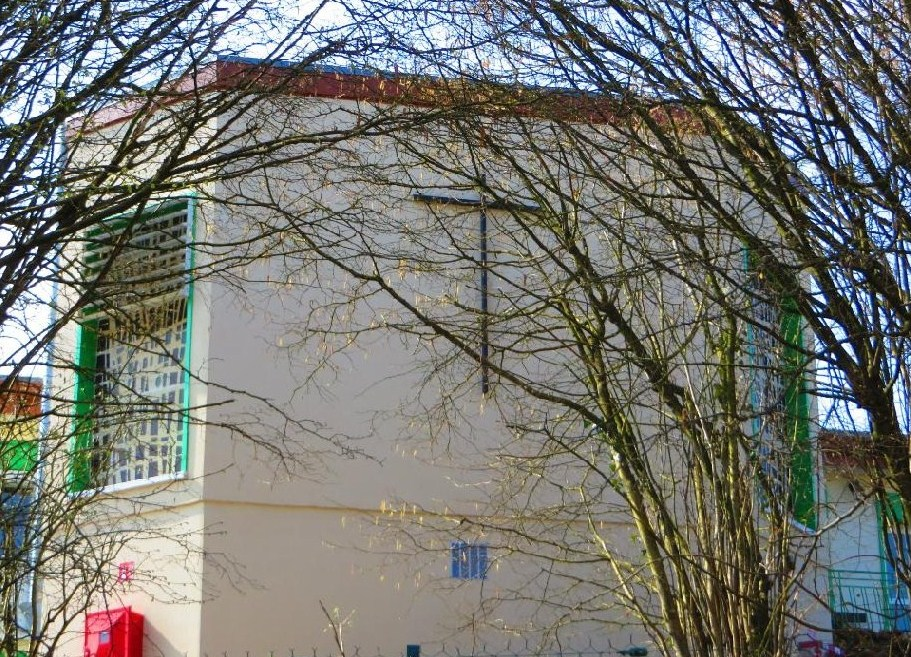
Chapelle de la maison retraite Saint joseph.
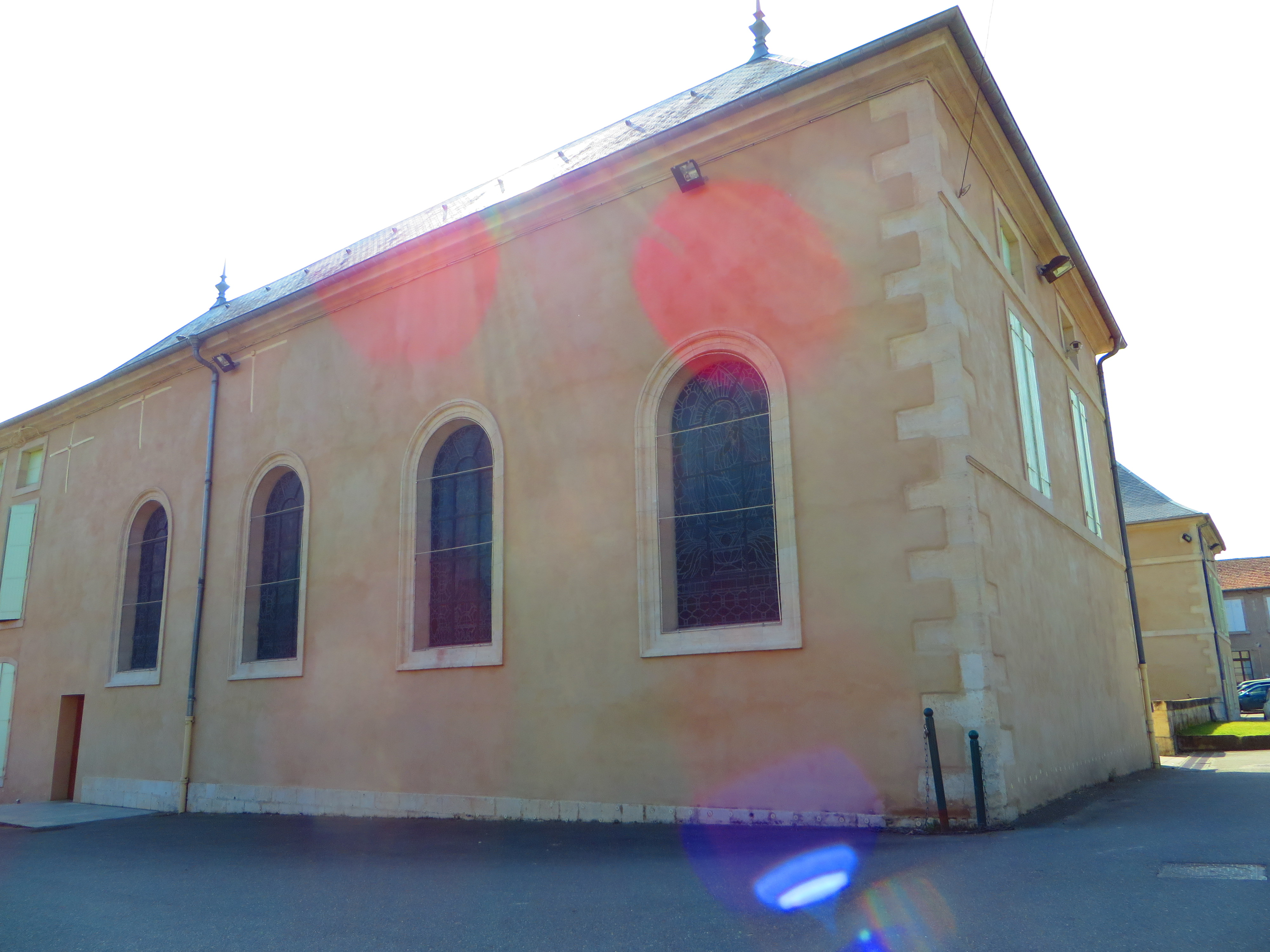
Chapelle de l'ancien Petit Séminaire [actuelle salle des fêtes du collège Saint-Jean].
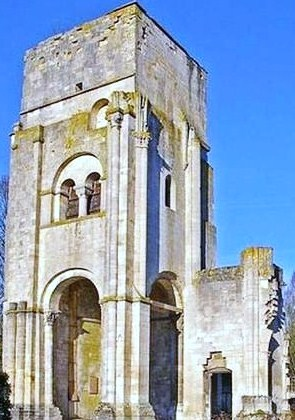
Tour de l'abbaye Saint-Vanne.
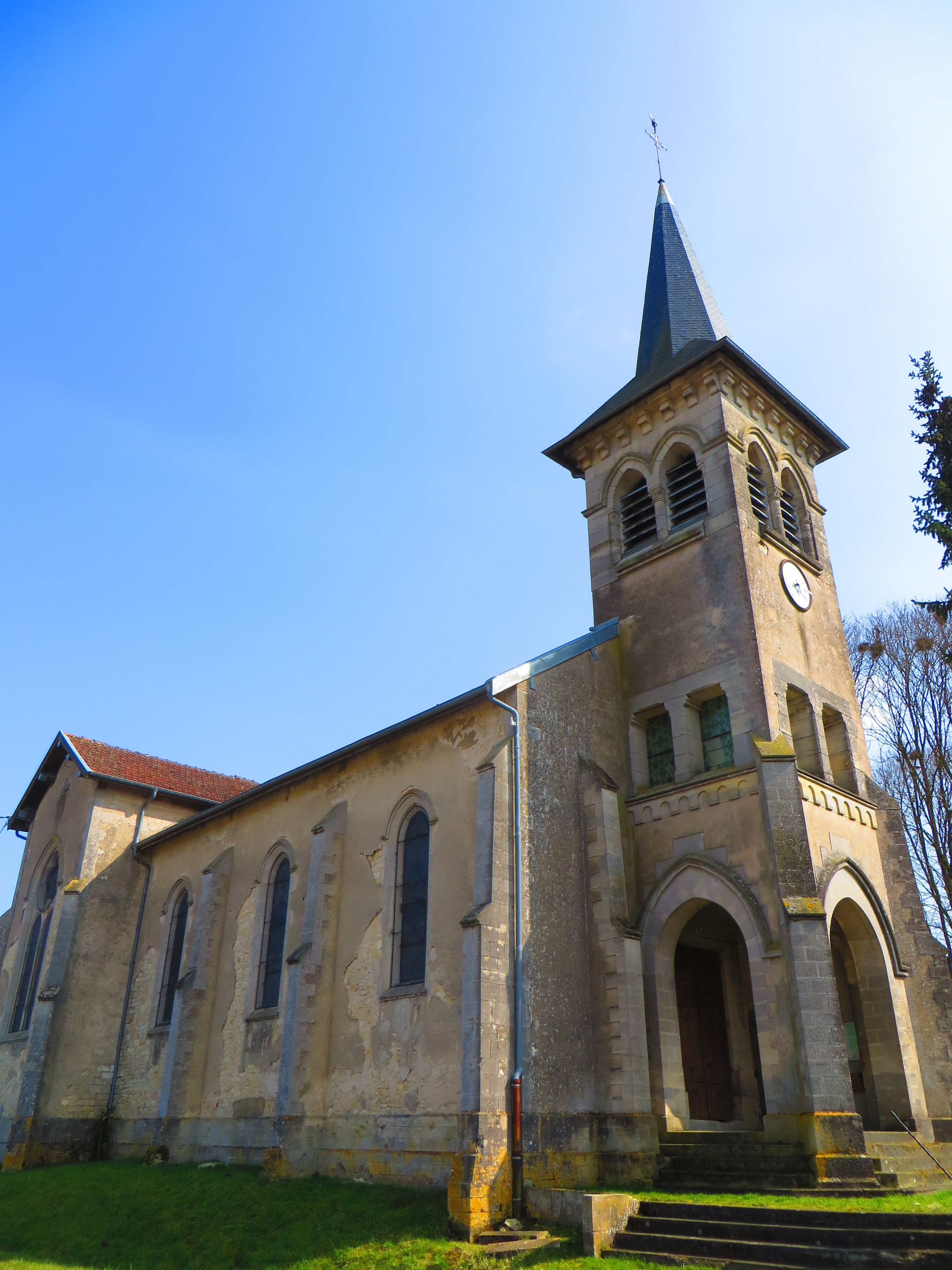
Église Saint-Charles à (Regret).
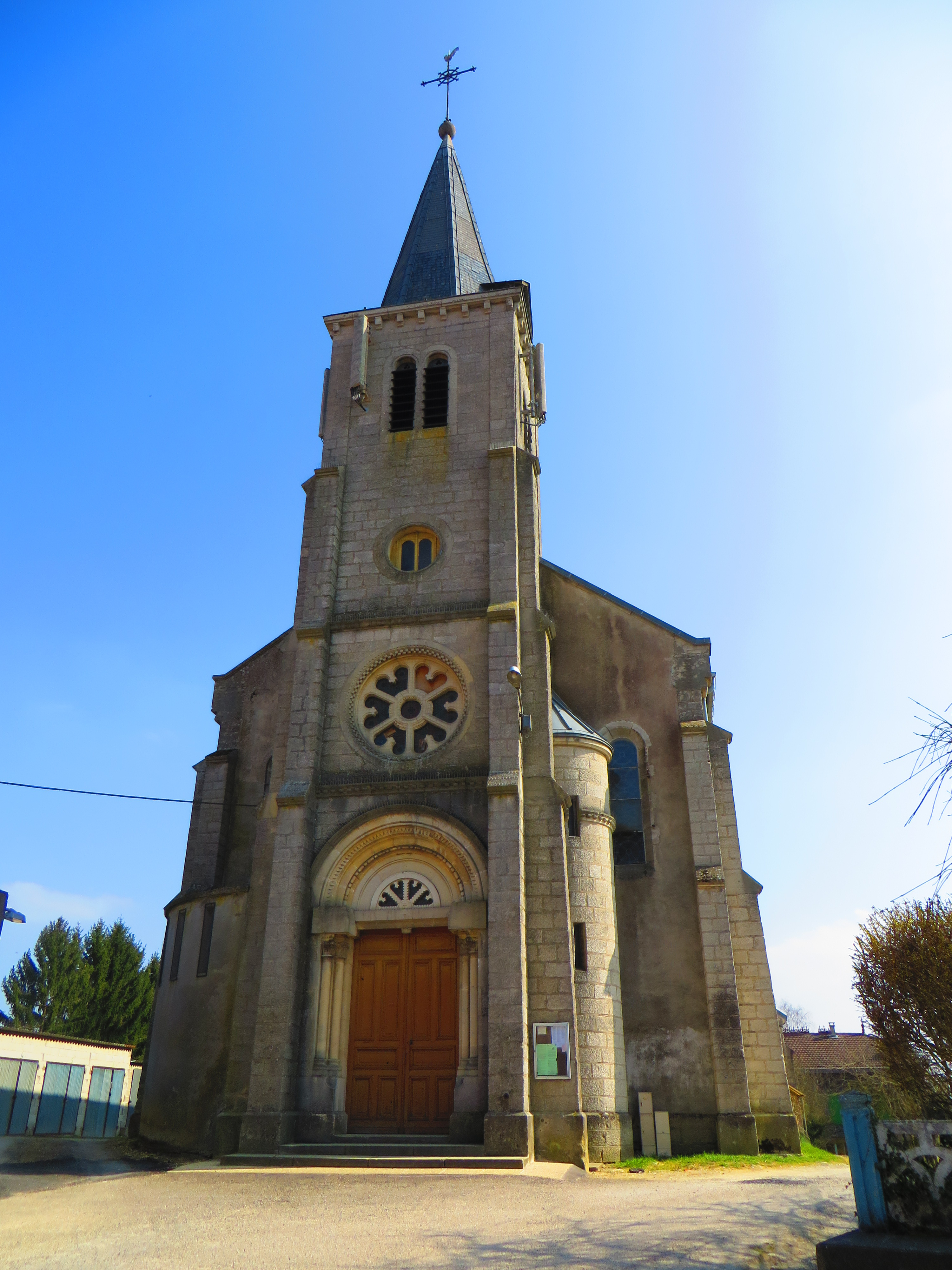
Église Saint-Amant à (Glorieux).
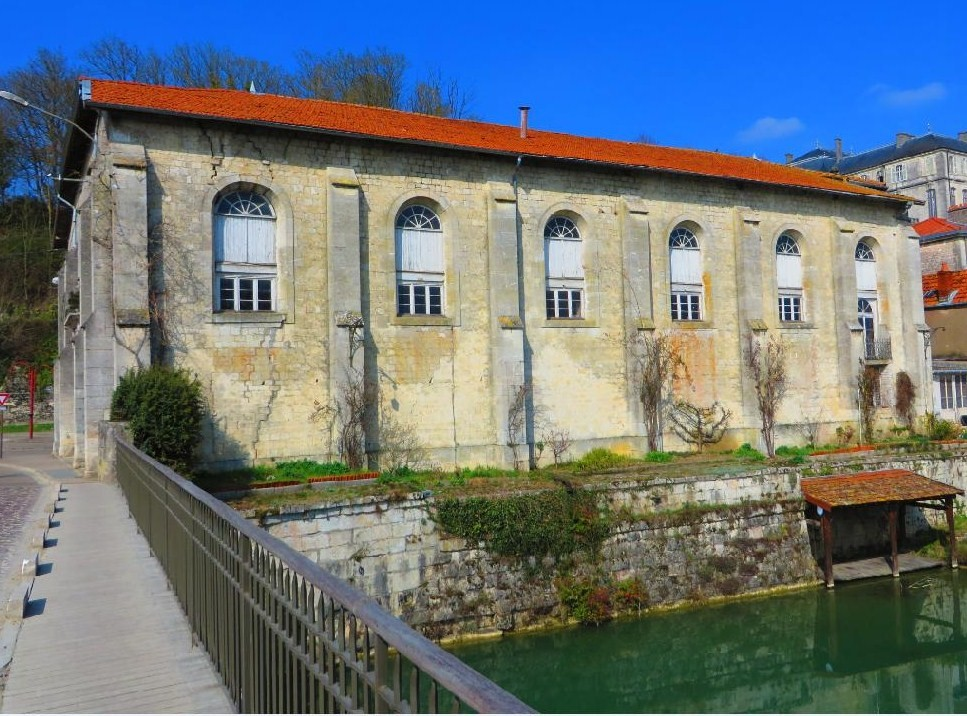
Ancienne Église Saint-Amand.
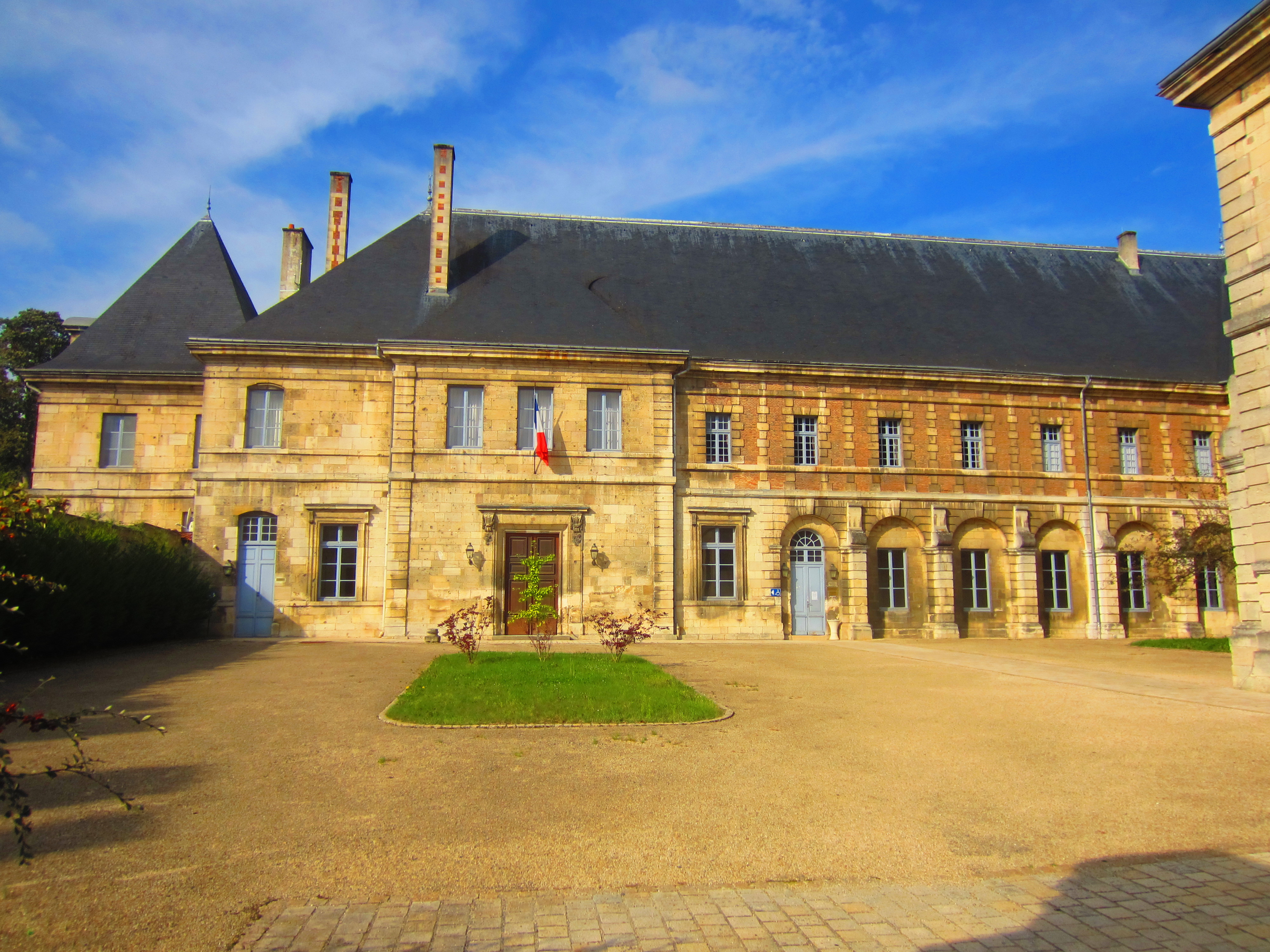
Abbaye Saint-Paul de Verdun.
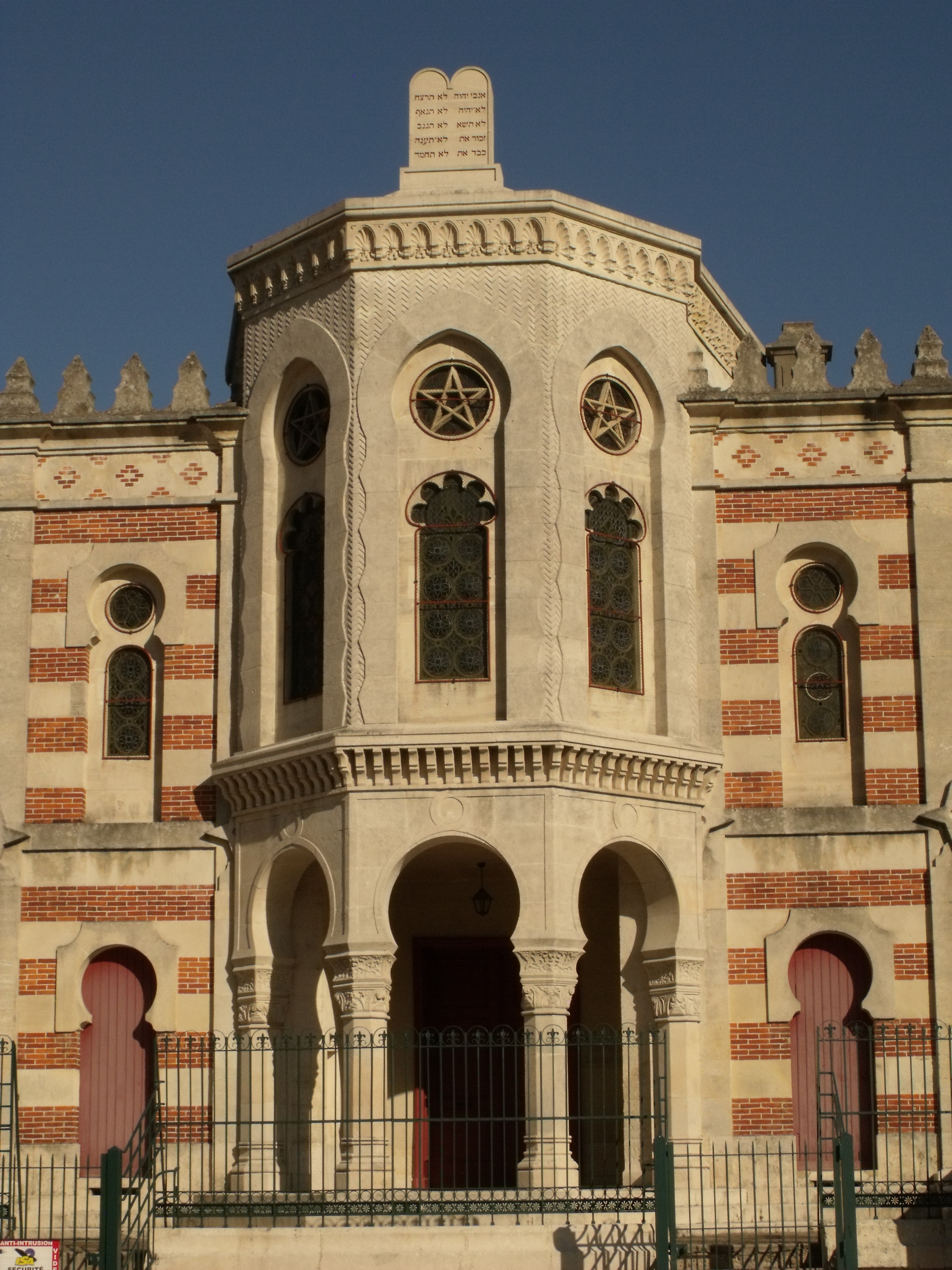
Synagogue de Verdun.

#### Patrimoine civil
- Hôtel de ville

L'hôtel de ville est un ancien hôtel particulier construit en 1623 pour Nicolas Japin, commissaire des poudres de l'État. L'édifice est acheté par la ville le 18 novembre 1737 pour une somme de 18 000 livres. Un incendie ravage le bâtiment le 12 septembre 1894 et il est restauré en 1898. De style Louis XIII, il est composé d'un corps principal surmonté d'un campanile et de deux ailes,,. L'hôtel est classé aux monuments historiques depuis le 12 juillet 1886.
- Hôtel de la Princerie

L'hôtel de la Princerie est un hôtel particulier édifié en 1525 par les frères Musson, riches chanoines du chapitre de la cathédrale. Le bâtiment tire son nom de son emplacement sur l'ancienne demeure du princier ou primicier, le plus haut dignitaire du diocèse après l'évêque. Depuis 1932, il accueille le musée de la Princerie,,. L'hôtel est classé aux monuments historiques depuis le 3 février 1921.
- Théâtre de Verdun

Le théâtre de Verdun est édifié par l'architecte Paul Chénevier à l'emplacement d'une ancienne halle au blé détruit lors du siège de 1870. Il est inauguré le 4 novembre 1893 par Raymond Poincaré, alors ministre des beaux arts. La façade compte des colonnes corinthiennes et des balcons. L'intérieur est un théâtre à l'italienne sur 5 niveaux, composé de décors néo-baroques en stucs dorés, d'une coupole illustrée d'une fresque portant un grand lustre de cristal, le tout faisant penser à une copie réduite de l'Opéra Garnier,. L'édifice fait l'objet d'une inscription au titre des monuments historiques depuis 2018.
- Autres bâtiments

Verdun compte de nombreux autres bâtiments remarquables comme des hôtels particuliers : l'hôtel du gouverneur (XVIIIe siècle), l'hôtel de la cloche d'or (1768), l'hôtel Vauban (XIXe siècle), l'hôtel des sociétés (1920), l'hôtel des postes (1929), l'hostellerie Le Coq Hardi (1833) ; mais aussi les bains douches (XIXe siècle), le marché couvert (1853), le collège Buvignier (1888), la maison Les Tourelles (1896), la banque de France (1906), ou encore la gare de Verdun, construite en 1870 selon les plans de Gustave Eiffel. Plusieurs immeubles sont inscrits aux monuments historiques,,, comme la crypte Saint-Maur.

#### Patrimoine militaire
- Champs de bataille

Depuis 2011, les champs de bataille et les lieux de mémoire de la Première Guerre mondiale autour de Verdun font partie d'un projet de classement au patrimoine mondial de l'UNESCO. Ce projet rassemble les « Sites funéraires et mémoriels de la Première Guerre mondiale (Front Ouest) » en France et en Belgique, s'étendant de la mer du Nord à la frontière franco-suisse. En avril 2014, il est inscrit sur la liste indicative française, en attente de son entrée au patrimoine mondial,.
- Citadelle souterraine

La citadelle souterraine de Verdun est un ensemble de galeries creusées de 1886 à 1893 par les ingénieurs militaires sous la citadelle de Verdun, qui elle a été construite de 1624 à 1635. En 1914, les galeries cumulaient une longueur de près de 4 km, et à la fin de la guerre, elles s'étendaient sur 7 km. La citadelle souterraine accueillait 2 000 hommes et servait de refuge, de poste de commandement et de base logistique. Elle se composait de 6 magasins à poudre, 7 magasins de munitions, une boulangerie, un moulin, un central téléphonique et télégraphique, des machines élévatrices d'eau pour la ville et les forts, des cuisines et de vastes magasins. Elle était au centre de la place fortifiée de Verdun. C'est dans la citadelle que le 10 novembre 1920 eut lieu la désignation du Soldat inconnu qui repose sous l'Arc de triomphe à Paris,. La citadelle (non souterraine) est inscrite aux monuments historiques depuis le 24 octobre 1929. En 2014, la citadelle souterraine a accueilli 136 651 visiteurs.
- Mess des Officiers

Le Mess des Officiers est un mess militaire construit sur pilotis entre 1891 et 1893, dans le style classique des bâtiments publics, avec une toiture à la Mansart. L'imposant édifice est offert aux autorités militaires par les entrepreneurs chargés de la construction des nouvelles fortifications selon le système Séré de Rivières,. La ville a compté de nombreuses casernes, telles que celles de Glorieux, Maginot, Niel ou Beaurepaire, aujourd'hui détruites ou reconverties.
- Pont-écluse Saint-Amand

Le pont-écluse Saint-Amand est un système défensif conçu par Vauban et construit par Perrault de 1680 à 1685. Il faisait partie d'un ensemble de trois ponts-écluses, avec ceux de Saint-Airy et de Saint-Nicolas aujourd'hui disparus, qui permettait d'inonder le secteur en amont de Verdun sur 14 km sous une profondeur de 2 à 2,5 m d'eau. Il fallait alors six jours pour réussir une inondation complète, rendant toute attaque impossible par le sud. Il est réputé comme étant le seul en France à posséder encore son bâtiment de manœuvre avec tout son mécanisme,,,. Le pont-écluse est classé aux monuments historiques depuis le 13 décembre 1978.
- Enceinte fortifiée du XIVe siècle

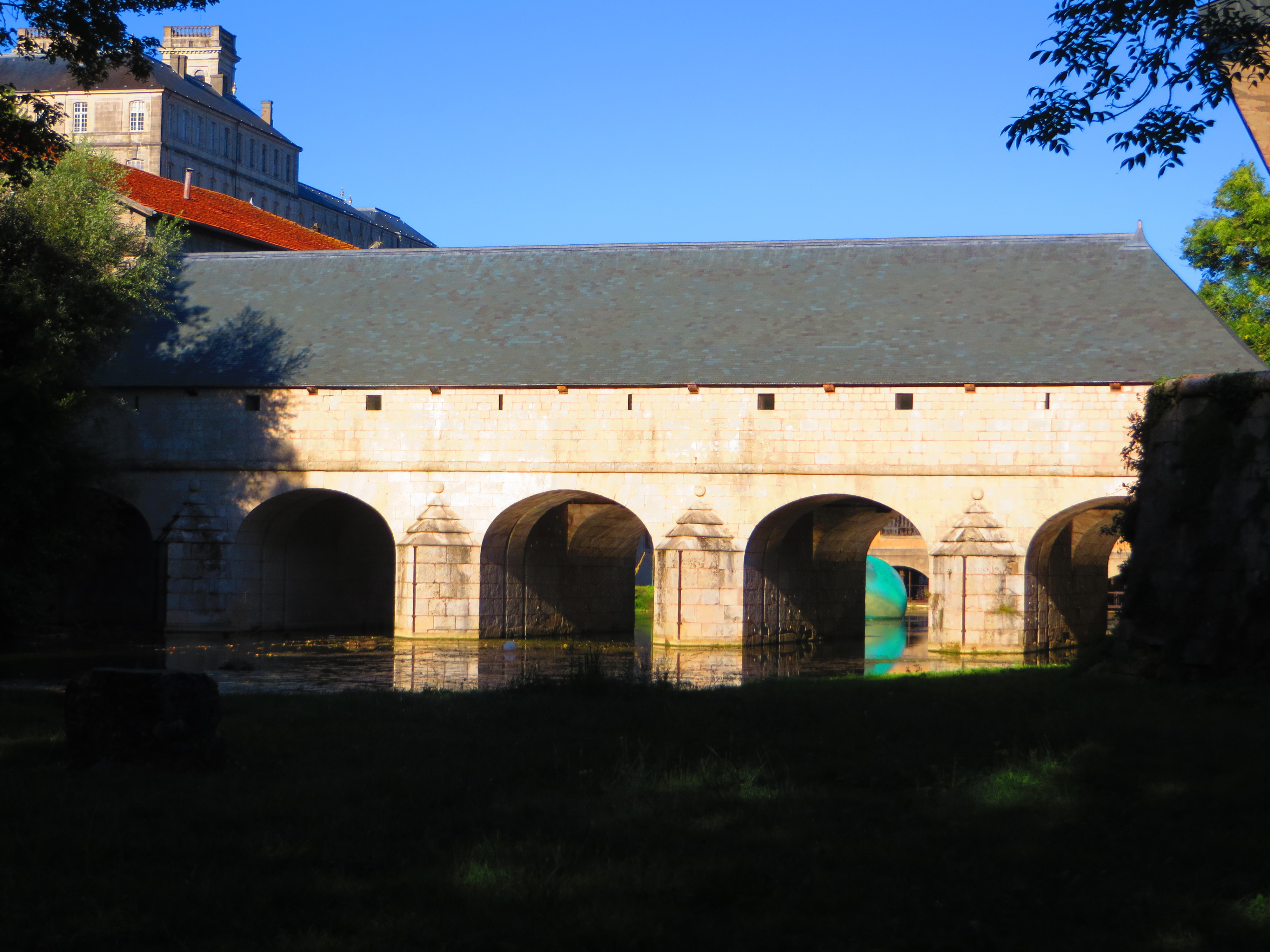
Pont-écluse Saint-Amand.

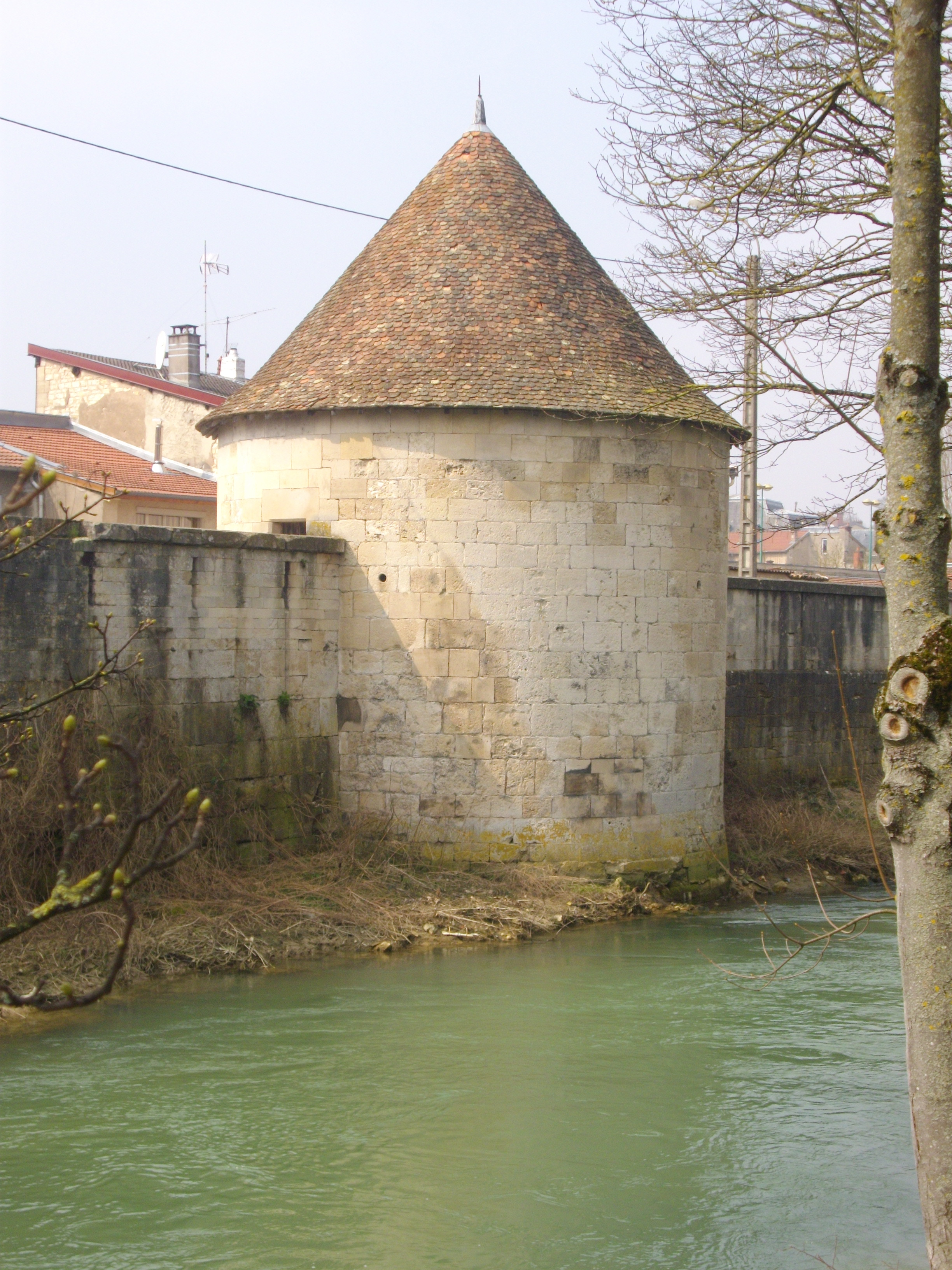
Tour de l'Islot sur le « Grand Rempart » au bord du canal du Puty.

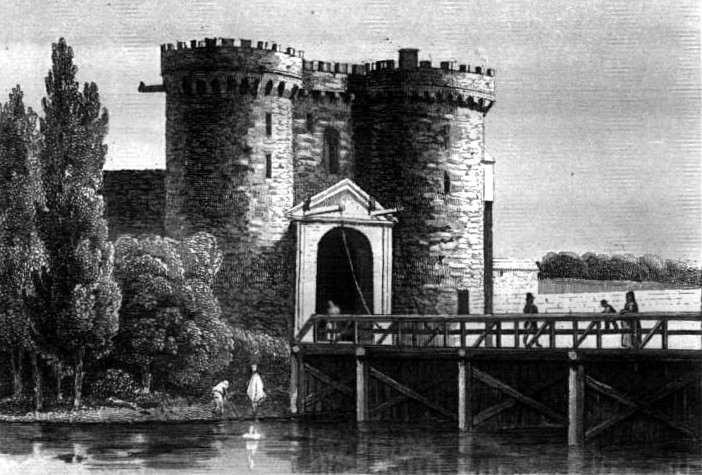
La Porte Chaussée vers 1838.

La ville conserve des traces du « Grand Rempart », une enceinte fortifiée du XIVe siècle qui entourait la ville :
- La porte Chaussée (ou Tour Chaussée) est construite en 1380 grâce à la générosité du notable Jean Wautrec. Elle est alors l'une des trois portes monumentales du rempart. Elle se compose de deux tours jumelles rondes hautes de 20 m couronnées de créneaux et de mâchicoulis et rejointes par un portique. En 1690, lors des travaux de fortifications de Vauban, la porte ogivale est remplacée par un portail en plein cintre surmonté d'un fronton toscan. À la même époque, la tour sud qui s'est effondrée est reconstruite à l'identique. En 1755, la tour est cédée à l'État qui en fait une prison militaire jusqu'en 1860. Finalement, la ville rachète l'édifice en 1889. La porte tire son nom d'une route établie au XIIe siècle par une riche famille de Verdun[208],[M 37],[GM 9],[JLF 11]. Elle est classée aux monuments historiques depuis le 21 mars 1881[MH 19].
- La tour de l'Islot est une tour circulaire de flanquement située le long du chemin de ronde du rempart. Construit au XIVe siècle, ce dernier est percé de meurtrières et longe le cours d'eau appelé Moson ou canal du Puty[GM 15],[JLF 15]. La tour est classée aux monuments historiques depuis le 26 décembre 1930[MH 20].
- La tour du Champ est une tour en fer à cheval datant du XIVe siècle et située sur la partie Est du rempart. En 1577, elle est transformée en un magasin de poudres et de salpêtre. En 1792, elle perd deux de ses trois étages. Sur la façade se trouvent les traces d'un portail voûté d'ogives gothiques et d'une fenêtre en ogive trilobée[GM 15],[JLF 15]. La tour est classée aux monuments historiques depuis le 24 juillet 1937[MH 21].
- La tour des Plaids (ou Plaidoiresse) est une tour d'angle en fer à cheval construite vers 1380. Elle est ouverte à la gorge, c'est-à-dire vers l'intérieur, afin d'empêcher l'ennemi de s'y retrancher s'il s'en emparait. Elle tire son nom du fait que s'y tenaient les plaids ou audiences de Sainte-Croix[GM 15],[JLF 15]. La tour est inscrite aux monuments historiques depuis le 4 mai 2022[MH 22].

- Vestiges de fortifications

Il y a également d'autres vestiges de fortifications :
- La porte Châtel (ou Porte Noire ou Porte Champenoise) est la dernière des trois portes de la fortification « La Fermeté » qui ceinturait la ville haute au Moyen Âge. Édifiée au XIIe siècle, elle est complétée par des mâchicoulis aux XIVe et XVe siècles. Après la Première Guerre mondiale, la porte est dégagée pour permettre le passage de véhicules[GM 8],[JLF 16]. La porte est inscrite aux monuments historiques depuis le 24 janvier 1927[MH 23].
- La porte Saint-Victor est érigée à la fin du XVIIe siècle à l'emplacement d'une première porte construite vers 1380 et détruite en 1685. Elle se compose de deux piliers rectangulaires coiffés de frontons cintrés, avec des escaliers permettant d'accéder aux courtines. Le corps de garde abritait autrefois un poste de police[GM 10],[JLF 17]. La porte est inscrite aux monuments historiques depuis le 24 octobre 1929[MH 24].
- La porte Saint-Paul est construite en 1877 dans l'enceinte bastionnée conçue par Vauban pour permettre au chemin de fer d'accéder à la gare de Verdun[JLF 18].

### Lieux de mémoire de la Grande Guerre
La ville compte plusieurs monuments commémoratifs des conflits, notamment de la Première Guerre mondiale et de la bataille de Verdun :

#### Monument «à la Victoire et aux soldats de Verdun»
Situé en plein centre-ville, est inauguré en 1929. Il est construit par l'architecte Léon Chesnay à l'emplacement de la collégiale de la Magdeleine du XIe siècle en ruine, et prend appui sur les anciens remparts du castrum romain dégagés par les bombardements de 1916. Au sommet de la tour de 30 m de haut, se dresse la statue d'un guerrier appuyé sur son épée et regardant vers l'Est, sculptée par Jean Boucher. La tour est encadrée par deux canons russes pris par les Allemands puis repris par les Français. Les 73 marches de l'escalier mènent à une crypte qui abrite les registres des soldats ayant reçu la médaille de Verdun. Chaque année au 1er novembre, la flamme de la tombe du Soldat inconnu qui brûle sous l'Arc de triomphe à Paris est acheminée jusqu'à la crypte du monument à Verdun. Elle y brule jusqu'au 11 novembre, date de l'armistice de 1918, où elle regagne Paris,,. Le monument est inscrit aux monuments historiques depuis le 30 octobre 1989.

#### Monument «aux enfants de Verdun morts pour la France»
Situé face à la Porte Chaussée, le monument aux morts de Verdun est inauguré le 1er novembre 1928. Il est construit par l'architecte Forest et le sculpteur Grange. Il figure cinq soldats représentant les différentes armes : un fantassin, un sapeur du Génie, un artilleur, un cavalier et un territorial. Ces derniers forment un mur de soldats contre lequel l'armée allemande se heurte, illustrant la devise des soldats de Verdun : « on ne passe pas ». Les noms des 510 verdunois morts pendant la Première Guerre mondiale sont inscrits sur le monument. Les noms des verdunois morts lors des conflits postérieurs ont été rajoutés,.

#### Monument de la Hollande amie
Il fut offert par la Hollande à la ville de Verdun en 1920. Il figure un agrandissement au quadruple par Henri Lebossé d'un bronze d'Auguste Rodin, L'Appel aux armes ou La Défense. L'œuvre originale avait été un projet réalisé par l'artiste en 1879 en réponse à l'appel de l'État pour un Monument à la défense de Paris commémorant le siège de Paris et destiné au rond-point de Courbevoie. Il représente un soldat blessé nu soutenu par un génie ailé à l'expression furieuse, les bras tendus à l'horizontale et les poings fermés,,.

#### Monument de la Voie Sacrée et de la Voie de la Liberté
Datant de 1947, est situé devant la gare de Verdun, au croisement de deux routes historiques : la Voie sacrée et la Voie de la Liberté. La Voie Sacrée est la route stratégique reliant Verdun à Bar-le-Duc qui acheminait les hommes et le matériel sur le front de la bataille de Verdun en 1916. La Voie de la Liberté est la route qu'a empruntée l'armée américaine en 1944 de la Normandie à l'Alsace pour libérer la France. Le monument représente un mur surmonté de la tête de Marianne hurlant, encadré par deux bornes typiques des deux voies.
Plusieurs nécropoles nationales ont été créées sur la commune après la bataille de Verdun de 1916 :

#### Nécropole nationale de Bevaux
Elle abrite 3 592 tombes de soldats français, 3 107 morts lors de la Première Guerre mondiale et 485 lors de la Seconde, sur une surface de 23 269 m2. Créé en 1916 pour recueillir les corps des soldats tombés lors de la bataille de Verdun, le cimetière devait à terme être déplacé à l'ossuaire de Douaumont, mais en 1924 le cimetière est maintenu. En 1962, 569 corps sont ramenés du cimetière des Petits Monthairons, et en 1967 la nécropole est réaménagée pour rassembler d'autres corps de soldats tombés dans le secteur de Verdun.

#### Nécropole nationale du Faubourg-Pavé
Elle abrite 5 722 tombes de soldats sur une surface de 19 522 m2. Il y a 5 095 Français, 14 Russes, 1 Roumain et 1 Belge morts lors de la Première Guerre Mondiale, et 602 Français, 7 Britanniques, 1 Polonais et 1 Belge morts lors de la Seconde. Le cimetière est créé en 1914, et de 1916 à 1926, il accueille de nombreux corps exhumés des cimetières environnant et des champs de bataille. En 1961, des corps de soldats de 1939-1945 y sont transférés après avoir été exhumés dans tout le département, et en 1965, la nécropole est en réfection totale. À l'entrée du cimetière, se trouve un monument dédié « aux victimes de la barbarie allemande 1914-1918, 1939-1945 ». La nécropole abrite également le « carré des 7 Inconnus », où reposent les 7 soldats qui n'ont pas été choisis le 10 novembre 1920 lors d'une cérémonie à Verdun pour devenir le Soldat inconnu sous l'Arc de triomphe à Paris,.

#### Nécropole nationale de Glorieux
Elle abrite 4 246 tombes de soldats de la Grande Guerre, 4 244 Français et 2 Britanniques, sur une surface de 20 579 m2. Le cimetière militaire est créé en 1916, il recueille des corps exhumés à plusieurs endroits en 1919, 1920 et 1924. En 1983, les corps du cimetière militaire désaffecté de Froméréville y sont transférés.

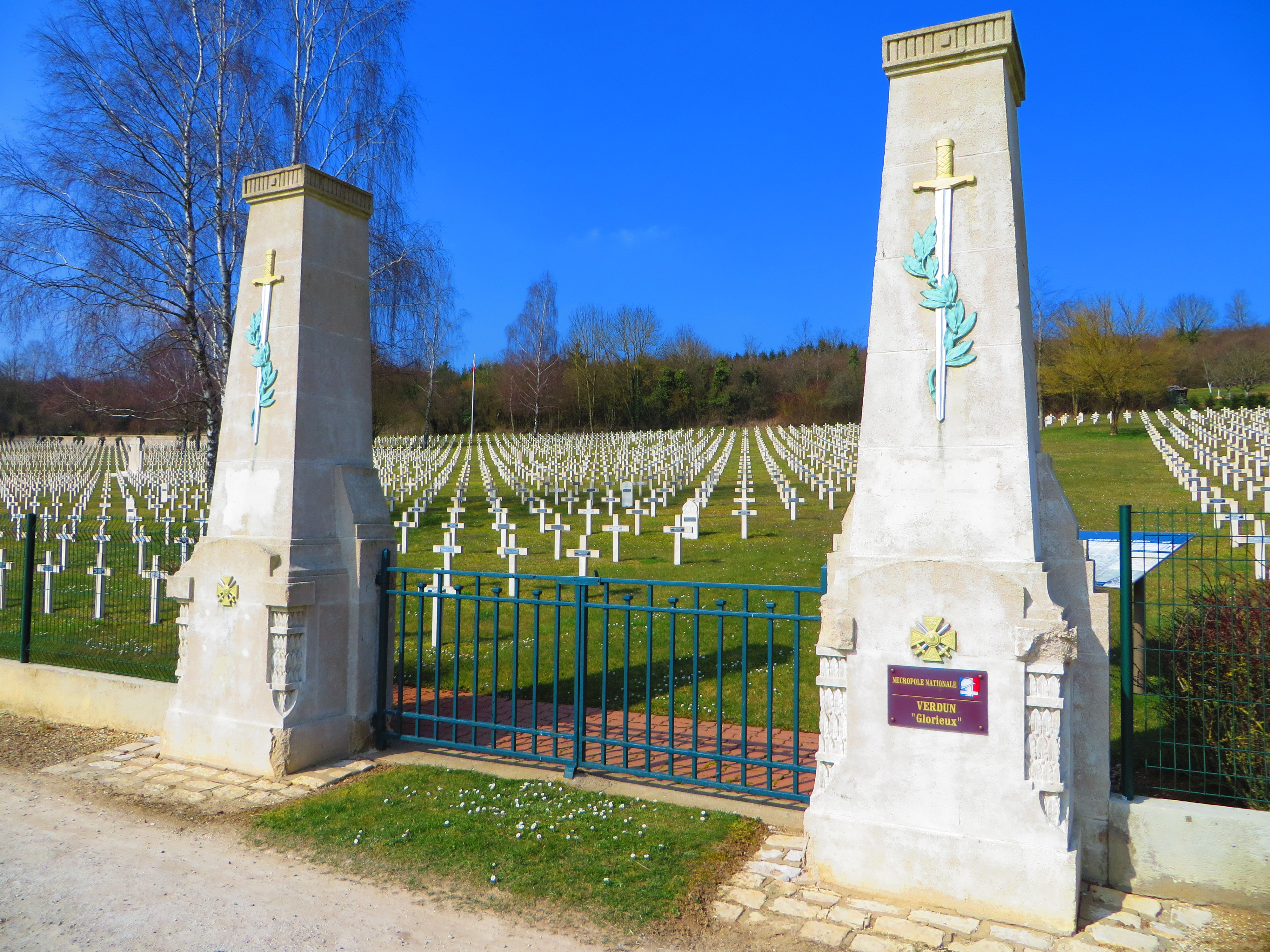
Entrée de la nécropole nationale de Glorieux.
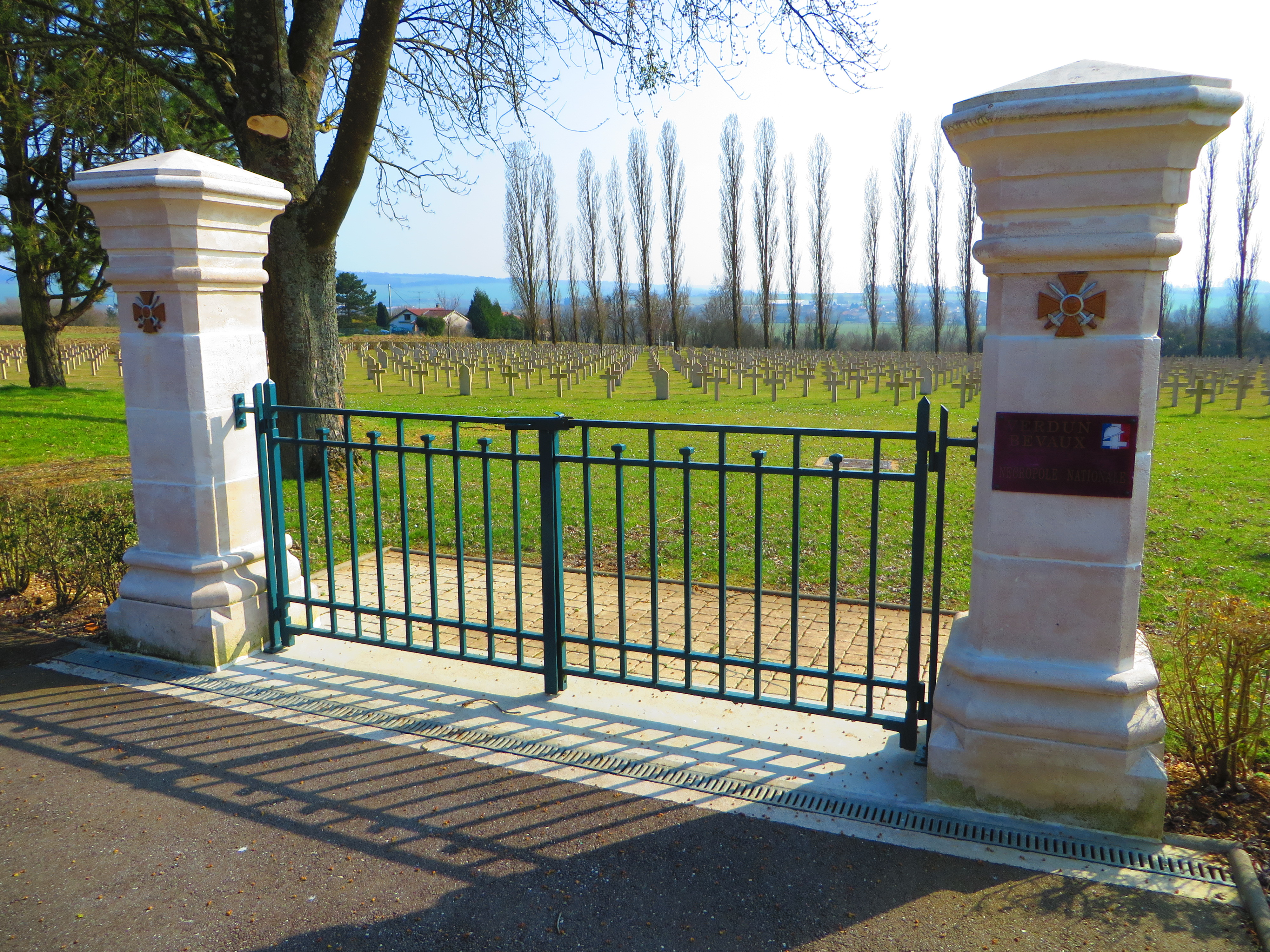
Entrée de la nécropole nationale de Bevaux.
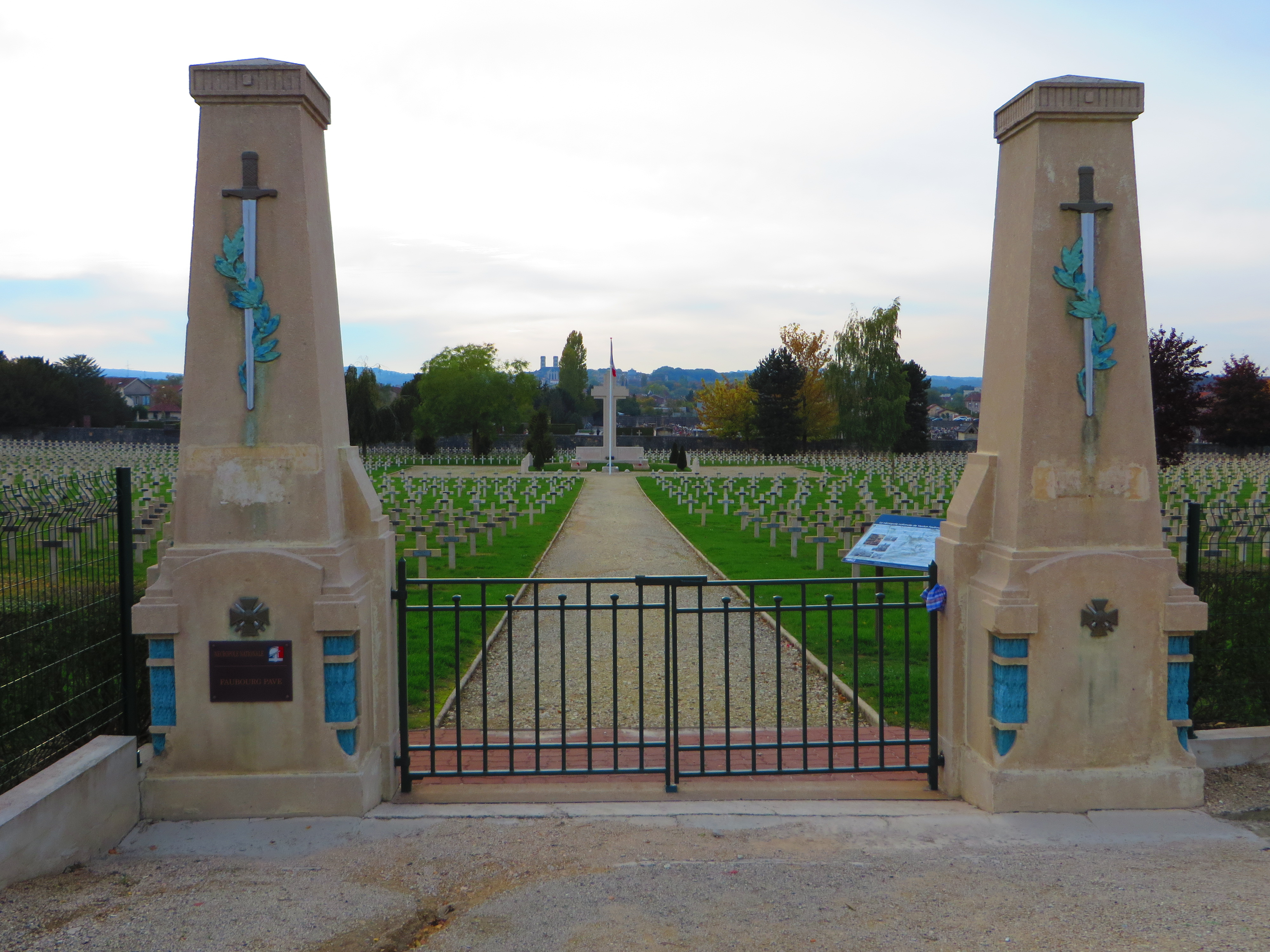
Entrée de la nécropole nationale du Faubourg Pavé.

### Monument en honneur aux femmes du monde rural «Honneur et agriculture»

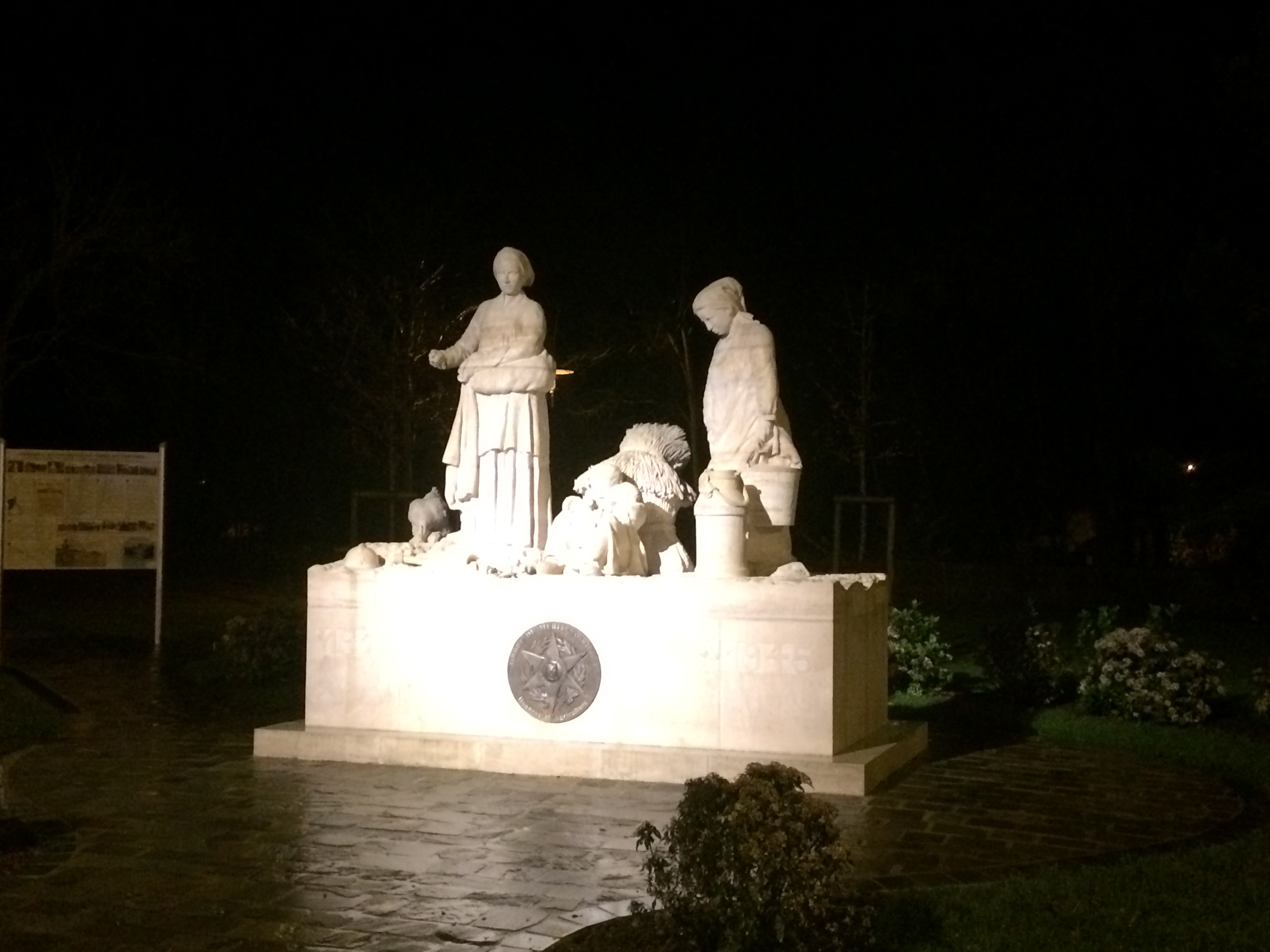
Monument en honneur des femmes du monde rural.

Erigé le 19 juin 2016, ce monument a pour but de rendre hommage aux femmes du monde rural. Réalisé en pierre Lorraine de Savonnières-en-Perthois et de Jaumont, l’œuvre se compose d’une sculpture réalisée par Denis Mellinger et d’un soubassement qui contient le médaillon « Ordre du Mérite Agricole ».

### Patrimoine naturel

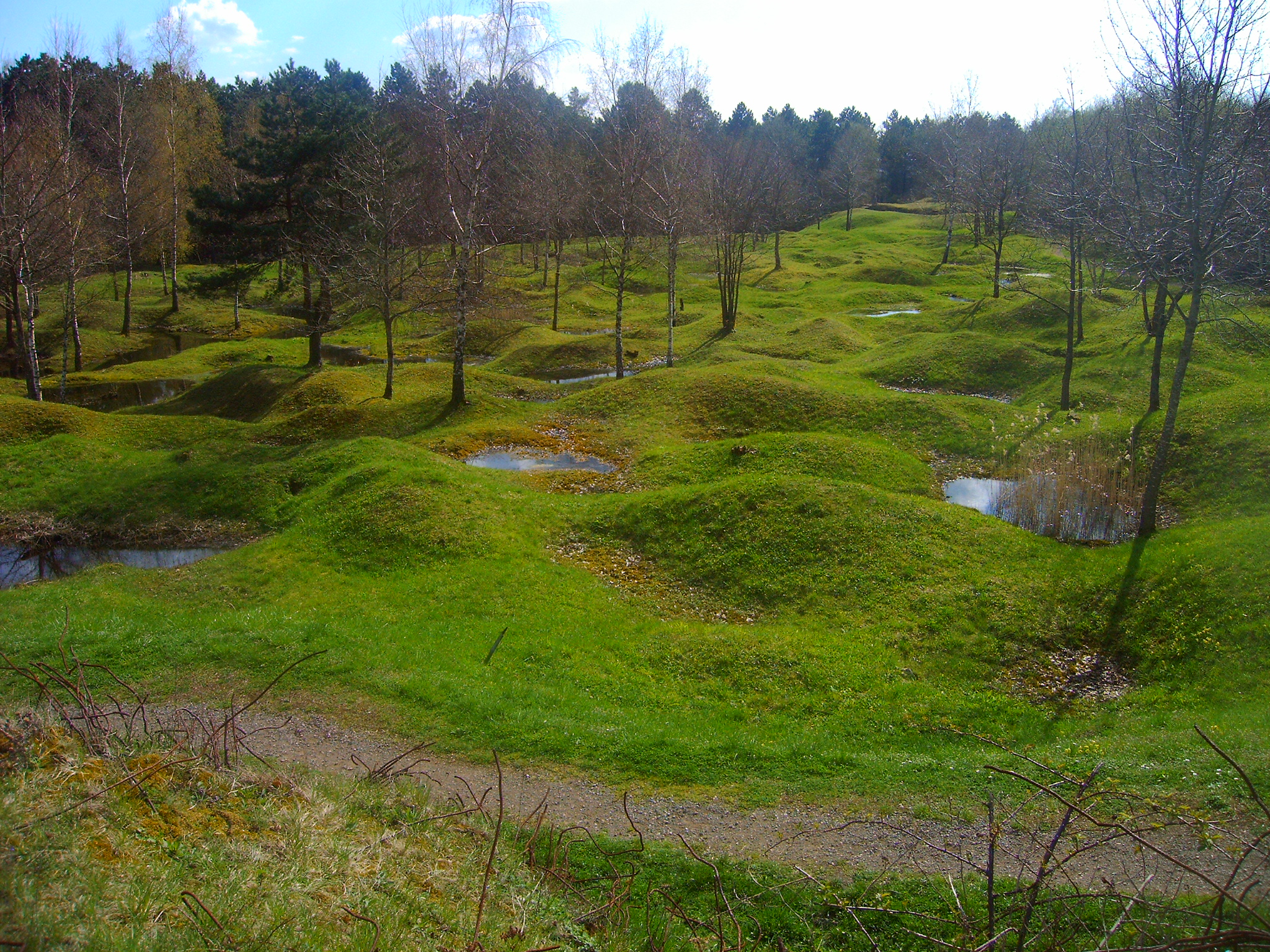
Partie de la forêt domaniale de Verdun.

Le parc municipal Japiot est dessiné par le paysagiste nancéien Picoré à l'emplacement d'un terrain marécageux, tandis que l'architecte Chenevier y construit un pavillon dans le style des demeures de la Belle Époque. L'ensemble est inauguré en 1909 et porte le nom de Ferdinand Japiot, président de la Société d'horticulture de la Meuse. Le parc privé est cédé à la ville le 11 juillet 1962,.
À proximité de la ville se trouve la forêt domaniale de Verdun d'une superficie de près de 10 000 hectares. Créée au lendemain de la Première Guerre mondiale, cette forêt de guerre s'étend sur les anciens champs de bataille afin de conserver les vestiges des combats et la mémoire des combattants. De 1923 à 1931, 36 millions d’arbres sont plantés, majoritairement des résineux. Le 20 juin 2014, elle reçoit le label « Forêt d'exception » de l'Office national des forêts (ONF),.
Deux zones naturelles d'intérêt écologique, faunistique et floristique (ZNIEFF) s'étendent sur une partie du territoire communal. La première, de type II, est une zone d'une superficie de 17 684 hectares, classée zone rouge après la guerre. Elle s'étend sur 19 communes, dont la partie Est de Verdun. La seconde zone, de type I, est un ensemble de sept pelouses calcaires dont l'une est sur le territoire de Verdun : le Fond de Tavannes.

### Patrimoine et équipements culturels

#### Équipements culturels
- Verdun dispose d'un théâtre à l'italienne de 430 places inauguré le 4 novembre 1893, et dont la programmation artistique est confiée à l'association Transversales[M 35].
- L'ancienne chapelle Saint-Nicolas sert d'espace d'exposition aux artistes amateurs et professionnels, avec une superficie de 375,97 m2[M 39].C
- La salle René-Cassin de 2 100 m2 peut accueillir de plus grands évènements[222].
- Le conservatoire du Grand Verdun permet aux élèves, enfants ou adultes, d'apprendre à jouer d'un instrument de musique, et à pratiquer le chant ou la danse[M 40].
- La bibliothèque/discothèque propose plus de 15 000 documents (livres, BD, revues, films)[223] et 16 000 CD[224]. La bibliothèque possède également un fonds ancien et un fonds 14-18[225].
- La commune voisine d'Haudainville compte depuis 2003 un espace culturel intercommunal accueillant une bibliothèque, un club des ainés et des ateliers de peinture, de théâtre et d'informatique[M 41].
- Le musée de la Princerie est installé depuis 1932 dans l'hôtel de la Princerie . Les collections ont été constituées à partir de 1822 par la Société philomathique de Verdun avec à l'origine des animaux naturalisés et des minéraux. Elles se sont enrichies d'antiquités, de sculptures, de tableaux... et couvre aujourd'hui une période allant de la Préhistoire jusqu'au début du XXe siècle[201].
- Le Mémorial de Verdun est un musée sur la bataille de Verdun de 1916 situé dans la commune voisine de Fleury-devant-Douaumont[226]. En 2013, le mémorial a accueilli 73 020 visiteurs[186].
- Le centre mondial de la Paix, des Libertés et des Droits de l'Homme est un lieu d'exposition, de rencontre et de réflexion sur les thème de la paix, des libertés et des droits de l'homme. Une association est créée en 1990 et le centre est installé dans l'ancien palais épiscopal de Verdun en 1994[192],[227]. En 2014, le centre a accueilli 43 001 visiteurs[186].
- Le cinéma Le Caroussel, qui a remplacé Le Majestic à l'automne 2015, est le seul complexe cinématographique de Verdun et ses environs. Situé dans l'ancien manège à chevaux du quartier d'Anthouard, il compte huit salles de projection d'une capacité totale de 1 184 places, et peut diffuser des films en 3D, en 4K et en Dolby Atmos. Il retransmet également des opéras et des ballets en direct des plus belles scènes françaises et internationales[228],[229],[230].

#### Événements culturels
Le festival Musiques et Terrasses est un festival de musique organisé chaque été depuis 1995, généralement de juin à août, sur le quai de Londres au bord de la Meuse. Durant la période du festival, des concerts gratuits sont donnés tous les samedis et/ou dimanches soir. La scène accueille de nombreux artistes locaux et internationaux aux styles musicaux variés,, tels que Noa, Salif Keïta, Louis Bertignac, Shaka Ponk, Twin Twin ou Les Wampas....
Des flammes à la lumière est un spectacle son et lumière qui se déroule chaque été, de juin à juillet, dans les carrières d'Haudainville, à l'entrée sud-est de Verdun. Le spectacle, organisé par 550 bénévoles de l'association Connaissance de la Meuse, retrace le déroulement de la Grande Guerre et plus particulièrement de la bataille de Verdun de 1916. C'est l'un des plus grands sons et lumières d'Europe,,. En 2015, le spectacle a attiré 22 200 spectateurs.
De plus, chaque année, la ville organise des manifestations diverses, comme la fête de Saint-Nicolas et son défilé.

#### Verdun dans les arts
Verdun apparaît dans de nombreux documentaires, films, téléfilms, livres, peintures et même jeux vidéo, notamment de par son importance lors de la Première Guerre mondiale avec la bataille de Verdun de 1916.
Verdun est le nom d'un album de Michel Sardou sorti en 1979.
Un chant patriotique, Verdun ! On ne passe pas, a été écrit en 1916-1917 par Eugène Joullot et Jack Cazol sur une musique de René Mercier.

### Gastronomie
La spécialité gastronomique de Verdun est la dragée, créée par un apothicaire de la ville en 1220. Cherchant un moyen de conserver ses amandes, il a l'idée de les enrober de miel et de sucre. La dragée était d'abord vue comme un remède (notamment contre la stérilité) avant de devenir une confiserie. Vue comme un produit de luxe, elle se voit offerte à tous les monarques ou grandes figures européennes passant par Verdun, telles que Napoléon Ier, le Prince de Galles et Charles de Gaulle. Il ne reste plus qu'une seule usine lorraine, située à Verdun, qui fabrique la dragée de façon artisanale et traditionnelle,,.
Verdun se trouve dans l'aire géographique de la production du lait et de la fabrication du fromage de brie de Meaux (AOC et AOP),. En 2015, trois fromageries meusiennes fabriquent 70 % de la production française de brie de Meaux. La commune se trouve également dans les périmètres d'indication géographique protégée (IGP) de la mirabelle de Lorraine et de la bergamote de Nancy.

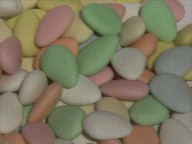
Dragées.
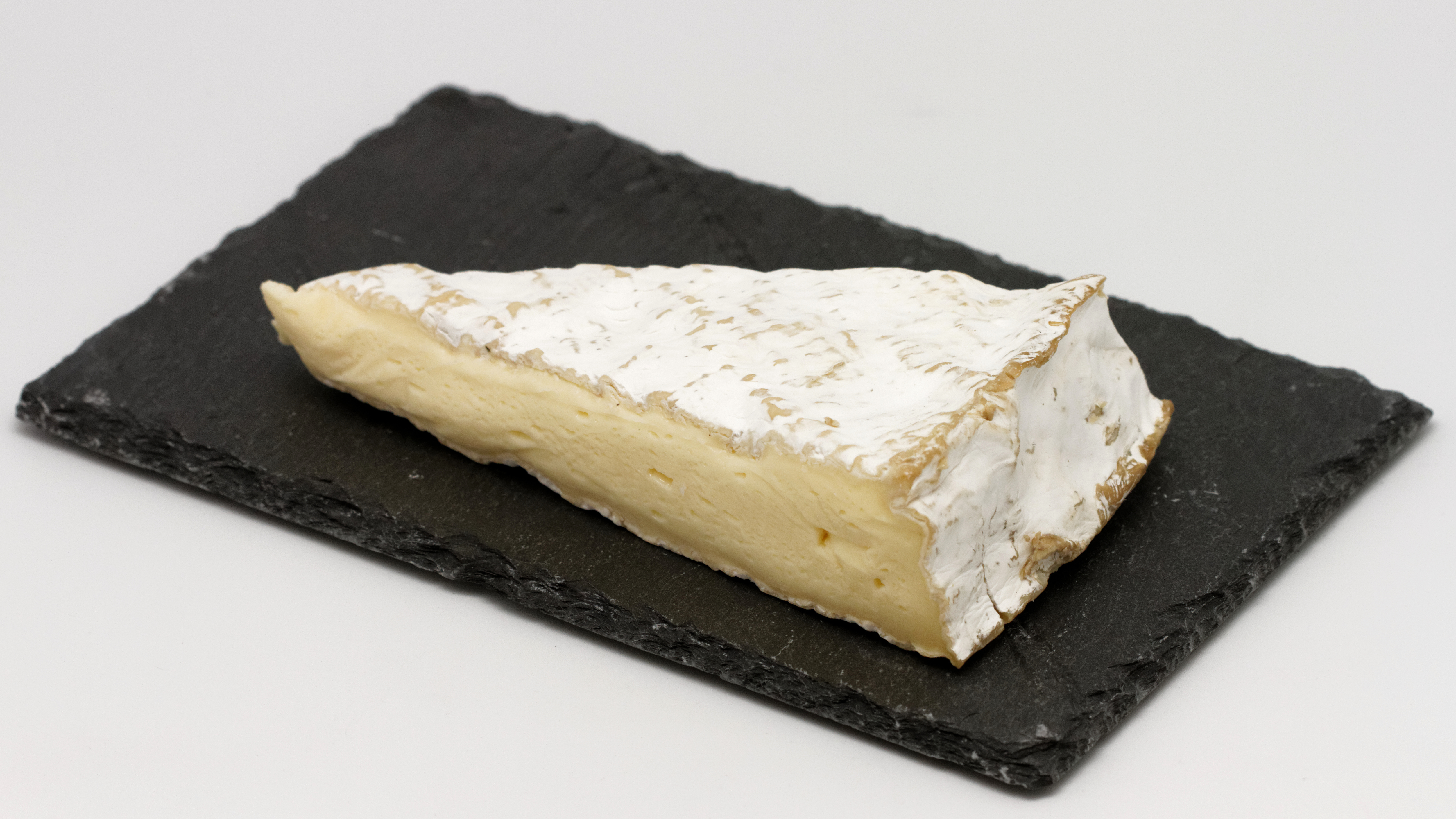
Brie de Meaux.
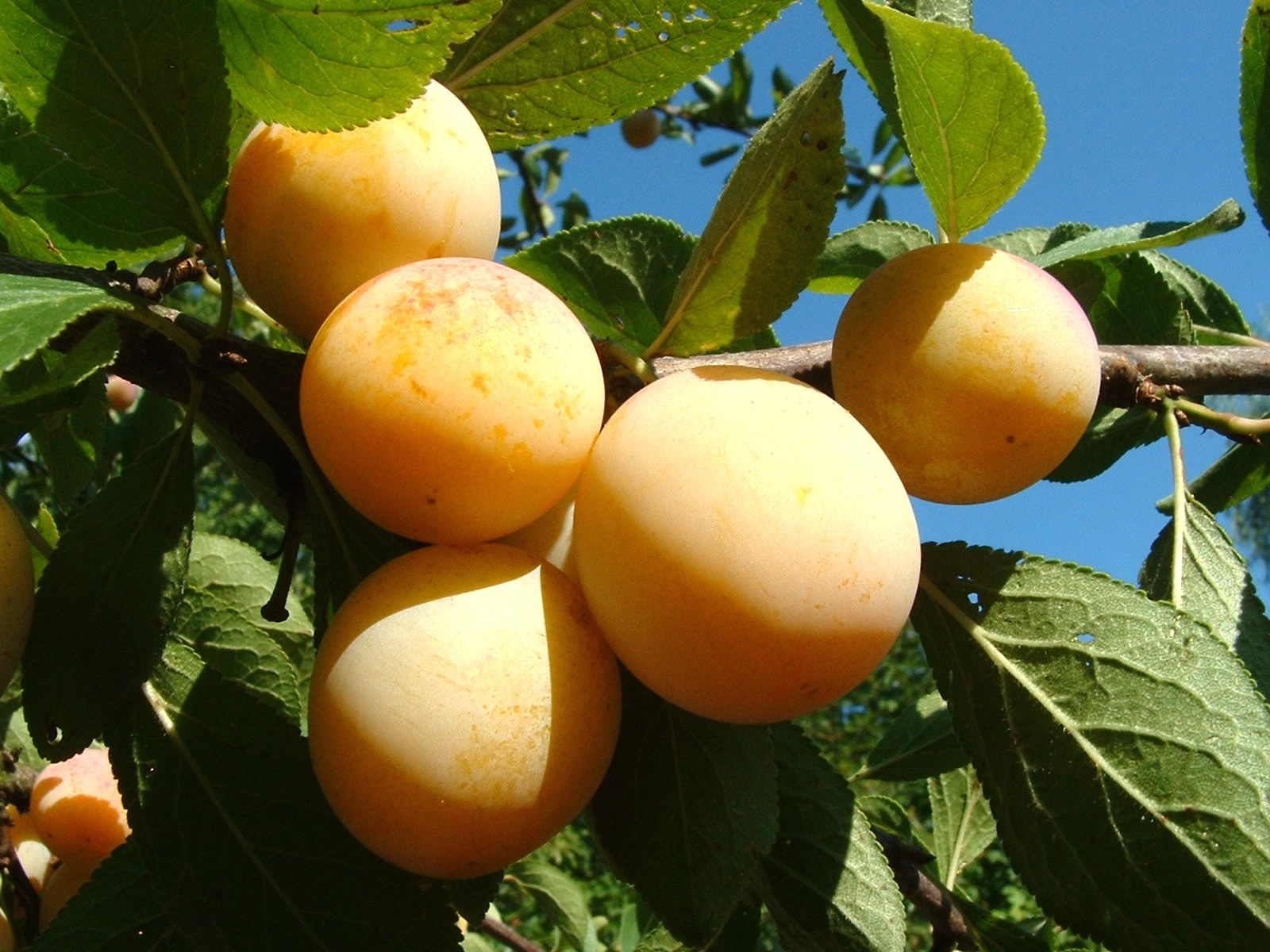
Mirabelles de Lorraine.
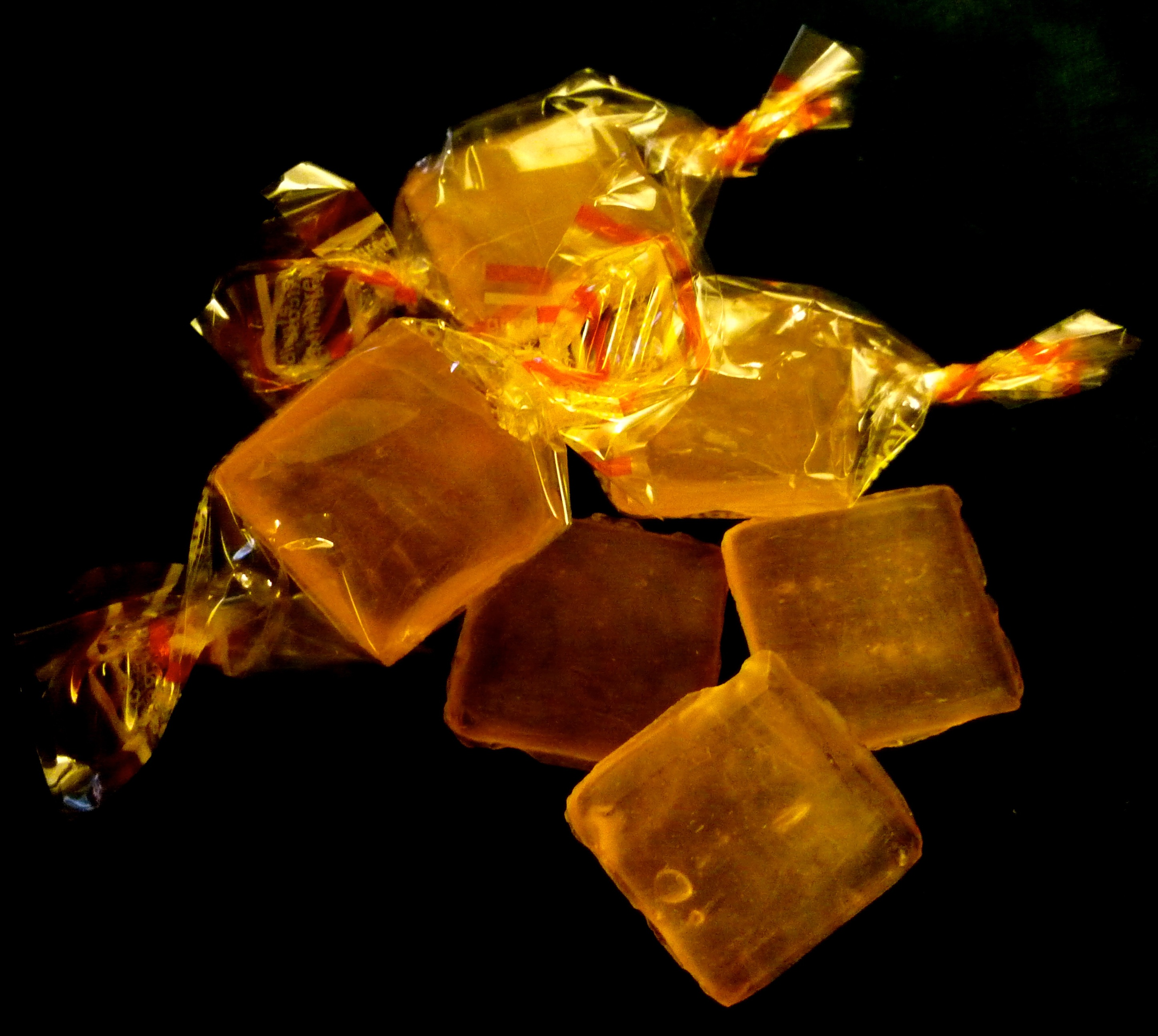
Bergamotes de Nancy.

### Personnalités liées à Verdun
En dehors des comtes de Verdun et des maires de la commune, plusieurs personnalités sont nées, ont vécu ou ont fortement influencé la ville de Verdun.
Sous la Révolution et l'Empire, plusieurs officiers militaires verdunois atteindront l'un des grades de général : Jean-Baptiste Charles Hallot, Antoine Pierre Gallois, Jean Victor Rouyer, Jacques Nicolas Bellavène ou Charles Nicolas d'Anthouard de Vraincourt. D'autres, qui ne sont pas originaires de la commune, y mourront : Claude-Louis de Chartongne, Jean-Pierre Henri et Léonard Lebondidier. L'homme politique Jean-Nicolas Pache devient ministre de la Guerre et maire de Paris.
Le XIXe siècle révèle des artistes : les peintres Louis Hector Leroux et Gustave Pierre, et l'actrice Suzanne Desprès. Plusieurs verdunois deviennent des hommes politiques, tandis que le sportif René Dufaure de Montmirail fonde l'Olympique de Marseille (OM). Avec la présence du diocèse de Verdun, plusieurs évêques de Verdun meurent dans la ville, comme Charles Ginisty.
Au XXe siècle, le général de brigade Henri Adeline officie lors de la Première et Seconde Guerre mondiale, et plus tard, le général d'armée Emmanuel Hublot opère sur différents conflits à l'étranger. Danielle Mitterrand devient l'épouse du président de la République François Mitterrand. Plus récemment, des Verdunois s'illustrent dans les domaines des arts : Isabelle Nanty, qui met à profit sa connaissance de l'accent meusien dans plusieurs de ses films ; ou du sport : l'aviron pour les médaillés olympiques et champions du monde Germain Chardin et Benjamin Rondeau, le football pour les internationaux Hervé Revelli et David Terrier, et le rugby à XV pour Adrien Falières, Benjamin Petre et Louis Acosta. Michael BASTIEN dit Jimmy BALTAIS' Artiste hip-hop (Auteur - compositeur - Interprète) Producteur, réalisateur, Scénariste, défenseur des droits et homme politique français, est né à la maternité de Verdun le 13 juin 1980. Le guitariste Nitcho Reinhardt y est né.

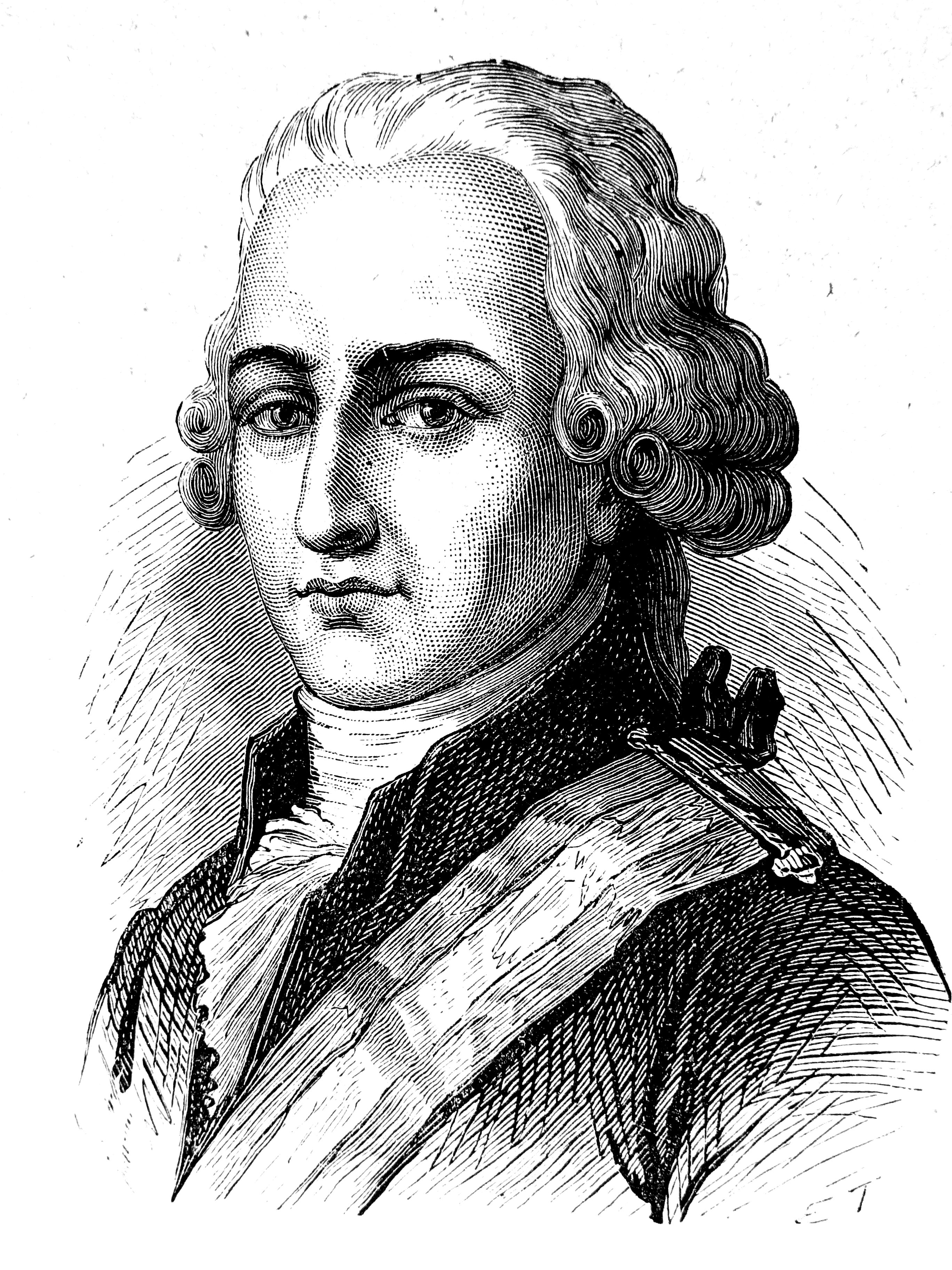
Jean-Nicolas Pache.
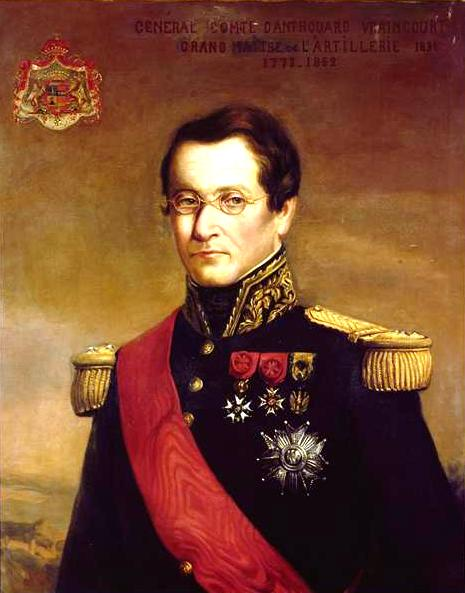
Charles Nicolas d'Anthouard de Vraincourt.
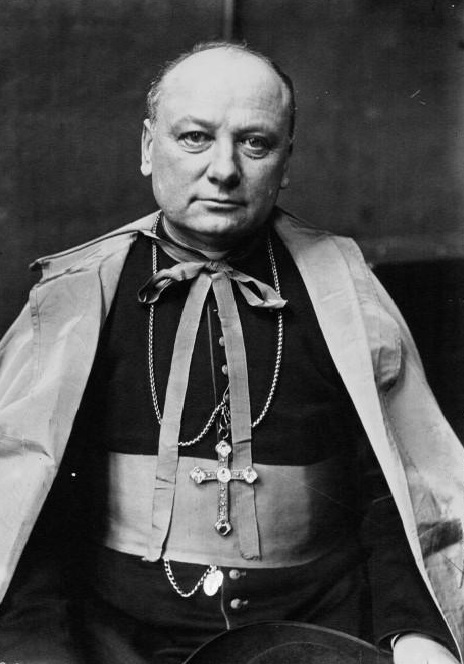
Charles Ginisty.
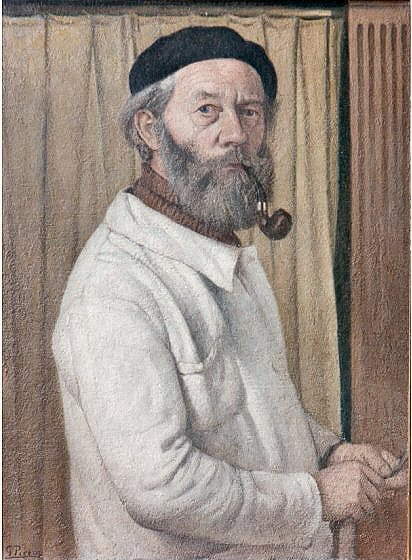
Gustave Pierre.
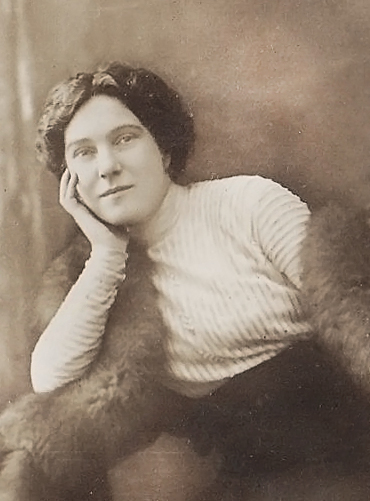
Suzanne Desprès.
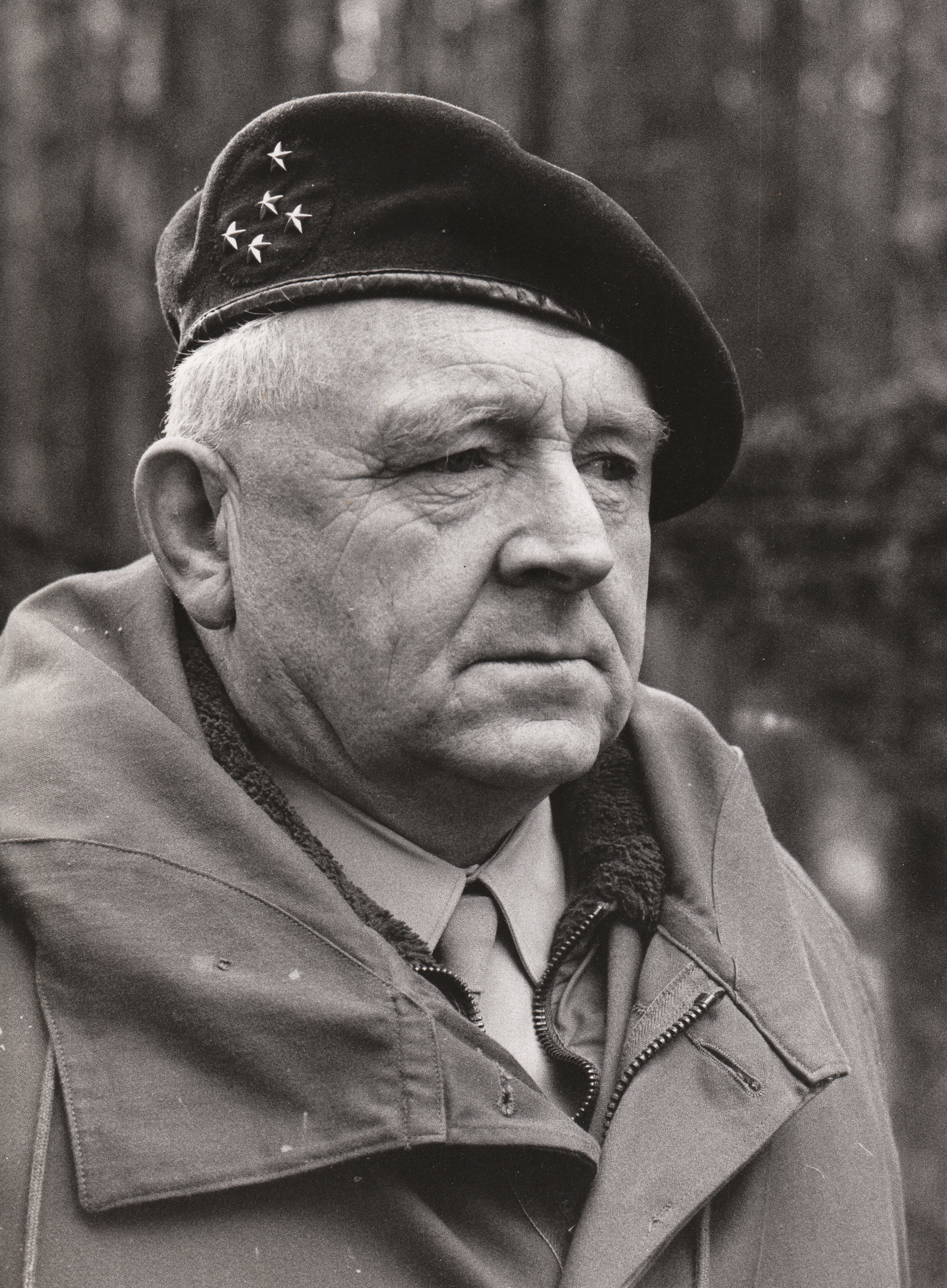
Emmanuel Hublot.
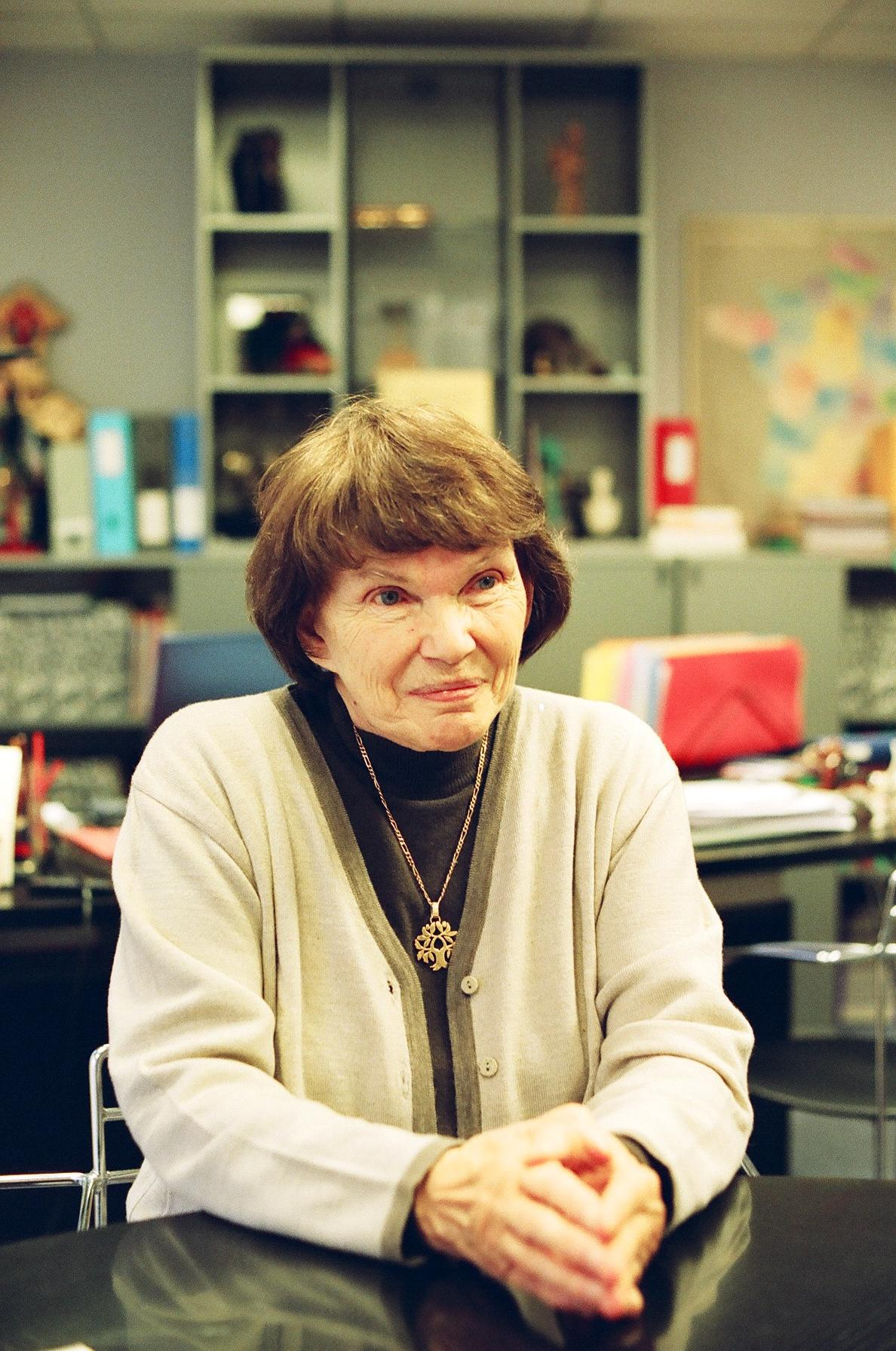
Danielle Mitterrand.
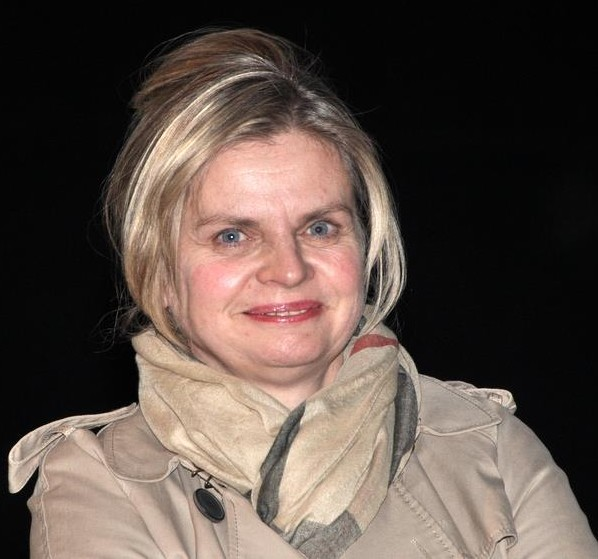
Isabelle Nanty.

### Décorations

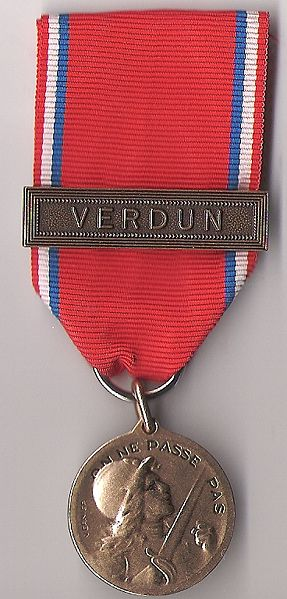
Médaille de Verdun décernée aux soldats de la bataille de Verdun.

Avec 26 médailles, Verdun est la ville la plus décorée de France. Elle reçoit la Légion d'honneur le 12 septembre 1916, dont la médaille figure désormais dans ses armoiries. Elle se voit dotée de la Croix de guerre 1914-1918 avec palme au début du conflit le 13 septembre 1916, et reçoit une seconde palme à la fin de la guerre le 16 février 1920. Elle est également titulaire de la Croix de guerre 1939-1945.
Après la bataille de Verdun et la Première Guerre mondiale (1914-1918), la ville se voit décorée de nombreuses décorations étrangères :
- Russie : Croix de Saint-Georges (13 septembre 1916),
- Royaume-Uni : Military Cross (13 septembre 1916),
- Italie : Médaille d'or de la valeur militaire (13 septembre 1916),
- Belgique : Croix de Léopold Ier (13 septembre 1916),
- Serbie : Médaille d'or de la bravoure militaire (13 septembre 1916),
- Monténégro : Médaille d'or Milosh Obilitch (13 septembre 1916),
- Portugal : Ordre de la Tour et de l'Épée (20 octobre 1917),
- Japon : Sabre d'Honneur (29 novembre 1917),
- Chine : Sabre aux 9 lions (19 septembre 1918),
- Estonie : Croix de la Liberté de 1re classe (14 mai 1920),
- Grèce : Croix de Guerre de 1re classe (2 juin 1920),
- Roumanie : Médaille de la Vertu Militaire (6 juillet 1920),
- Pologne : Ordre militaire de Virtuti Militari (6 février 1921),
- États-Unis : Médaille commémorative en or (4 juin 1922),
- Annam : Ordre du Kim Khan (24 juillet 1922),
- Tchécoslovaquie : Croix de guerre 1918 (11 septembre 1924),
- Luxembourg : Croix de la Couronne de chêne et Médaille des Volontaires (10 novembre 1924),
- Cambodge : Médaille d'or de l'ordre royal (6 mars 1926),
- Maroc : Médaille du Mérite militaire chérifien (18 juillet 1926),
- Tunisie : Ordre du Nichan Iftikar (31 août 1926),
- Lettonie : Croix du Lāčplēsis (11 novembre 1927),
- Laos : Ordre du Million d'Éléphants et du Parasol blanc (13 avril 1927),
- Monaco : Croix de Saint-Charles (17 juin 1929).

Le 20 novembre 1916, la ville de Verdun crée la Médaille commémorative de la bataille de Verdun ou « Médaille de Verdun ». Elle est décernée aux soldats ayant participé à la bataille de Verdun de 1916 ou aux conflits des alentours en Argonne et à Saint-Mihiel. De plus, chaque récipiendaire voit son nom inscrit dans le livre d'or du monument à la victoire. Ce n'est cependant pas une médaille officielle, elle représente l'insigne des soldats de Verdun et porte leur mot d'ordre « On ne passe pas ».

### Héraldique, logotype et devise

#### Héraldique
| Blason de Verdun | Blason  | D'azur à une cathédrale avec quatre flèches, derrière laquelle s'élève un beffroi, entouré de murailles, le tout d'or, maçonnée de sable. |
| Blason de Verdun | Détails | Blason actuel Ce blason, adopté par le conseil municipal de Verdun le 1er août 1898, reproduit un sceau de 1396.                          |

| Blason de Verdun | Blason  | D'azur à une cathédrale avec quatre flèches, derrière laquelle s'élève un beffroi, entouré de murailles, le tout d'or, maçonnée de sable. Ornements extérieursCouronne au-dessus du blason. Branche de chêne et rameau d'olivier sur les côtés du blason. Croix de guerre 1914-1918 et Légion d'honneur sous le blason. Inscription Civitas Virdunum. |
| Blason de Verdun | Détails | Grandes armes de Verdun Elles furent utilisées comme logo de la ville jusqu'en 2014. |

| Blason de Verdun | Blason  | D'or à l'aigle de sable à deux têtes, couronnée, becquée et membrée de gueules,. |
| Blason de Verdun | Détails | Ancien blason (Moyen Âge au XVIIe siècle) Lorsque Verdun dépendait directement du Saint-Empire, elle portait l'emblème des villes impériales. Le blason est abandonné lorsque la ville devient française avec les traités de Westphalie en 1648. |

| Blason de Verdun | Blason  | D'azur à une fleur de lys d'or surmontée d'une couronne royale de même,. |
| Blason de Verdun | Détails | Ancien blason (XVIIe au XIXe siècle) Lorsque la ville devient française avec les traités de Westphalie en 1648, Charles d'Hozier, au nom de Louis XIV, lui impose ce blason comme à toutes les autres villes importantes de Lorraine. Contrairement à ces dernières, elle adopte ce blason puisqu'elle n'a plus d'armoiries. Elle l'utilise pendant deux siècles avant d'adopter un autre définitivement. |

#### Logotype
En 2014, la commune se dote d'un nouveau logo. La lettre « V », initiale de la ville, évoque la victoire et la paix, comme un battement d'ailes de colombe, le chêne et le rameau d'olivier, présents dans les armoiries de la cité. Elle symbolise également la poignée de main entre François Mitterrand et Helmut Kohl à l'ossuaire de Douaumont le 22 septembre 1984. Le logo porte parfois le sous-titre « Cité universelle ».

Logo jusqu'en 2014.
Logo à partir de l'automne 2014.